# Rumänische Literatur
Unter rumänischer Literatur versteht man die in rumänischer Sprache geschriebene Literatur.
Am Anfang der rumänischen Literatur stehen im Fürstentum Moldau, das von 1359 bis 1861 bestand, die Psalmen von Dosoftei und die Predigten von Antim Ivireanul.
Wichtig für die Weiterentwicklung der modernen Schriftsprache und Literatur war nach der Revolution von 1848 sowie der 1859 erfolgten Gründung des Fürstentums Rumänien die 1863 gegründete Gesellschaft Junimea, der der bedeutendste rumänische Dichter Mihai Eminescu und der Dramatiker Ion Luca Caragiale angehörten.
Nach der kommunistischen Machtübernahme 1944 und der Gründung der Volksrepublik Rumänien stand ein sozialistischer Realismus im Vordergrund, zu dessen namhaftesten Vertretern Zaharia Stancu, Ion Agârbiceanu, Tudor Arghezi, Camil Petrescu, Gala Galaction, Lucian Blaga, Mihai Beniuc und Geo Bogza gehörten. Petru Dumitriu, Paul Goma und Vintilă Ivănceanu, die ebenfalls zunächst im Stile des sozialistischen Realismus in Rumänien schriftstellerisch arbeiteten, lebten später im Exil im Ausland.
Die bekanntesten rumänischen Dichter in der französischen Emigration waren der Erzähler Constantin Virgil Gheorghiu und der avantgardistische Dramatiker Eugène Ionesco.

## Das Fürstentum Moldau und Anfänge der rumänischen Literatur
Im 14. Jahrhundert entstand mit dem Fürstentum Moldau das erste rumänische Staatsgebilde, dessen obere Schichten in einen orientalisch-byzantinisch-slawischen Kulturzusammenhang eingebunden waren, während man in der Provinz romanisch oder südslawisch sprach. Die epische, balladeske, lied- und legendenhafte Volksdichtung in romanischer Sprache, die in der Jahrhunderte währenden Auseinandersetzung mit dem Osmanischen Reich entstand, ging eine enge Verbindung mit den Traditionen des orthodoxen Christentums ein. Die Volksmärchen sind aber auch Ausdruck orientalischer Erzählkunst. Seit dem 17. Jahrhundert gedruckt, wurden Werke der Volksdichtung seit Mitte des 19. Jahrhunderts von Ion Creangă und Mihail Eminescu zu literarischen Kunstwerken ausgestaltet. Typisch ist die Verwendung stereotyper Wendungen und Schlüsselworte in der Anfangszeile, die beim Zuhörer bestimmte Vorstellungen hervorrufen.

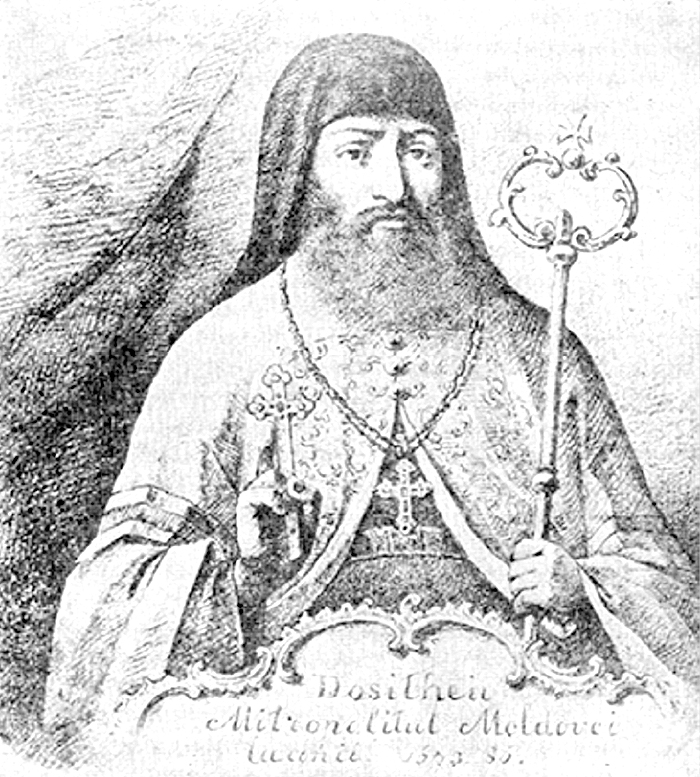
Der Metropolit Doseftei wurde 1673 durch die Übertragung des Psalter ins Rumänische zu einem der Begründer der rumänischen Literatur.

Die Anfänge eines Schrifttums in rumänischer Sprache wurden durch die Zuwanderung griechischer und südslawischer Mönche stimuliert, die vor den Türken aus Byzanz geflohen waren und in Rumänien Klöster gründeten. Sie übersetzten Annalen, Heiligenlegenden und kirchliche Texte aus dem Griechischen oder Südslawischen. Ab 1560 lagen gedruckte Texte in rumänischer Sprache vor, 1688 die gesamte Bibel, so dass Rumänisch im 17. Jahrhundert Kirchensprache wurde, während die kyrillische Schrift beibehalten wurde. Doch erst 1817 wurde in Bukarest die erste Schule eröffnet, in der in rumänischer Sprache unterrichtet wurde. Sie stand somit auch begabten Bauern offen. Während für West- und Mitteleuropa typische Entwicklungen und literarische Formen vom Minnesang über die Renaissance bis zur Aufklärung in Rumänien weitgehend fehlten, erfuhr die schriftlose Literatur der Hirten und Bauern an den Bojarenhöfen, wo noch lange die griechische Sprache verwendet wurde, eher Verachtung. Ausnahme gab es in Siebenbürgen und vor allem bei Gelehrten, die im polnisch-litauischen Kulturkreis ausgebildet worden waren.
Dazu gehört der aus einer alten Adelsfamilie stammende Humanist Grigore Ureche (sprich: Ureke, 1590–1647), der in Lwiw am Jesuitenkolleg studiert hatte. Er schrieb nach der Mode seiner Zeit die Letopisețul Țării Moldovei (1642–1647), eine Chronik über das Fürstentum Moldau, in der er in flüssiger Sprache und erlesenem Stil nach klassischen Vorbildern die Vergangenheit rühmte.
Der unter dem Namen Dimitrie Barilă geborene Metropolit Doseftei, der 1658 Bischof von Huși sowie 1671 Erzbischof von Iași wurde, verfasste kirchliche Texte und übertrug nach dem Muster des Polen Jan Kochanowski den Psalter 1673 unter dem Titel Psaltirea în versuri in die rumänische Sprache. Der Psalter wurde ein Meisterwerk der Dichtung mit einer ausdrucksvollen, bilderreichen und originellen Sprache. Durch Anlehnungen an die Volksdichtung ermöglichte er der Sakralsprache den Eintritt in die Literatur. Der ebenfalls aus einer Adelsfamilie stammende Miron Costin verfasste in Anlehnung an Grigore Ureche 1675 mit Letopiseţul Ţărâi Moldovei de la Aron Vodă încoace eine Fortsetzung der Chronik des Fürstentums Moldau sowie 1677 eine Darstellung des römischen Ursprungs der moldauischen Rumänen Cronica țărilor Moldovei și Munteniei. In seinen Schriften von hohem literarischen Wert betonte er die römische Deszendenz der Rumänen.

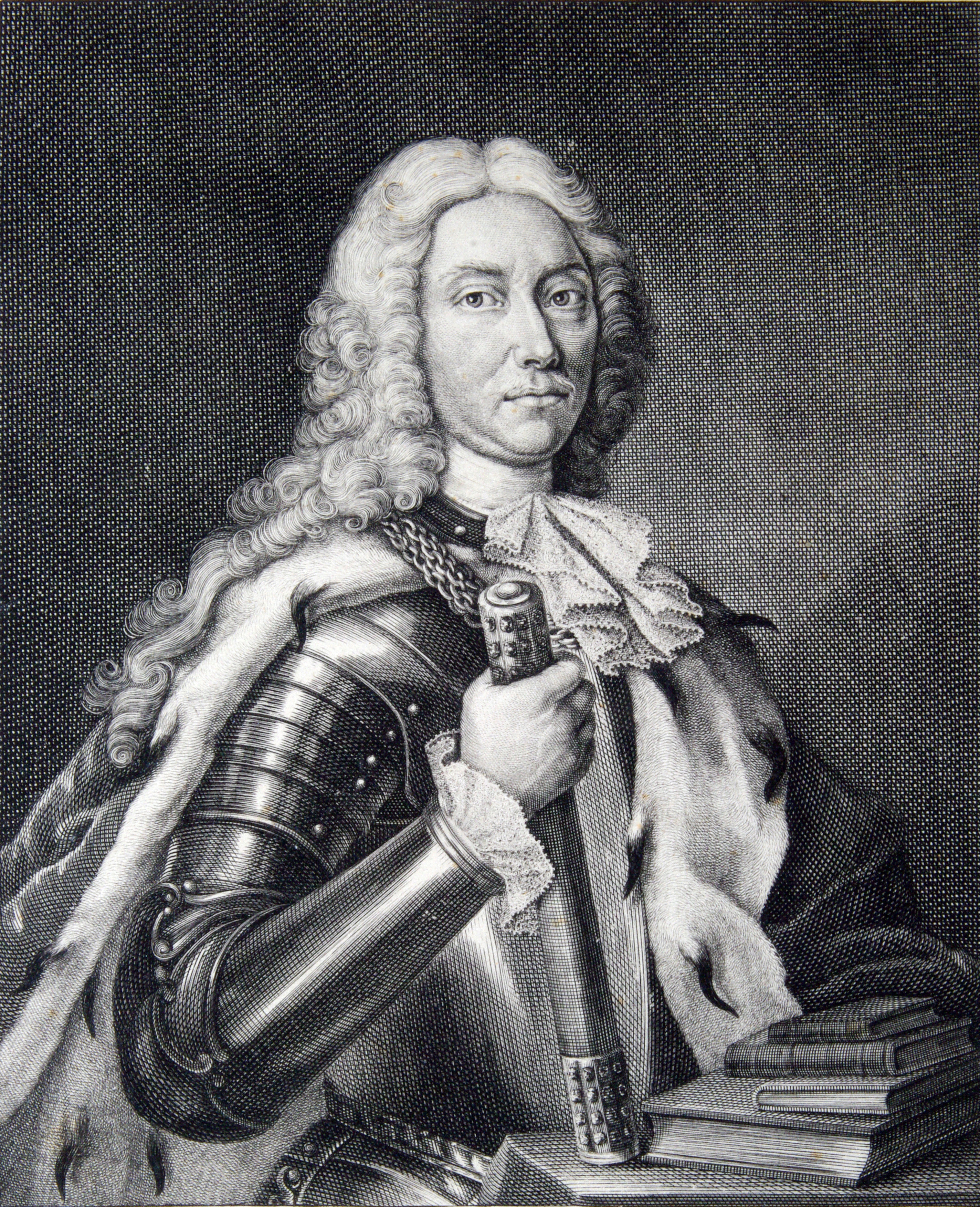
Dimitrie Cantemir (1716)

Antim Ivireanul, genannt Anthim der Iberer, war ebenfalls Metropolit und publizierte 1693 das Evangelium in rumänischer Sprache. Sein eigenes Werk Didahiile ist eine Sammlung von Predigten, die zeitgenössische Gewohnheiten und Moral aus christlicher Sicht kritisieren. Zudem war er Gründer einer der ersten Druckereien in Rumänien.
Dimitrie Cantemir, der 1710 Herrscher der Moldau wurde, genoss eine umfassende Erziehung, war Musiker, Historiker und beherrschte 14 Sprachen und verfasste 1698 mit Divanul sau gâlceava înțeleptului cu lumea sein erstes Werk. 1705 entstand Istoria ieroglifică, der erste Versuch eines Sittenromans in Rumänien, in erstaunlich expressiver Sprache. Darin bediente er sich der Allegorie, um Zustände in den rumänischen Fürstentümern und Konstantinopel satirisch und voller Dramatik zu beschreiben. Allerdings verlor er bereits 1711 nach den Feldzügen gegen das Osmanische Reich den Thron und lebte bis zu seinem Tode am 21. August 1723 als Seine Durchlaucht von Russland im Hof von Peter dem Großen. Dort schrieb er in vielen Sprachen und gilt als Universalwissenschaftler, Humanist und Enzyklopädist. Die 1716 entstandene Descrierea stării de odinioară și de astăzi a Moldovei, kurz Descriptio Moldaviae, eine für die Preußische Akademie der Wissenschaften verfasste Monographie, ist ein Kompendium der Volkskunde.
Der ebenfalls aus einer Adelsfamilie stammende Ion Neculce verfasste mit Letopisețul Țărîi Moldovei eine unparteiische moldauische Chronik der Jahre 1662 bis 1743 sowie mit O samă de cuvinte eine Sammlung von 42 historischen Skizzen und Legenden. Dadurch wurde er zu einem der Mitschöpfer der rumänischen Literatursprache. Der Humanist und Diplomat Ienăchiță Văcărescu gilt als Vater der rumänischen Poesie und schrieb von der Volksdichtung inspirierte Verse. Des Weiteren war er 1787 mit Observații sau băgări de seamă asupra regulilor și orânduielilor gramaticii românești Verfasser der „Beobachtungen zu den Regeln und Strukturen der rumänischen Grammatik“ und damit einer rumänischen Grammatik.

## 19. Jahrhundert
In der Folge der Französischen Revolution strömte verstärkt westeuropäisches Gedankengut nach Rumänien und wurde dort von Gebildeten begierig aufgesogen. Übersetzt wurden Werke von Schiller, Heine, Shakespeare oder Byron, aber vor allem französische Literatur. Die schöngeistige rumänische Literatur wurde vor allem durch solche Übersetzungen stimuliert. Aus anderen romanischen Sprachen wurden außerdem viele Neologismen übernommen. Zugleich entwickelte sich ein rumänischer Nationalismus, der danach strebte, auch die Zweige der rumänischsprachigen Stämme, die unter österreich-ungarischer, osmanischer oder russischer Herrschaft standen, zu befreien.

### Die Zeit bis zur Revolution 1848

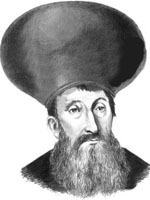
Der Bojar Costache Conachi schrieb sehr originelle Liebeslyrik, die an François Villon erinnert.

Der Theologe und Beamte Ion Budai-Deleanu war ein genialer Dichter und schuf 1800 mit Ţiganiada sau tabăra ţiganilor („Das Zigeunerlager“) in Anlehnung an klassische Vorbilder das erste komische Heldenepos, eine originelle Satire auf seine Zeitgenossen mit beißender Ironie und tiefsinnigem Humor, die an Miguel de Cervantes erinnert.
Der Pfarrersohn und Jurist Vasile Aaron verfasste eine über die Leiden Jesu Christi handelnde Dichtung in zehn Gesängen, die er 1805 unter dem Titel Patimile și moartea a Domnului și Mîntuitorului nostru Isus Hristos veröffentlichte. Als Vorbild für dieses Werk diente das Epos Der Messias des deutschen Dichters Friedrich Gottlieb Klopstock. Daneben widmete sich Aaron in seiner Schriftstellerei auch weltlichen Themen. Der Bojar Costache Conachi, der 1834 Thronkandidat war, schrieb originelle Liebeslyrik, die an François Villon erinnert. Darin verzehrt er sich in endlosen Seufzern an seine unzähligen Geliebten, die er selbst oft durcheinanderbringt. Daraus erwächst eine gewisse Monotonie, jedoch immer voll offenherziger Leidenschaftlichkeit.
Der als Mathematikprofessor und Diplomat tätige Gheorghe Asachi versuchte sich eifrig in allen literarischen Gattungen. Seine eigenen Dichtungen wie Către Neamul Moldovei (1822) und Poezii (1836) sind von westlichen und antiken Vorbildern wie insbesondere Horaz beeinflusst. Er schrieb später zudem historische Novellen sowie Dramen und war 1835 Mitgründer der Academia Mihăileană.
Der 1831 bereits im Alter von 22 Jahre verstorbene Offizier Vasile Cârlova zeigt in seinen wenigen erhaltenen, von der französischen Romantik beeinflussten Poemen wie „Păstorul întristat“ (1827), „Ruinurile Târgoviștei“ (1828) und „Rugăciune“ (1829) Originalität, Sensibilität und Tiefe, wodurch er als erster moderner Dichter Rumäniens gilt.
Anton Pann, der ein abenteuerliches Leben führte, war Volksdichter und Sammler von Geschichten, Schwänken, Sprichwörtern und Volksliedern wie Poezii deosebite sau cântece de lume (1831), Fabule și istorioare (1841) und Poezii populare și Calendare (1846), die er meist in bäuerlichem Erzählton aufzeichnete. Sein Werk beinhaltet eine kraftvolle Renaissance der uralten Weisheiten des Balkans.
Constantin „Costache“ Negruzzi war ein Erzähler, der in Geistesverwandtschaft zu Prosper Mérimée historische, klassische und soziale Novellen für die rumänische Literatur wie Alexandru Lăpușneanul (1840) schuf. Er gilt als Meister der Volkspsychologie und des Wortes, der auch Interesse an nationaler Geschichte und Volksdichtung hatte. Später übernahm er politische Ämter und war zeitweise Finanzminister.
Grigore Alexandrescu wer ein Romantiker, der unter französischen Einfluss, aber auch bodenständiger Tradition Fabeln dichtete wie Suvenire și impresii, epistole și fabule (1847), die 1957 unter dem Titel Episteln, Satiren, Fabeln im Bukarester Staatsverlag für Kunst und Literatur auch in deutscher Übersetzung erschien. Daneben schrieb er Satiren gegen die russische Besatzungsmacht sowie sozialkritische Schriften im Stile Victor Hugos. Von seinen philosophischen Dichtungen ist insbesondere Anul 1840 zu erwähnen. Auch er bekleidete später politische Posten und war unter anderem Erziehungsminister.

### Literarische Entwicklungen nach der Revolution 1848

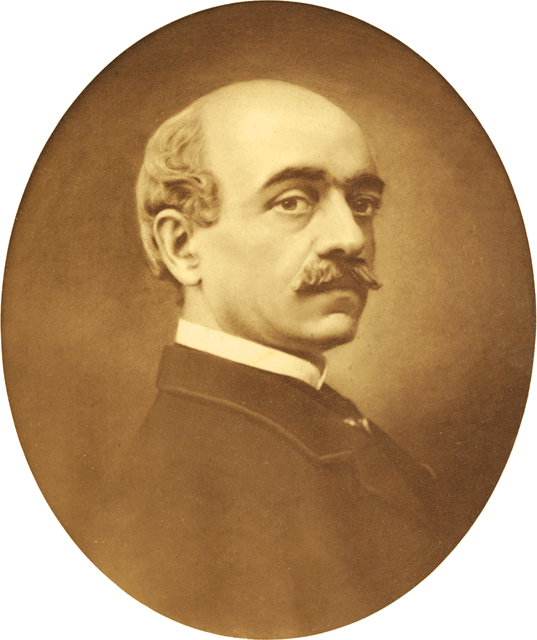
Vasile Alecsandri war bedeutsam für die Erweckung der rumänischen kulturellen Identität im Rumänien des 19. Jahrhunderts sowie führend in der Bewegung für die Einigung der Moldau und der Walachei.

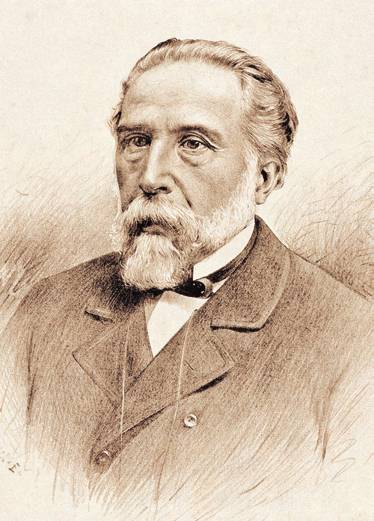
Der Schriftsteller Ion Ghica war dreimaliger Ministerpräsident.

Wichtig für die Weiterentwicklung der modernen Schriftsprache und Literatur war die Revolution von 1848. In dieser Revolution versuchten die rumänischen Revolutionäre in ihren Forderungen, westeuropäische Errungenschaften auf die Fürstentümer Moldau und Walachei zu übertragen. Sie propagierten die Abschaffung des russischen Protektorats und die Vereinigung der Moldau und der Walachei, die Emanzipation der Bauern und ein allgemeines Wahlrecht. Jedoch vereinten das Osmanische Reich und Russland ihre Kräfte, um dieses Vorhaben zu unterdrücken. Im Fürstentum Moldau dauerte die Revolution nur kurz; in der Walachei agierten die Revolutionäre von Juni bis September 1848.
Vasile Alecsandri war bedeutsam für die Erweckung der rumänischen kulturellen Identität im Rumänien des 19. Jahrhunderts sowie führend in der Bewegung für die Einigung der Moldau und der Walachei. Seine ersten literarischen Arbeiten wie die Lustspiele Farmazonul din Hârlău (1840), Iorgu de la Sadagura (1844) und Piatra din casă (1847) sowie die Novelle Istoria unui galben verfasste er noch in vorrevolutionärer Zeit. Als Teilnehmer an der Rumänischen Revolution musste er ins Exil gehen und war in Paris Herausgeber der Zeitschrift România Viitoare. Nach seiner Rückkehr 1856 war politisch aktiv, zeitweise Außenminister und später Gesandter in Frankreich. Als vielseitiger lyrischer und epischer Dichter verfasste er Albumpoesie, anmutige Naturbeschreibungen sowie patriotische Oden und besang die „Latinität“ seines Volkes und beschwor die „heroische“ Vergangenheit. Er verfasste als gesellschaftskritischer Dramatiker rund 50 Dramen, Lustspiele, Monologe, Possen und Vaudevilles nach französischem Vorbild wie Boieri și ciocoi (1874), Despot Vodă (1880), Sânziana și Pepelea, Fântâna Blanduziei (1884) und Ovidiu (1885). Alecsandri, der von Frankreich geistig geprägt und von Italien angeregt, bleibt der romantischste aller rumänischen Dichter, ein lebensfroher Romantiker, ausgeglichener Rhapsode und milder Satiriker, der Reisebücher verfasste und ein bedeutender Volksliedsammler war. Zahlreiche seiner Werke wurden ins Deutsche übersetzt wie Unsere Krieger: Gedichte, Die blandusische Quelle: Schauspiel in 3 Akten (1922), Zigeunerseele (1931), Die Geschichte eines Dukaten (1952), Die Herbstmaid: Gedichte (1955), Sinziana und Pepelea: Rumänisches Zaubermärchen in 5 Aufzügen (1957) und Fürst Despot: Historische Legende in Versen (1973).
Ion Heliade-Rădulescu, der aktiv an der Revolution von 1848 teilnahm, verfasste Fabeln und Satiren sowie einige Gedichte, von denen das 1843 veröffentlichte Gedicht „Zburătorul“ nach einer Volkslegende bleibenden Wert hat. 1868 wurde er erster Präsident der Rumänischen Akademie (Academia Română).
Der Jurist Alecu Russo schrieb in vorrevolutionärer Zeit die Dramen Băcălia ambițioasă (1843) sowie Jicnicerul Vadră und wurde wegen seiner Teilnahme an der Revolution verbannt. Nach seiner Rückkehr verfasste er 1850 das Prosapoem Cântarea României, welches an das 1834 erschienene Poem Paroles d’un croyant von Félicité de Lamennais erinnert. Es gab jedoch Kontroversen hinsichtlich seiner Autorenschaft.
Der Hochschullehrer Ion Ghica lebte nach der Revolution im Exil und kehrte erst 1859 zurück, woraufhin er mehrmals Minister und dreimaliger Ministerpräsident war. Von seinen zahlreichen Werken sind die 1884 unter dem Titel Scrisori ale lui Ion Ghica către V. Alecsandri veröffentlichten Briefe an Vasile Alecsandri am bedeutendsten, die Erinnerungen, Porträts und Reisebeschreibungen erhalten.
Auch der Hochschullehrer Mihail Kogălniceanu, ging nach der Revolution ins Exil und war ebenfalls mehrmals Minister sowie zwischen 1863 und 1865 Ministerpräsident. Er gilt als einer der bedeutendsten Persönlichkeiten der rumänischen Kulturgeschichte, vor allem durch seine wissenschaftlichen Abhandlungen und literarischen Werke wie Letopiseţul Ţării Moldovei (1845–1852) und Album istoric literar (1854).
Der in geistiger Umnachtung verstorbene Dimitrie Bolintineanu musste nach der Revolution ebenfalls ins Exil gehen und war später 1863–1864 Außenminister. Seine romantische Lyrik umfasste Balladen, historische Legenden und patriotische Gedichte wie Poezii (1847) und Poesii vechi și nouă (1855). Weniger erfolgreich waren seine dramatischen Werke. Daneben schrieb er romantisch-realistischen Stil sozialkritische Romane wie Manoil (1855) und Elena (1862).

### Literarische Entwicklung im Fürstentum Rumänien und derJunimea-Kreis

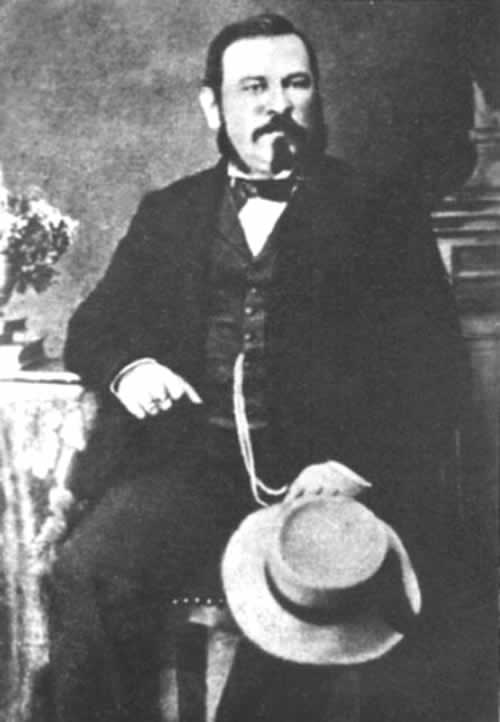
Nicolae Filimon gilt als Verfasser der ersten modernen Romane Rumäniens.

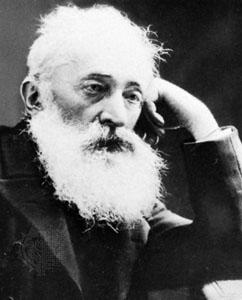
Bogdan Petriceicu Hasdeu war ein Universalgelehrter im Stile von Dimitrie Cantemir.

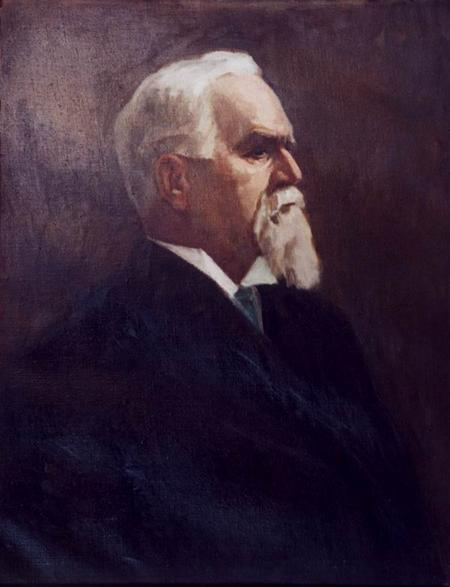
Titu Maiorescu wird als größter Literaturkritiker Rumäniens angesehen.

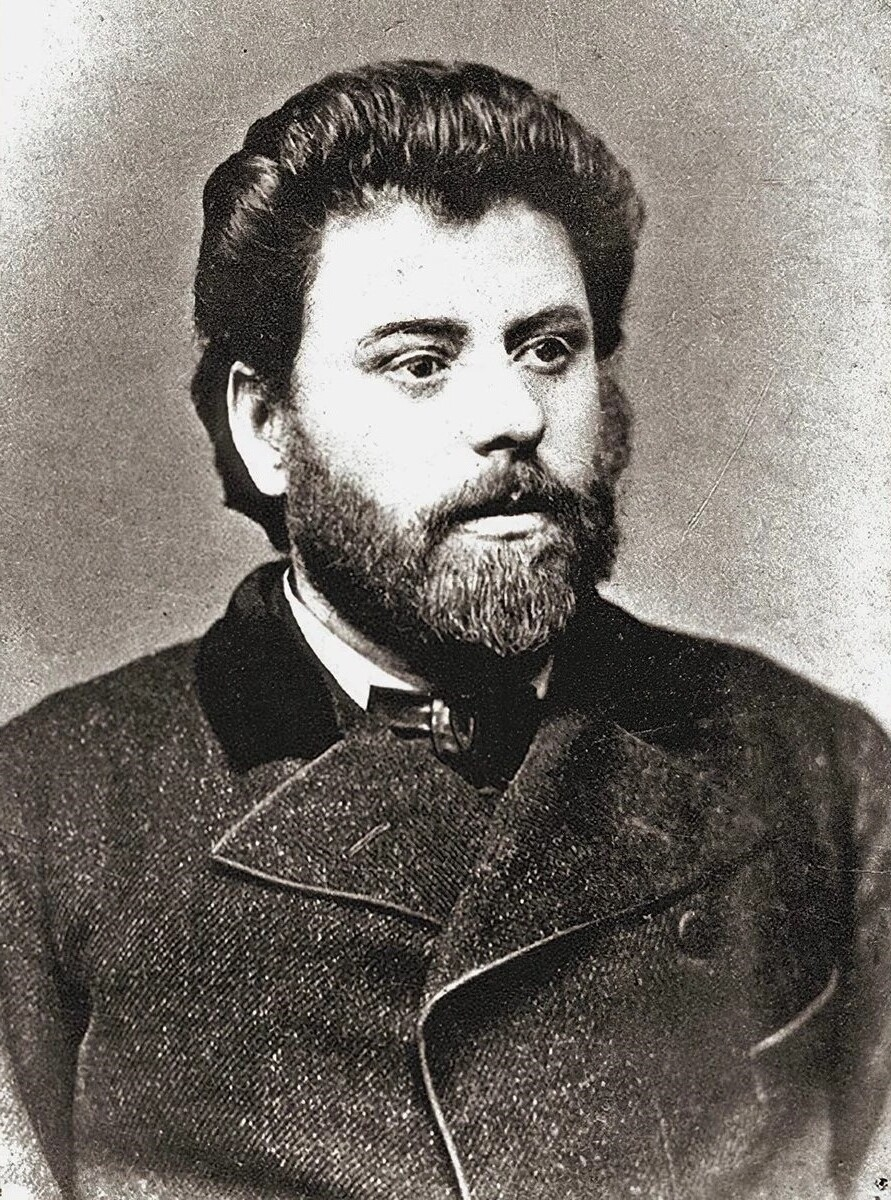
Ion Creangă wiederum gilt als größter rumänischer Erzähler.

Elf Jahre nach der Revolution entstand 1859 das Fürstentum Rumänien (rumänisch Principatele Române) aus der Vereinigung der beiden Donaufürstentümer Moldau und Walachei (zunächst genannt Vereinigte Fürstentümer der Walachei und Moldau, rumänisch Principatele Unite ale Țării Românești și Moldovei). In dieser Zeit waren zahlreiche Schriftsteller aus dem Exil und der Verbannung zurückgekehrt und übernahmen wie Vasile Alecsandri, Ion Ghica und Mihail Kogălniceanu führende Regierungsämter. 
Wichtig für die Weiterentwicklung der modernen Schriftsprache und Literatur die 1863 gegründete Gesellschaft Junimea („Jugend“), der der bedeutendste rumänische Dichter Mihai Eminescu, der in Berlin und Wien studiert hatte, und der Dramatiker Ion Luca Caragiale angehörten. Diese warnten vor der Nachahmung anderer Literaturen – vor allem die Flut der Übersetzungen aus dem Französischen drohte die rumänische Literatur zu „ersticken“ – und vermittelten der rumänischen Literatur erstmals ein Selbstgefühl. Waren zunächst Mitglieder des Klerus und des Offizierskorps unter den Autoren stark vertreten, entwickelte sich bald eine breite Schriftstellertätigkeit jüngerer Autoren, die nicht mehr selbst an der Revolution teilgenommen hatten aus der wachsenden bürgerlichen Mittelschicht. Die Volkssprache war inzwischen zur Literatursprache geworden. 
Der Priestersohn, Flötist und Operntenor Nicolae Filimon gilt als Verfasser der ersten modernen Romane Rumäniens. In seinen Werken übte er eine meisterhafte Gesellschaftskritik an den Zuständen im Fürstentum Walachei während der Herrschaft der griechischen Phanarioten im frühen 19. Jahrhundert, die durch eine moralisierende Tendenz und grelle Typisierung geprägt war. Die Helden seiner Schriften wie die Novelle Nenorocirile unui slujnicar sau gentilomii de mahala (1861) oder der Roman Ciocoii vechi și noi (1863) wurden zum Inbegriff der charakterlichen Typen, die sie darstellen. Einige seiner Werke wie Parvenüs der Schreibergilde oder „Die Katze lässt das Mausen nicht“ und Drei Monate im Ausland und andere Schriften wurde in die deutsche Sprache übersetzt.
Der Generalssohn Alexandru Odobescu, der als Professor für Archäologie an der Universität Bukarest lehrte und 1863 Minister war, bereicherte die rumänische Literatur mit Mihnea Vodă cel Rău (1857) und Doamna Chiajna (1860) um zwei historische Novellen von hohem stilistischen Wert. Sein Hauptwerk ist das 1874 erschienene Pseudokynegeticos, in dem die Jagd zum Vorwand für kunstvolle Meditationen und subtile Naturbeschreibungen dient, voll distinguierter Gelehrsamkeit und geistreicher Heiterkeit. In deutscher Übersetzungen erschienen Fürst Mihnea der Böse (1953), Meister Reineke (1956) und Der Prinz und die Zaubersteine (1972).
Der aus dem russischen Gouvernement Bessarabien stammende Offizier Bogdan Petriceicu Hasdeu, der 1856 nach Rumänien floh und als Professor an der Universität Iași sowie der Universität Bukarest lehrte, war Historiker und Sprachwissenschaftler universeller Prägung. Er war zudem Dramatiker, Kritiker, Lyriker und Novellist, der aus alten Chroniken schöpfte und in der rumänischen Geistesgeschichte als Universalgelehrter nur von Dimitrie Cantemir erreicht wurde. Sein übertrieben kritisches Bewusstsein und seine starke Persönlichkeit hinderten ihn, sich einer literarischen Richtung anzuschließen. Deshalb versuchte er oft – wenn auch erfolglos – neue literarische Schulen zu gründen. Er war wie die meisten seiner literarischen Zeitgenossen im Grunde romantischer Traditionalist, dem die Grenzen Kleinrumäniens zu eng waren. Seine Verse waren von unterschiedlicher Qualität. Er verfasste mit Răzvan s̡i vidra (1867) ein Schauspiel, amüsante Novellen wie Micuța (1864) sowie den historischen Roman Ursita (1910).
Der Jurist und Diplomat Titu Maiorescu wird als größter Literaturkritiker Rumäniens angesehen. Der Volkserzieher von aristokratischer Gesinnung war 1863 Initiator des Junimea-Kreises. 1867 wurde er Mitarbeiter der führenden literarischen Zeitschrift Convorbiri literare („Literarische Gespräche“) und mit Werken wie Despre scrierea limbii române (1866) und Despre poezia română (1867) Begründer der Literaturkritik in Rumänien. In Anlehnung an die deutsche philosophische Schule war er Verfechter einer idealistischen Weltanschauung. Ihm verdankte es die rumänische Kultur, dass sie sich universelle Geltung verschaffte. Er war später Minister sowie zwischen 1912 und 1914 Ministerpräsident. Als solcher förderte die rumänische Literatur und reformierte die rumänische Orthographie.
Ion Creangă, der 1872 aus dem Klerus entlassen wurde, gilt als größter rumänischer Erzähler und einmalige Erscheinung in der Literatur Rumäniens. Im Gegensatz zu vielen seiner Zeitgenossen war er von keiner Strömung beeinflusst und erzählte in einfacher, lebendiger Art wie ein Bauer, allerdings voller Ausdruckskraft. Die Helden seiner Märchen haben klassisch-mythologische Züge. Die in flüssigem Stil mit vielen Dialogen geschriebenen Geschichten ergötzen durch ihren feinen Humor und Lokalkolorit. Seine 1880 erschienenen Kindheitserinnerungen Amintiri din copilărie ergreifen durch ungekünstelte Frische und strahlenden Zauber. Obwohl Creangă in dörflicher Sprache schrieb, wirkte er nicht provinziell. Seine Dialektformen wurden im Gegenteil zum Allgemeingut der Literatursprache Rumäniens. Von seinen Werken wurde in den 1950er/60er Jahren zahlreiche ins Deutsche übersetzt wie zum Beispiel Erinnerungen aus der Kindheit. Der Dichter Mihai Eminescu führte ihn in die 1863 gegründete Gesellschaft Junimea ein. Ihm zu Ehren wurde der Bukarester Ion-Creangă-Verlag benannt, der unter anderem deutschsprachige Übersetzungen rumänischer Autoren herausgab.
Der aus einer Bojarenfamilie stammende Nicolae Gane, der ebenfalls als Minister und Präsident der Rumänischen Akademie tätig war, gehörte auch dem Junimea-Kreis an und verfasste historische Novellen und Heimaterzählungen mit guter Beobachtungsgabe, romantischer Einstellung, Humor und Lokalkolorit wie Domnița Ruxandra (1873) oder Păcate mărturisite (1904).

#### Mihai Eminescu

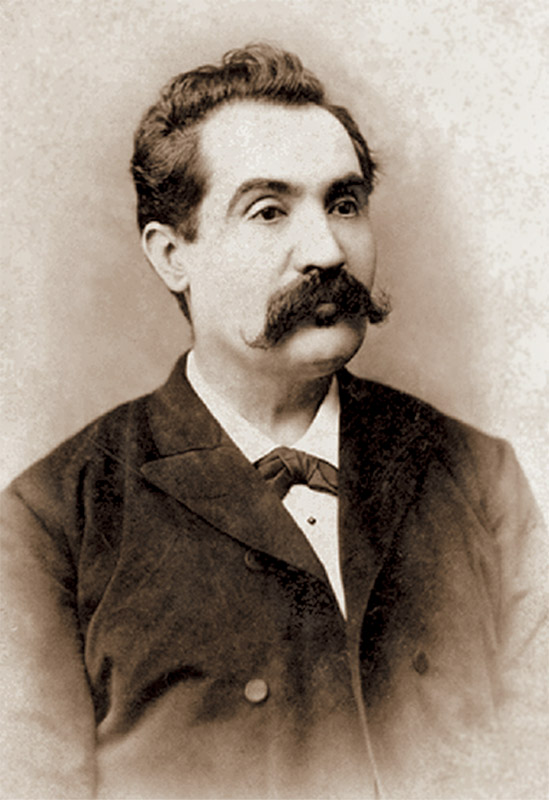
Mihai Eminescu (1887) gilt als der bedeutendste rumänische Dichter des 19. Jahrhunderts. Sein Werk setzte Maßstäbe für die Entwicklung der modernen rumänischen Hochsprache.

Mihai Eminescu gilt als der bedeutendste rumänische Dichter des 19. Jahrhunderts. Sein Werk setzte Maßstäbe für die Entwicklung der modernen rumänischen Hochsprache. Nach Studien im Ausland war er von 1877 bis 1883 Chefredakteur der konservativen Tageszeitung Timpul und erkrankte danach psychisch, wobei Aufenthalte in Heilanstalten keine anhaltende Besserung brachten. Sein Leben war zudem geprägt von einer seit 1875 bestehenden unglücklichen Liebe zu Veronica Micle, einer äußerst attraktiven, doch verheirateten jungen Frau mit literarischen Ambitionen, sowie zu Ion Creangă, den er mit dem Kreis Junimea in Verbindung brachte.
In seinen Werken von universellem Rang verzehrte er sich in Pessimismus und Weltschmerz. Sein umfangreicher Nachlass gibt Aufschluss über seine weitreichenden Pläne, die nur zu einem Bruchteil realisiert wurden. Neben zwei philosophischen Erzählungen und einigen Märchen verfasste er insbesondere rund 70 Gedichte sowie mehrere hundert Artikel, Essays und Meditationen, die von einem fruchtbaren Einfluss deutscher Kultur wie Immanuel Kant, Arthur Schopenhauer, Johann Wolfgang von Goethe, Novalis, Jean Paul und besonders Friedrich Schiller geprägt waren. Die romantische Vorstellung von der Welt als sowie der biblische Lehrsatz über die Eitelkeit aller Dinge bewegten sein Schaffen. Zugleich ließen ihn die Frage nach dem Sinn des Seins und die quälende metaphysische Unruhe von einem Nirwana träumen. Seine ideenreiche philosophische Dichtung macht seine Einreihung in eine philosophische Schule schwer. Seine Liebeslyrik wie in Poezii (1883) fasziniert durch Melancholie und Wohllaut.
Seine bitteren politischen Artikel geißelten die Ohnmacht einer Gesellschaft, in der eine fremde soziale Oberschicht absolutistisch herrscht. Mit Eminescu begann eine neue Epoche der rumänischen Literatur, der er Weltgeltung verschafft hatte. Seine zahlreichen Werke wurden bereits seit Beginn des 20. Jahrhunderts vielfach ins Deutsche übersetzt wie zum Beispiel Gedichte, Novellen (1913), Märchen und Novellen (1927), Ausgewählte Gedichte (1932), Müde Vöglein (1954), Der Prinz aus der Träne (1963), Der Abendstern (1964), Engel und Dämon (1972), Hunderte von Masten (1982), Von den vielen hundert Schiffen (2000) und Großer Mond im Laub (2018).

#### Ion Luca Caragiale

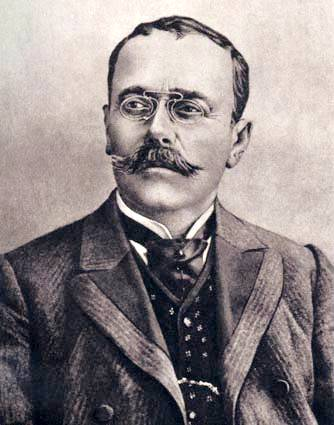
Ion Luca Caragiale gilt als bedeutendster Dramatiker Rumäniens.

Der Schauspielersohn Ion Luca Caragiale, seit 1877 unter Eminescu ebenfalls Redakteur der konservativen Tageszeitung Timpul, Mitglied der Junimea und von 1888 bis 1889 Direktor des Nationaltheaters Bukarest, gilt als bedeutendster Dramatiker Rumäniens. Seine Komödien wie O noapte furtunoasă (1879), Conu Leonida față cu reacțiunea (1880), O scrisoare pierdută (1884) und D’ale carnavalului (1885) sowie Skizzen geißeln eine Bourgeoisie, die sich seriös gibt, verhöhnen die den fremden Literaturen nachgeahmten Formen mit nationalistischer Intransigenz, ohne jedoch bessere Lösungen vorzuschlagen. Er verspottet so gründlich, dass seither in Rumänien jede patriotische Rhetorik verdächtig wirkt. Unbarmherzig deckt er menschliche Schwächen auf, übertreibt und verzerrt sie derart, dass man schließlich mit seinen Opfern sympathisiert.
Sein 1890 erschienenes Trauerspiel Năpasta und seinen tragischen Novellen wie O făclie de paste (1889) vereinen romantische Klarheit, russische Leidenschaft und orientalischen Zauber des feinsinnigen Beobachters. In deutscher Übersetzung erschienen von ihm Anca: Rumänisches Drama in 2 Akten (1902), Ein verlorener Liebesbrief: Komödie in 4 Akten (1942), Erholungszug (1944), Novellen und Skizzen (1950), Skizzen und Erzählungen (1952), Dramen (1954), Die Armen halten Gericht (1955), Zu vermieten und andere Skizzen (1955), Eine stürmische Nacht: Lustspiel in 2 Akten (1956), Ein Glückspilz: Novellen und Skizzen (1960), Herr Leonida und die Reaktion: Posse in einem Akt (1962), Die falsche Beschuldigung: Schauspiel in 2 Akten (1964), Thema mit Variationen: Prosaskizzen (1970), Abu-Hassan (1970), Querkopf Cănuţa (1972), Der erste Preis: Rumänische Skizzen und Satiren (1972), Faschingstreiben: Lustspiel in 3 Akten (1975) sowie Humbug und Variationen (2018).

### Literarische Entwicklungen im Königreich Rumänien

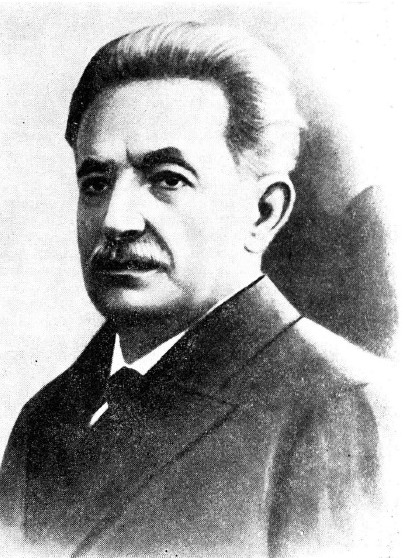
Ioan Slavici wurde 1888 wegen seiner prorumänischen Haltung in Siebenbürgen verhaftet.

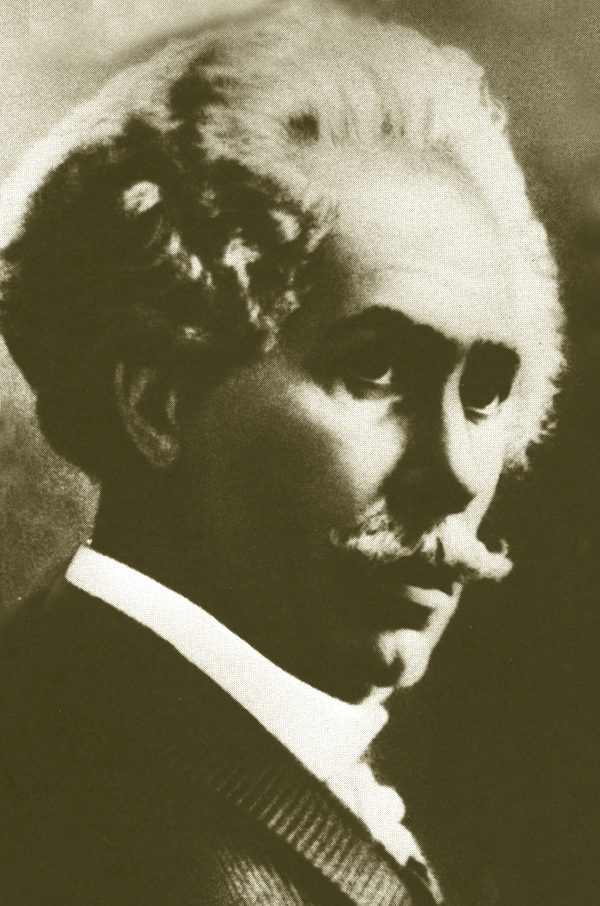
Barbu Ștefănescu Delavrancea (um 1900) ist einer der berühmtesten rumänischen Literaten.

Das Königreich Rumänien (Regatul României) als Nachfolgestaat des Fürstentums Rumänien war ein Staat in Südosteuropa, der von seiner Unabhängigkeit 1881 bis zur Ausrufung der Volksrepublik Rumänien 1947 existierte. Neben den bereits bekannten Autoren, die in dieser Zeit auch politische Ämter innehatten, wuchs eine neue Generation von Schriftstellern heran.
Der Journalist Ioan Slavici, der 1888 wegen seiner prorumänischen Haltung in Siebenbürgen verhaftet wurde und zwischen 1894 und 1896 mit Caragiale und George Coșbuc in Bukarest die Zeitschrift Vatra herausgab, veröffentlichte ein umfangreiches Werk, zu dem Lustspiele, Novellen wie Moara cu noroc (1881), Erzählungen, Romane wie Mara (1906), Dramen, Erinnerungen sowie pädagogische und philologische Arbeiten. Trotz seiner Abneigung gegen psychologische Analyse, seiner derben siebenbürgischen Sprache und der allzu klar durchscheinenden Absicht der Moralisierung ist er ein bedeutender Erzähler. Er inventarisierte mit der Gewissenhaftigkeit eines Archivars Geschehnisse aus den Dörfern Siebenbürgens und schuf zudem eine literarische Monographie des volkskundlichen Lebens. Von seinen Werken erschienen zahlreiche in deutscher Übersetzung wie Die Glücksmühle: Novelle (1886), Das Gerede im Dorfe: Novelle (1926), Beim Dorfkreuz: Novelle (1926), Der Pfarrer von Saraceni: Erzählungen (1950), Die Fee der Morgenröte (1953), Mara: Roman (1960), Novellen aus dem Volk (1961), Mutters Ion (1963), Floritza, das Waldmädchen (1973) und Der gescheite Păcală (1974).
Der zunächst als Staatsbeamte tätige Alexandru Macedonski gründete 1880 die Zeitschrift Literatorul und befand sich von 1884 bis 1913 in freiwilligem Exil in Paris. Er schrieb Verse wie in den Gedichtbänden Prima Verba (1872) und Poezii (1882) in rumänischer sowie in französischer Sprache wie Bronzes (1897), was den starken, aber oft kritisierten Einfluss der französischen Vorbilder verdeutlicht. Er war zunächst den Parnassiens verschrieben, ehe er später auch als Literaturkritiker Anhänger des Symbolismus wurde. Er war ein produktiver damönischer und possenhafter Selbstbewunderer, der zwischen Satanismus und Sexualität, verklärten Metaphern und reiner Musikalität schwankte. Der mit Titu Maiorescu befreundete Rechtsanwalt und Diplomat Duiliu Zamfirescu, der später ebenfalls Minister wurde, schrieb unter romantischem Einfluss Gedichte und später Sonette mit detailgetreuen Naturbeschreibungen aus seiner Heimat und dem von ihm verehrten sonnigen Italien. In dem zwischen 1894 und 1910 entstandenen fünfteiligen Romanzyklus Romanul Comăneștenilor verfasste er eine feinsinnigen Sittenroman über das Leben einer Bojarenfamilie und ihren Bauern und Gutspächtern in idyllischer und patriarchalischer Harmonie und den aufkommenden sozialen Konflikten durch mehrere Generationen hindurch. Der durch Lew Nikolajewitsch Tolstoi beeinflusste Zamfirescu erregte aber auch Aufsehen durch seine kosmopolitische Ablehnung der Volksliteratur. 1908 wurde er Mitglied der Rumänischen Akademie und hielt dort im November 1914 kurz nach Beginn des Ersten Weltkrieges den Vortrag Die Seele der Kriege einst und jetzt. Die ersten drei Bände seines Romanzyklus erschienen 1967 unter dem Titel Das Leben auf dem Lande in deutscher Übersetzung.
Eine starke Strömung der rumänischen Literatur wandte sich gegen das Vorbild des französischen Modernismus und idealisierte das Bauern- und Hirtentum, wohl auch in der Absicht, das kulturelle Niveau auf dem Lande zu heben. Der als Lehrer tätige Alexandru Vlahuță, der zunächst Redakteur bei der Literaturzeitschrift Vieața war und 1901 zu den Mitgründern der patriarchalisch ausgerichteten Ideologie und literarischen Strömung und deren gleichnamiger Zeitung Sămănătorul zählte, schrieb erste Erzählungen und melancholische Gedichte für Zeitschriften. Beeinflusst von Mihai Eminescu verfasste er erotische und philosophische Elegien, Oden und Verse. Er galt als Romantiker, der aber auch realistisch zu schreiben versuchte. Meisterlich beschrieb er in seinen Novellen und Romanen wie Din goana vieții (1892), Dan (1894), Un an de luptă (1895), Clipe de liniște (1899) und Din trecutul nostru (1908) die Liebe zu den Bauern sowie der Landschaft Rumäniens und setzte dabei religiöse und soziale Akzente. In deutscher Übersetzung erschienen unter anderem Parasiten: Eine Auswahl aus seinen Werken und Erinnerungen (1951), Blindekuh (1958) und Die Abrechnung (1961). Der mit Caragiale und Vlahuță befreundete Rechtsanwalt Barbu Ștefănescu Delavrancea, der später Minister und Bürgermeister von Bukarest war, verfasste mehrere romantische Dramen mit unwahrscheinlicher Konfliktführung. In seinen Novellen wie Sultănica (1885), Trubadurul (1887), Paraziții (1892) und Hagi-Tudose (1903) zeichnete er sich als feinsinniger Beobachter der menschlichen Psyche aus. Dabei bemühte er sich realistisch zu schreiben, ohne jedoch den Verlockungen der Romantik widerstehen zu können, und war ein vorzüglicher Stilist und Landschaftsbeschreiber von leidenschaftlicher Eloquenz. In deutscher Übersetzung erschienen unter anderem Novellen und Erzählungen (1955), Herr Vucea (1962) und Das Kristallschloss (1974).
George Coșbuc, Sohn eines Landpfarrers, gab mit Caragiale, Slavici und Vlahuță verschiedene Zeitschriften heraus. Er war vom deutschen Neoklassizismus geprägt, blieb jedoch zugleich seiner bäuerlich-walachischen Heimat verhaftet und besang die lebendige Dorfgemeinschaft inmitten der Natur im Rhythmus der Jahreszeiten. Seine Gedichte waren anmutig, froh, zuversichtlich, selten ichbezogen oder lyrisch. Seine Balladen von helden- oder märchenhaftem Inhalt setzten soziale Akzente und zeichneten sich durch spielerische Erotik, eine eigene Kadenz nach dem Muster des Volksversmaßes und eine flüssige Sprache aus. Zugleich waren sie gekennzeichnet durch Expressivität und eine Neigung zu Lautmalerei. Zu seinen Werken gehören Balade și idile (1893), Fire de tort (1896) und Cântece de vitejie (1904). In deutscher Übersetzung erschienen unter anderem Ausgewählte Gedichte (1955), Das Spielzeug des artigen Kindes (1956), Die Geschichte von den Gänsen (1958) sowie Balladen und Idyllen. Auch seine Ehefrau Elena Coșbuc war als Schriftstellerin tätig.

## 20. Jahrhundert

### Die Zeit von der Jahrhundertwende bis zum Ersten Weltkrieg

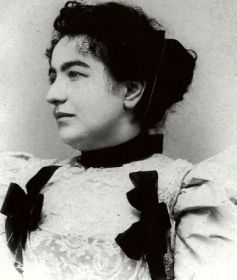
Hélène Vacaresco (um 1890) war zeitweise mit dem Kronprinzen und späteren König Ferdinand I. verlobt.

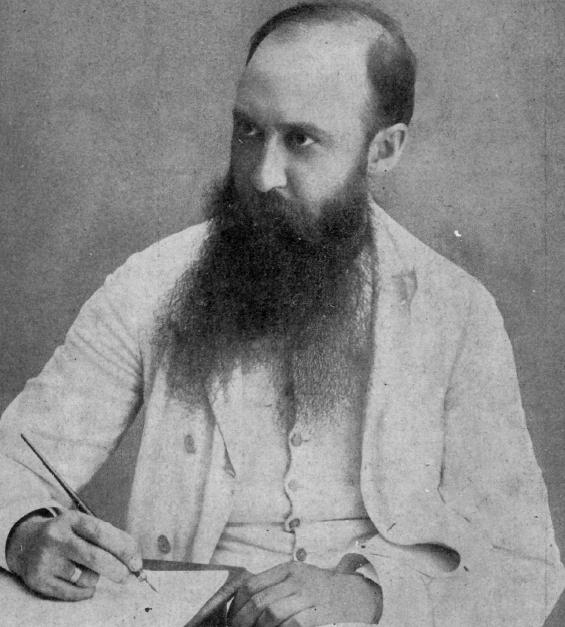
Der Historiker und Hochschullehrer Nicolae Iorga war wie viele Literaten auch politisch aktiv und zwischen 1931 und 1932 Ministerpräsident.

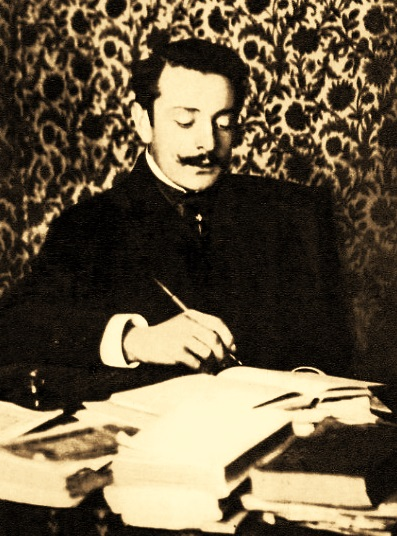
Ovid Densusianu gilt als Rumäniens bedeutendster Sprachwissenschaftler.

Seit Ende des 19. Jahrhunderts hatte sich die Novelle zur vorherrschenden Literaturform entwickelt. Alexandru Davila, Sohn des berühmten Arztes Carol Davila, schrieb Gedichte und Novellen. Erwähnenswert ist insbesondere das von Victor Hugo inspirierte 1902 veröffentlichte historische Drama Vlaicu-Vodă („Fürst Vlaicu“) mit einem Konfliktaufbau im Stile von William Shakespeare und großer dramatischer Kraft.
Der Studienrat Ioan A. Bassarabescu schrieb realistische Novellen wie Nuvele (1903), Vulturii (1907), Norocul (1907), Nenea (1916) und Un dor împlinit (1918), in denen er sich als scharfer Beobachter der Kleinstadtwelt mit knappem Ausdruck, mildem Humor und sanfter Ironie erwies. Der Agrarwissenschaftler und Hochschullehrer Constantin Sandu-Aldea war ein Traditionalist, der in seinen Novellen und Romanen wie Drum și popas (1904), În urma plugului (1905), Două neamuri (1906), Pe drumul Bărăganului (1908), Ape mari (1910), Pe Mărgineanca (1912) und Călugărenii (1920) mit Humor und einer gewissen Romantik das Leben der Bauern in der Donauniederung und der Balagan-Ebene beschrieb.
Der Offizier Emil Gârleanu (auch: Emil Gîrleanu) schrieb im Stile von Guy de Maupassant psychologische Skizzen wie Bătrânii (1905) und Nucul lui Odobac (1909) sowie Novellen wie Cea dintâi durere (1907) und Din lumea celor care nu cuvântă (1910). Von seinen Werken wurden zahlreiche ins Deutsche übertragen wie Der starke Held (1956), Ausgewählte Schriften (1957), Die Mücke (1965), Wenn der Herr nicht zu Hause ist (1971), Pock, Pock, Pock! (1971), In meinem Hof (1971), Flatterhaft (1971), Die Rehgeiss (1971), Die Kämpfer (1971), Der Hasenfuss (1971), Das Pferd (1971) und Der Nussbaum (1974).
Der aus einer alten Bojarenfamilie stammende Jurist und spätere Abgeordnete Ioan Alexandru Brătescu-Voinești verfasste besinnlich-moralisierende Erzählungen wie În lumea dreptății (1908) und Întuneric și lumină (1912). Darin wurden seine Helden vom Leben besiegt, weil sie das Vorrecht des Geistes über die Materie verteidigen. Die Hauptcharaktere seiner Werke sind zumeist Städter oder Bojaren wie er selbst, die vom Einbruch der Technik in eine patriarchalische Welt überrascht wurden. Dabei unterliegen sie den „Tüchtigen“, denen alle Mittel recht sind. Seine Arbeiten sind geprägt von subtilen Beschreibungen seelischer Konflikte, aber auch durch karge Dialoge. In deutscher Sprache erschien 1928 Die Wachtel.
Die als Elena Văcărescu geborene und aus einer alten Adelsfamilie stammende Hélène Vacaresco, die zeitweise mit dem Kronprinzen und späteren König Ferdinand I. verlobt war, schrieb Erinnerungen, Erzählungen, zarte Lyrik, Märchen und Romane wie Amor vincit (1909) in rumänischer, aber insbesondere auch in französischer Sprache.
Der Lehrer Calistrat Hogaș wurde insbesondere durch sein Spätwerk wie Pe drumuri de munte (1912) und Amintiri dintr-o călătorie (1914) bekannt, in denen er seine Wanderungen durch die moldauischen Berge mit leicht karikierendem Humor, weisen Lebensbetrachtungen und klassischen Vergleichen beschrieb.
Der Revolutionär und spätere Hochschullehrer Constantin Stere gründete 1906 die Zeitschrift Viața românească und war nach dem Muster der russischen sozialrevolutionären Bewegung Narodniki Initiator der literarischen Bewegung Poporanismus. Neben Essays und Kritiken ist sein Hauptwerk der auf neun Bände angelegte Roman În preajma revoluției („Im Angesicht der Revolution“), von denen nach 1932 acht Bände erschienen sind. Darin ist das Vorbild russischer Meister nicht zu verkennen, wenngleich er seine Originalität bewahrt und stellenweise als ein beweglicherer und konziserer Tolstoi erscheint.
Der Historiker und Hochschullehrer Nicolae Iorga war wie viele Literaten auch politisch aktiv und zwischen 1931 und 1932 Ministerpräsident. Er kreierte die nach der von ihm von 1904 bis 1906 geleiteten Zeitschrift Sămănătorul benannte literarische Schule Sämänätorismus. Sein literarisches Werk umfasst etwa 40 meist historische Dramen wie Tudor Vladimirescu (1921), Isus (1925) und Cleopatra (1927), Biographien, Erinnerungen, Gedichte und Reisebeschreibungen. Er trat als Kritiker für eine bodenständige, nationale, vom Bauerntum, das heißt vom Volk ausgehende Literatur, sowie gegen modernistische Strömungen wie insbesondere den Symbolismus ein. Von seinen Werken erschienen Kurze Geschichte des romänischen Volkes für die romänischen Bürger deutscher Nation (1921), Die beiden Schwestern (1928), Geschichte der Rumänen und ihrer Kultur (1929), Rumänische Seele (1933), Die Rumänen jenseits des Dnjestr (1942) sowie Schriften und Briefe (1978) in deutscher Übersetzung.
Der Schulleitersohn Ștefan Octavian Iosif, der von 1906 bis 1908 als Redakteur der Zeitschrift Sămănătorul arbeitete, verfasste idyllisch-melancholische Lyrik in Gedichtbänden wie Versuri (1897), Patriarhale (1901) und Credințe (1905), in denen er Heimweh nach der patriarchalischen Urheimat, einer versunkenen Vergangenheit unter Bauern, anmutigen Hirten und pittoresken Heiducken besang. In Dramen und Prosa wie Legenda funigeilor (1907), Cometa (1908), Caleidoscopul lui A. Mirea (1908) und Carmen saeculare (1909) erfolgte unter dem gemeinsamen Pseudonym A. Mirea eine Zusammenarbeit mit seinem Freund Dimitrie Anghel.
Der aus einem alten Bojarengeschlecht stammende Ministerialbeamte Dimitrie Anghel, der 1914 Selbstmord beging, schrieb vom Impressionismus geprägte Gedichtbände wie În grădină (1905) und Fantazii (1909) mit melodischen Versen über meist exotische Landschaften, diskrete Leidenschaften, die von der Wehmut des Vergänglichen überschattet waren. In seinem dichterischen Werk vereinen sich Einflüsse von Paul Verlaine und Oscar Wilde. In seinem dramatischen und prosaischen Werken erfolgte unter gemeinsamen Pseudonym A. Mirea eine Zusammenarbeit mit seinem Freund Ștefan Octavian Iosif, dessen Witwe Natalia Negru er 1913 heiratete.
Der als Publizist tätige Nicolae Davidescu schrieb unter dem Einfluss Charles Baudelaires stehende symbolistische Gedichte wie in den Bänden La fântâna Castaliei (1910) und Inscripții (1916). Des Weiteren verfasste er phantastische Erzählungen im Stile von Edgar Allan Poe und Auguste de Villiers de L’Isle-Adam und gewollt ästhetische, etwas zu konstruierte Gesellschaftsromane wie Vioara mută (1928) und Fîntîna cu chipuri (1933).
Ovid Densusianu, Sohn des Literaturhistorikers Aron Densușianu, gilt als Rumäniens bedeutendster Sprachwissenschaftler. Neben vielen grundlegenden Werken zur Geschichte, Philologie und Volkskunde schrieb er Kritiken und Gedichte wie Limanuri albe (1912), Heroica (1918) und Raze peste lespezi (1921). Allerdings sind seine Gedichte nach dem Muster der französischen Meister zu intellektuell, wenngleich distanziert-vornehm und musikalisch anmutig. Er war ein Verfechter des Latinitätsgedankens als zivilisatorische Kraft. Im Symbolismus sah er eine typische romanische Ausdrucksform, die er leidenschaftlich gegen die Traditionalisten propagierte.
Der als Eugeniu Botez geborene Generalssohn und Marineoffizier Jean Bart war hingegen ein Traditionalist von feinem Humor. In Erzählungen wie Datorii uitate (1916) und În Deltă (1925) beschrieb er Seeabenteuer und Seereisen, das Leben in Häfen und einfache Menschen. Sein 1933 herausgegebener Roman Europolis erschien 1967 auch in deutscher Übersetzung.

### Die literarische Entwicklung in der Zwischenkriegszeit

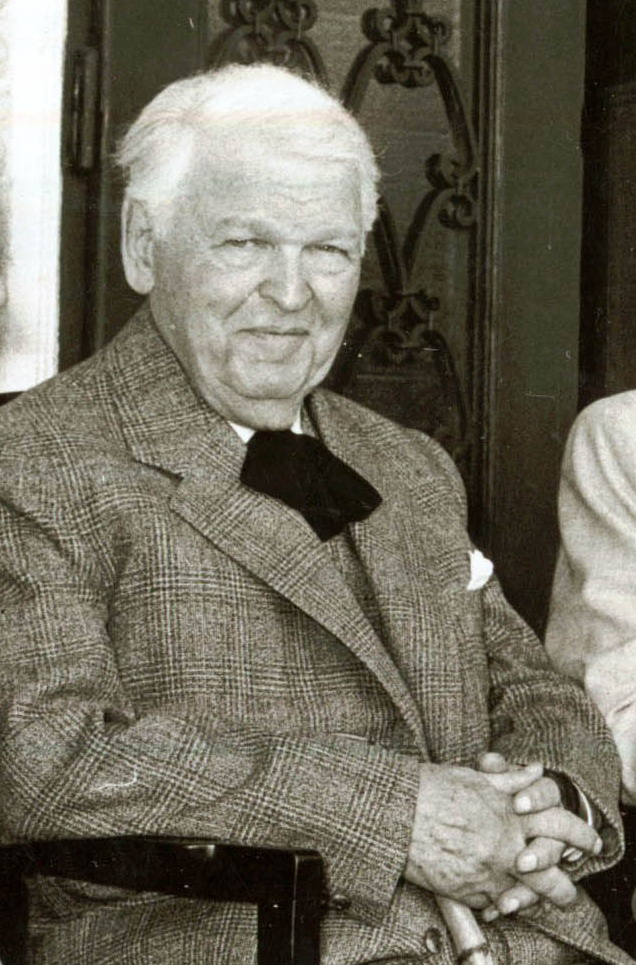
Mihail Sadoveanu war einer der bedeutendsten rumänischen Schriftsteller, Erzähler, Novellisten und Romanciers der ersten Hälfte des 20. Jahrhunderts, später auch Politiker in der Volksrepublik Rumänien.

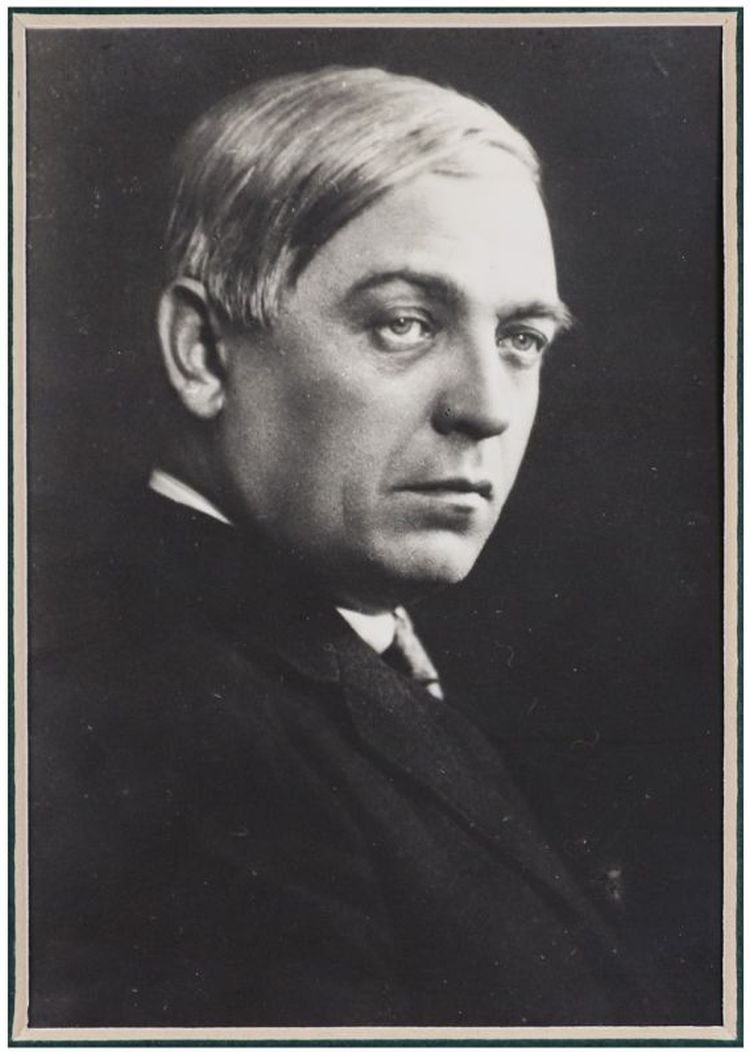
Liviu Rebreanu erwarb sich den Ruf als der bedeutendste Romancier und Initiator des psychologisch-realistischen Romans in der Literatur Rumäniens.

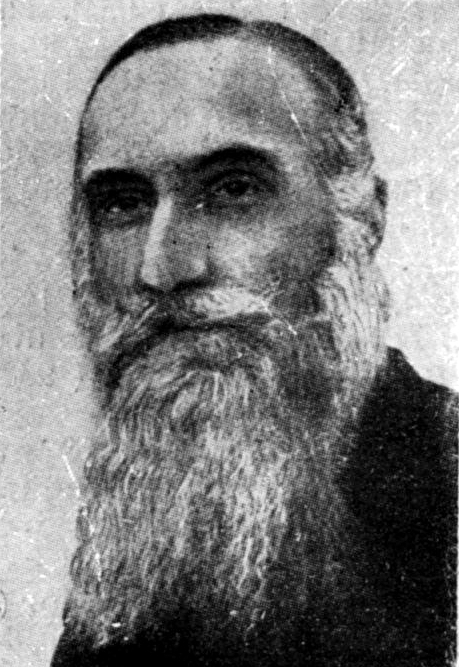
Gala Galaction wird dem gemanophilen Spektrum der rumänischen Literatur zugerechnet.

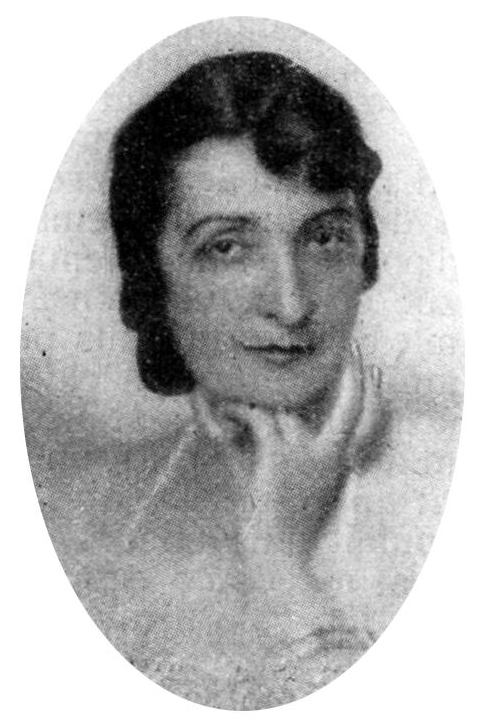
Die Romane von Hortensia Papadat-Bengescu nahmen Ausdrucksmittel des Nouveau roman vorweg.

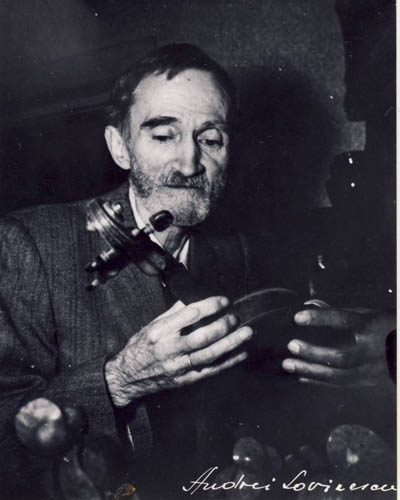
George Bacovia schrieb Verse von faszinierender Sensibilität, in denen Verzweiflung und Weltschmerz vom Leser nahezu physisch empfunden werden.

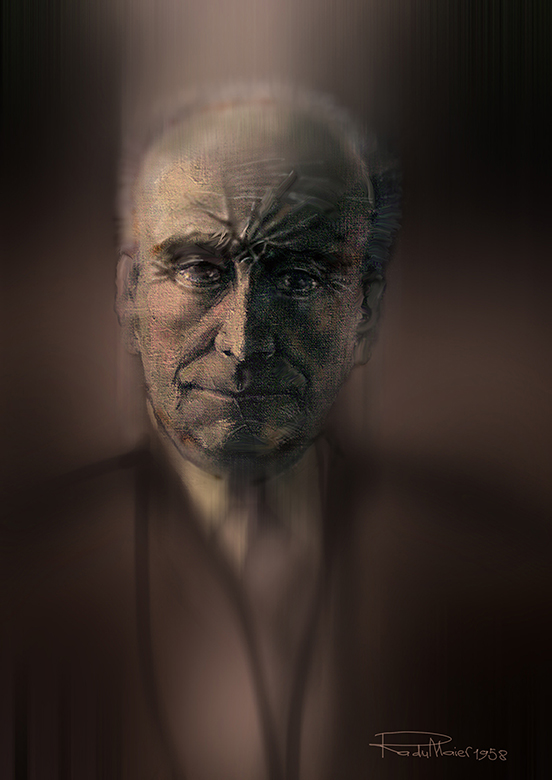
Die Lyrik des Philosophieprofessors Lucian Blaga ist die Illustration seines philosophischen Systems.

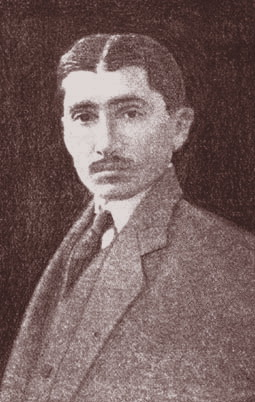
Urmuz, dessen Werk zwar aus nur einer Handvoll absurder und grotesker Kurzgeschichten besteht, gilt dennoch als bedeutender Vorläufer der rumänischen Avantgarde, des Dadaismus und des Surrealismus.

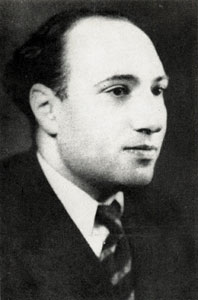
Ilarie Voronca gilt als einer der bedeutendsten Theoretiker der rumänischen Avantgarde der ersten Hälfte des 20. Jahrhunderts.

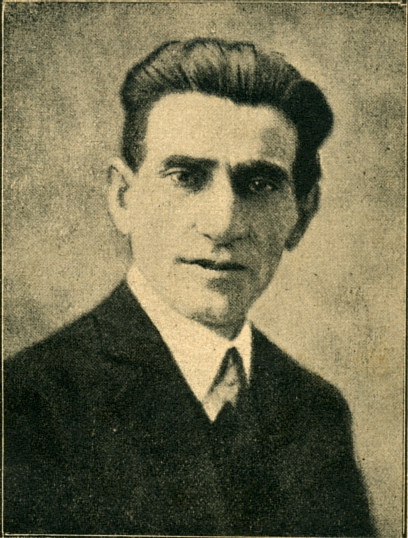
Panait Istrati (1927) wurde zum bekanntesten rumänischen Autor in Westeuropa.

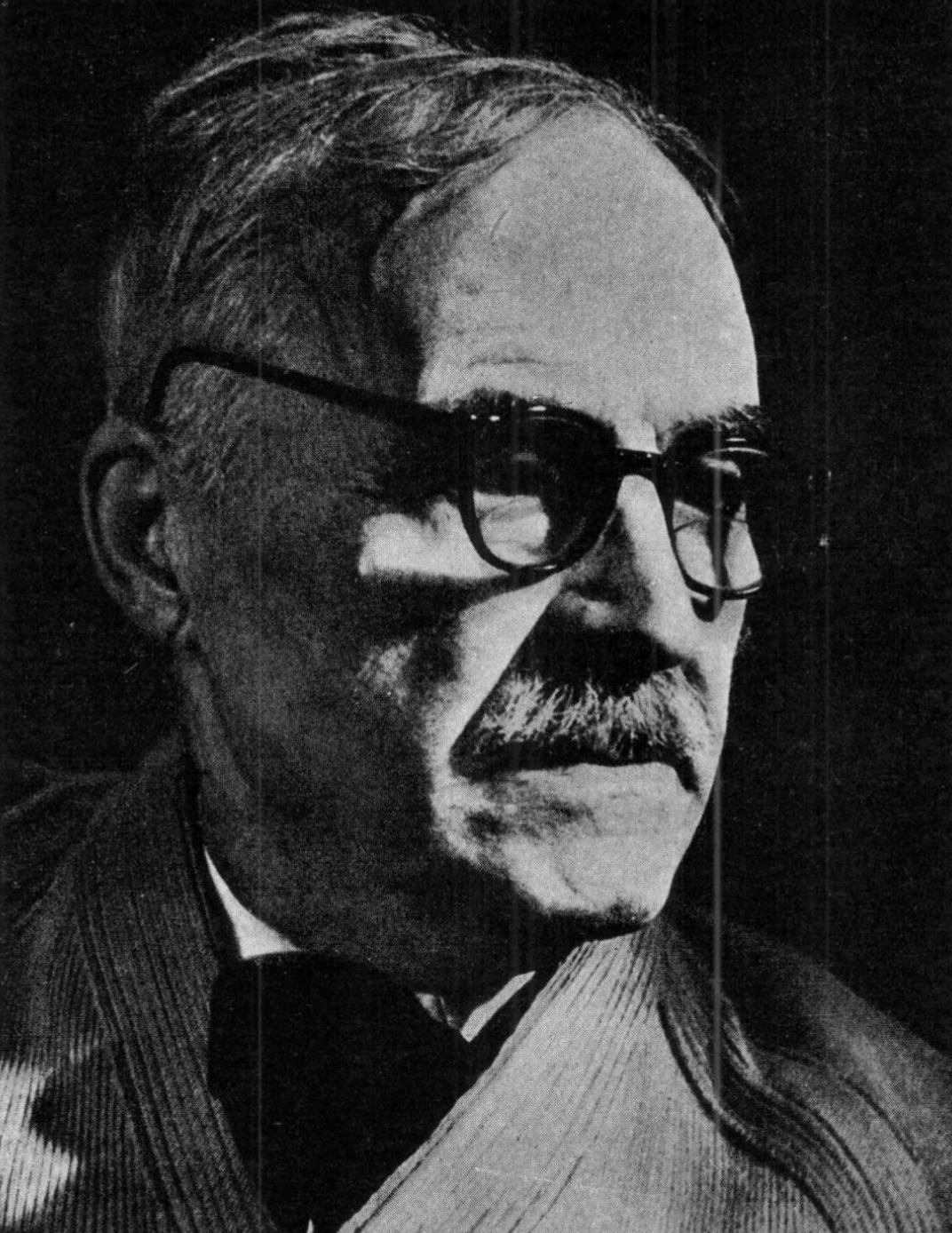
Tudor Arghezi gilt als einer der bedeutendsten Dichter Rumäniens im 20. Jahrhundert, der sich nach dem Zweiten Weltkrieg vom kommunistischen Regime vereinnahmen und feiern ließ.

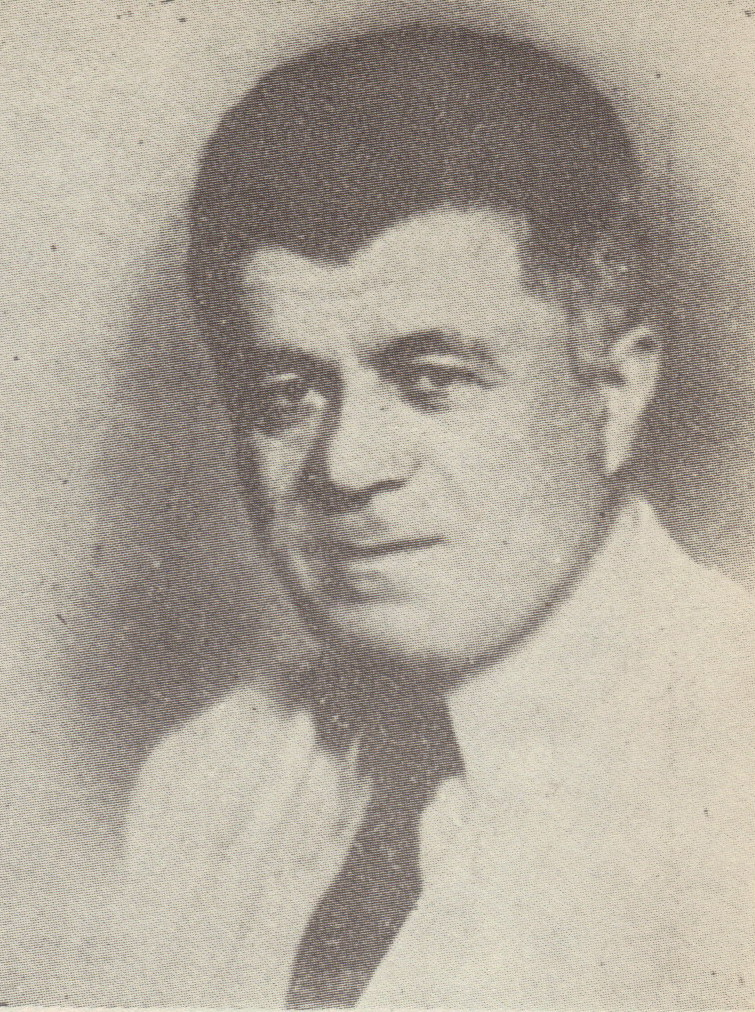
George Ciprian verfasste Theaterstücke aus einer geglückten Mischung von Realismus und Symbolismus.

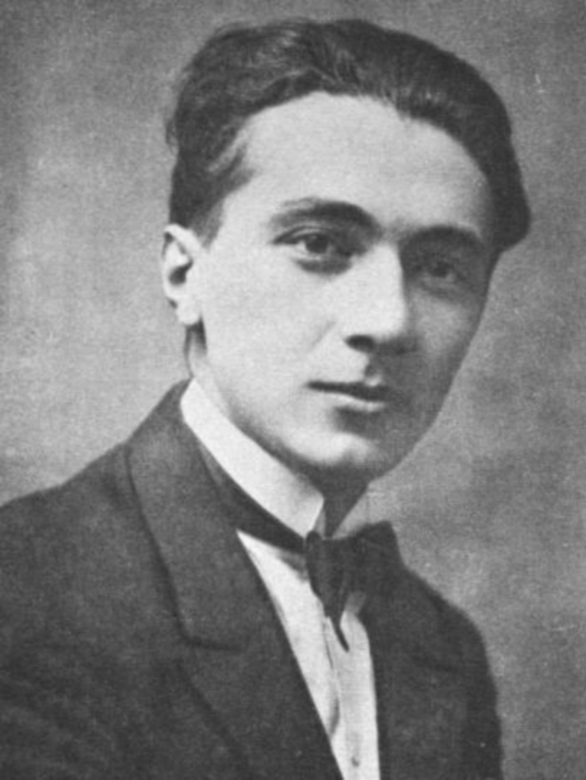
Păstorel Teodoreanu war der Inbegriff der Belle Époque des freien Geistes, dessen Werke erst nach der Wende wieder vom Publikum entdeckt wurden.

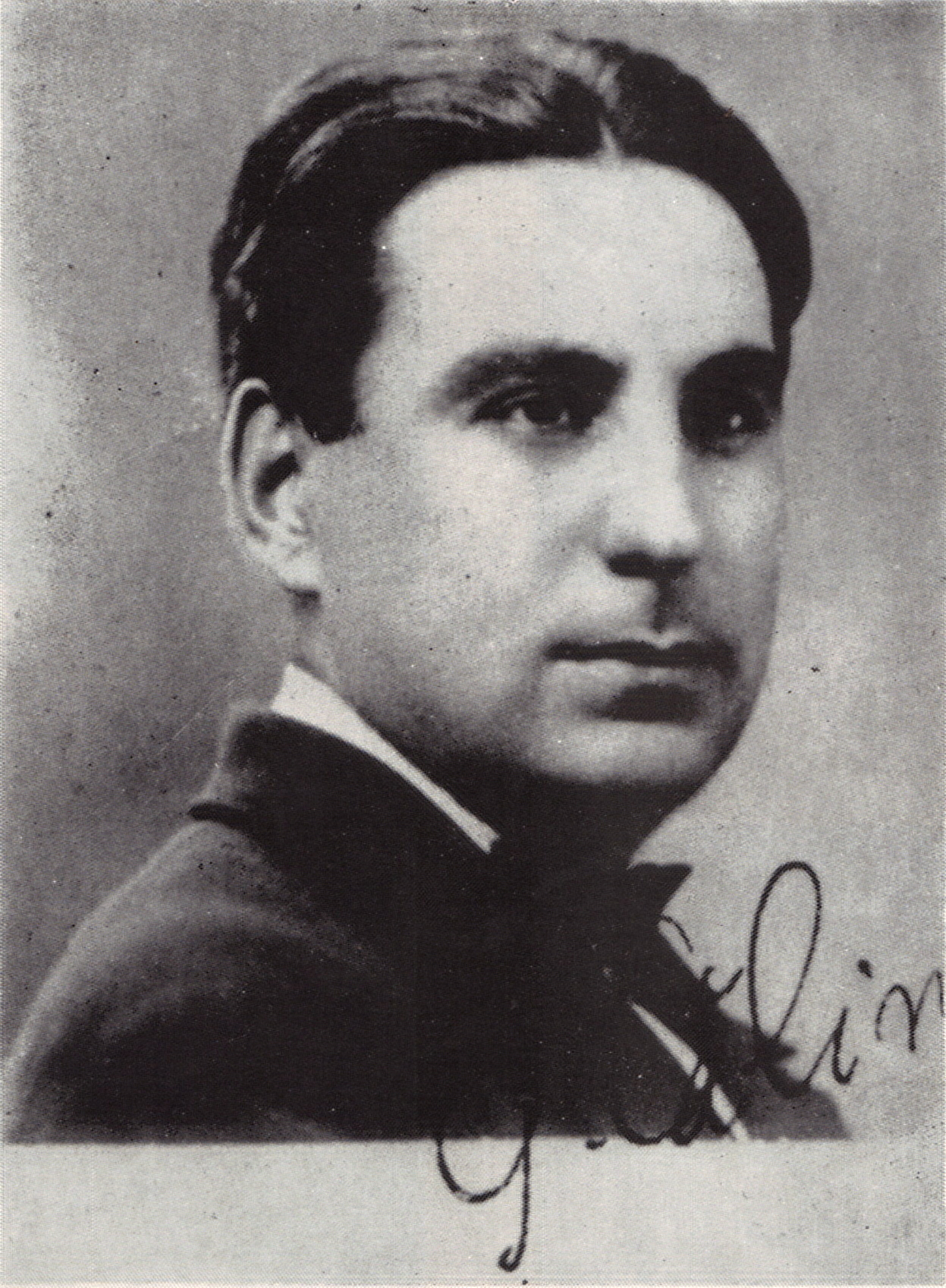
Der Hochschullehrer George Călinescu verfasste verfasste neben Erzählungen, Romanen und Theaterstücken 1941 ein monumentales Werk zur Literaturgeschichte Rumäniens.

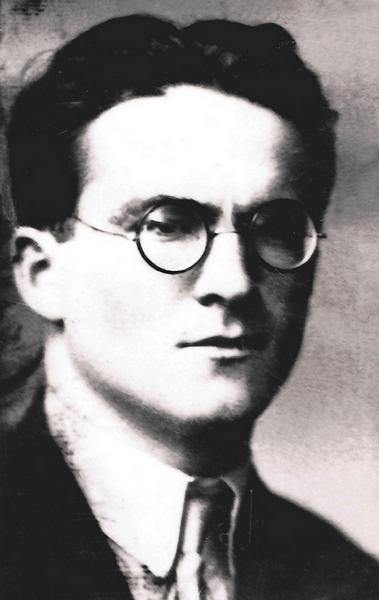
Mircea Eliade war bereits in den 1930er Jahren einer der meistgelesenen Autoren Rumäniens.

Die Zeit zwischen den beiden Weltkriegen brachte mit einer gewissen Demokratisierung zugleich zahlreiche Autoren hervor, die in unterschiedlichsten literarischen Strömungen, die zum Teil durch Aufenthalte im Ausland sowie ausländische Autoren, insbesondere der deutschen, französischen und russischen Literatur, geprägt waren. So entwickelte sich in dieser Zeit eine Blüte in der rumänischen Literatur. Dabei wurden etliche Autoren durch ihr Engagement für literarische Zirkel wie dem Gândirea-Kreis geprägt, dem zum Beispiel Schriftsteller wie Lucian Blaga, Nichifor Crainic, Adrian Maniu, Gib Mihăescu, Cezar Petrescu und Vasile Voiculescu angehörten. Ein anderer bedeutender Kreis entstand um die Literaturzeitschrift Sburătorul, zu dem Ion Barbu, Eugen Lovinescu und Hortensia Papadat-Bengescu gehörten.
Mihail Sadoveanu, der von 1900 bis 1910 Direktor des Nationaltheaters „Vasile Alecsandri“ in Iași und später auch als Politiker tätig war, gilt als einer der größten rumänischen Erzähler, der durch meisterliche Naturbeschreibungen und Schilderungen der Vergangenheit fasziniert. Seine Tendenz zum Naturalismus wird durch eine kraftlose Ader geschwächt. Er schrieb über 120 Romane und Novellen wie Floare ofilită (1905), Însemnările lui Neculai Manea (1906), Bordeenii (1912), Neamul Șoimăreștilor (1915), Măria Sa, puiul pădurii (1930), Nunta domniței Ruxandra (1932), Creanga de aur (1933), Nopțile de Sânziene (1934) und Divanul persian (1940). Anspruchsvolle Leser erwarten allerdings umsonst psychologische Finessen und dramatische Geschehnisse, da er zu sehr am äußeren Effekt interessiert ist, um in die Tiefe gehen zu können. Dabei ist eine gewisse Verwandtschaft mit Nikolai Semjonowitsch Leskow nicht zu bestreiten, wobei ihm dessen Glaubenskraft fehlt. Seine lyrische Epik erreicht Höhepunkte in Werken wie Hanu-Ancuței (1928), Zodia Cancerului sau Vremea Ducăi-Vodă (1929) und Baltagul (1930). Sein Poem für die „Freisassen und Bojaren aus Bessarabien“ ist ein Kleinod sprachlicher Kunst.
Der Gymnasiallehrer Eugen Lovinescu, der 1919 zu den Begründern der Literaturzeitschrift Sburătorul gehörte, war ein bedeutender Kritiker und Verfechter des Modernismus, den er als literarische Richtung in seinem Heimatland anführte. Seine leidenschaftlichen Kritiken wie Istoria civilizației române moderne (1924–1925) und Istoria literaturii române contemporane (1926–1929) bestechen durch wissenschaftliche Akribie, treffsichere Pointen und geistreiche Polemik. Als brillanter Anhänger der französischen Kultur war er der Auffassung, dass nur der ästhetische Faktor bei der Beurteilung eines Kunstwerks maßgebend sei. Er schrieb zudem einige autobiographische und biographische Romane wie Nuvele florentine (1906), Aripa morții (1913) und Viața dublă (1932). Aus seiner Ehe mit Ecaterina Lovinescu Bălăcioiu ging die Schriftstellerin, Literaturwissenschaftlerin und Journalistin Monica Lovinescu hervor.
Der als Universitätsprofessor tätige Octavian Goga, der mehrmals Minister sowie 1938 kurzzeitig Ministerpräsident war, schrieb im Stile von Maurice Barrès pathetische Dichtung der Tat und besang in Werken wie Poezii (1905), Ne cheamă pămîntul (1909), Din umbra zidurilor (1913) und Cântece fără țară (1916) das Leben in den Dörfern Siebenbürgens. Seine Lyrik ist idyllisch-patriarchalisch, zeigt in der Tiefe jedoch Ansätze einer blutigen Revolte, die nationale Befreiung und soziale Gerechtigkeit erstrebt. Seine Verse wirken oft ungeschliffen, bestechen andererseits aber durch ehrliche Akzente, starke Aussagekraft und bewusste Leidenschaft, und stellte eine traditionalistische Dichtung des Bauerntums dar. Daneben verfasste er auch milieugebundene Dramen wie Domnul notar (1914) und Meșterul Manole (1928). 1939 erschien posthum der Gedichtband Din larg. 1988 erschienen in deutscher Sprache Meine Lieder: Ausgewählte Gedichte. In deutscher Übersetzung erschienen in dieser Zeit Das Liebeslied und andere Erzählungen (1913), Nechifor Lipans Weib (1936), Sommersonnenwende (1943) und Die Nächte um Johanni (1944).
Der Landpfarrer Ion Agârbiceanu war ein fruchtbarer Prosaiker, der in seinen Erzählungen und Romanen wie De la țară (1905), Două iubiri (1910), Arhanghelii (1914), Spaima (1922), Legea trupului (1926) und Legea minții (1927) die sozialen Missstände und nationalen Unstimmigkeiten, das Leben der Bauern, Handwerker und besonders unzähliger Landpfarrer wie er selbst mit ihren Sorgen, Versuchungen, aber auch ihren kleinen Siegen beschrieb. Die Helden seiner Werke haben feste moralische Umrisse. Allerdings wird die Tiefe des Konflikts allzu häufig zugunsten des Anekdotischen und Pittoresken aufgegeben. In deutscher Sprache erschien 1980 Dura lex: Erzählungen.
Victor Eftimiu, der als Publizist tätig war, verfasste zahlreiche Werke in allen literarischen Gattungen, wobei insbesondere die an Maurice Maeterlinck erinnernden Märchenspiele erwähnenswert sind. Zu seinen Veröffentlichungen der Vorkriegszeit gehören Înșir'te mărgărite (1909), Poemele singurătății (1912) sowie Napoleon (1914).
Der Journalist und spätere Diplomat Aron Cotruș, der seit 1944 im Exil in Spanien und später in den USA lebte, verfasste in Werken wie Poezii (1911), Neguri albe (1920), Versuri (1925), În robia lor (1926), Mâine (1928), Rapsodie Valahă (1940) und Rapsodie Dacă (1942) leidenschaftlich bewegte Lyrik zwischen Sergei Alexandrowitsch Jessenin und Walt Whitman, die sich zu Fluch und Kampfruf steigern. Seine robusten, trockenen Verse waren oft onomatopoetisch und richteten sich gegen soziale Ausbeutung und Ungerechtigkeit. Daneben schrieb er hymnenartige Gedichte an die Freiheit und thrakische Gottheiten.
Der Theaterdirektor Liviu Rebreanu erwarb sich den Ruf als der bedeutendste Romancier und Initiator des psychologisch-realistischen Romans in der Literatur Rumäniens. Als bedeutender Epiker schilderte er ohne Pathos das Leben des Dorflebens in Siebenbürgen. In seinen Novellen und Romanen wie Frământări (1912), Ion (1920), Pădurea spânzuraților (1922), Ciuleandra (1927), Răscoala (1932) und Amândoi (1940) bewegen sich von Eros und Grundbesitzwunsch trunkene Bauern in einem traumhaften Rhythmus, der von Urgefühlen jenseits gewöhnlicher ethischer Kategorien bestimmt wird. Er stellt in seinen Werken Massenszenen dar, wobei die Haupthelden auch dabei nicht vernachlässigt werden, da der Autor aus dem Tumult der Masse geschickt zum Seelenaufruhr des einzelnen überwechselt. Er wurde von Kritikern als Naturalist abgestempelt, obwohl er eigentlich ein nüchterner Beobachter ist, der realistisch die Grundprobleme der Menschheit neu entdeckt. Von Rebreanu, der am 1. September 1944 Selbstmord beging, erschienen in deutscher Übersetzung unter anderem Die Erde, die trunken macht (1941), Der Aufstand (1942), Die Einfältigen (1943), Alle beide (1944), Adam und Eva (1952), Alltägliche Geschichten (1960), Die Waage der Gerechtigkeit (1963), Die Abrechnung (1963), Der Wald der Gehenkten (1966), Mitgift (1969) und Madeleine (1975). Er war mit der Schauspielerin Fanny Rebreanu verheiratet.
Der aus einer Bojarenfamilie stammende Ion Pillat, der später auch Abgeordneter, Senator und Parlamentspräsident war, verfasste traditionelle bukolische Verse über Familie, Heimat, heimatliche Landschaft, Kindheit und Volkstum in milden Farben, klassischer Formvollendung und Harmonie. Zu seinen Werken gehören die Gedichtsammlungen Cărți albe (1913), Eternități de o clipă (1914), Pe Argeș în sus (1923), Satul meu (1925), Biserica de altădată (1926), Limpezimi (1928), Caietul verde(1932), Scutul Minervei (1933), Poeme într-un vers (1935), Umbra timpului (1939) und Balcic (1942), von denen unter dem Titel Gedichte 1976 eine Auswahl in deutscher Sprache erschien.
Der Hochschullehrer, Priester und Missionar Gala Galaction war Verfasser christlich-religiös-moralischer Erzählungen und Romane wie Bisericuța din Răzoare (1914), Papucii lui Mahmud (1932), Doctorul Taifun (1933) und La răspântie de veacuri (1935) in biblischer Sprache, in denen er Dämonen, Glaubenskonflikte und den Kampf gegen Versuchungen in einer patriarchalisch-bäuerlichen Welt beschrieb, in der es noch Wunder gibt. Darüber hinaus übersetzte er 1926 das Neue Testament erneut ins Rumänische. Anders als die meisten seiner Zeitgenossen forderte er Toleranz gegenüber dem Judentum. Galaction wird dem gemanophilen Spektrum der rumänischen Literatur zugerechnet. Von seinen Werken erschienen unter anderem Am Ufer der Vodislava: Novellen und Erzählungen (1962) sowie Roxana: Roman (1969).
Der als Ion Dobre geborene Theologe und Hochschullehrer Nichifor Crainic war 1921 einer der Mitgründer sowie von 1926 bis 1944 Herausgeber der Zeitschrift Gândirea, die einen entscheidenden Einfluss auf die Kultur ausübte, sowie während der Diktatur von Ion Antonescu zwischen 1941 und 1944 Propagandaminister. Er war ein von Miguel de Unamuno beeinflusster Traditionalist, der eine schöpferische Byzanz-Renaissance anstrebte, sowie militanter Anhänger der Ostkirche. Seine Weltanschauung spiegelt sich in seiner umfangreichen Lyrik wie Șesuri natale (1916), Darurile pământului (1920) und Țara de peste veac (1931) wider, deren Form an die Gesänge der orthodoxen Kirchen erinnert. Darin treffen sich Lebende und Tote voller Zuversicht in einer Gemeinschaft der Liebe, in der Gott und der Himmel greifbar nahe sind, Vergangenheit und Zukunft scheinbar organisch verbunden sind und der Rhythmus der Liturgie das All bewegt. In deutscher Übersetzung erschienen Unsere ökumenische Heimat: Vortrag (1941) sowie An die deutschen Soldaten in Rumänien: Zwei Rundfunkreden (1941).
Der zum Gândirea-Kreis gehörende Adrian Maniu schrieb Erzählungen, Mysterienspiele und Prosadichtung im modernen Gewand sowie zu traditionellen Themen. Seine Verse ähneln in Ausdruckskraft, Motivwahl und Stimmung den Bildern aus dem Très Riches Heures, dem Stundenbuch von Jean de Valois, duc de Berry. Zu seinen Werken gehören Figurile de ceară (1912), Salomeea (1915), Lângă pământ (1924), Drumul spre stele (1930), Cartea țării (1934) und Cântece de dragoste și moarte (1935).
Der Arzt und Hochschullehrer Vasile Voiculescu, der ebenfalls zum Kreis der 1921 gegründeten Zeitschrift Gândirea gehörte, gilt als einer der größten zeitgenössischen Dichter Rumäniens, der in seinen Gedichtbänden wie Poezii (1916), Din țara zimbrului (1918), Pârga (1921), Poeme cu îngeri (1927) und Destin (1933) eine bewusst bäuerlich-derbe, am primitiven Alltagsausdruck geschulte Sprache nutzte.
Der Priester Alexei Mateevici, der während des Ersten Weltkrieges 1917 als Freiwilliger fiel, ist der bedeutendste Dichter Bessarabiens, für dessen Wiedervereinigung mit Rumänien er aktiv kämpfte. Seine warme traditionalistische Lyrik erschien erstmals 1926 posthum in dem Band Poezii.
Ion Minulescu, der zeitweise Direktor des Bukarester Nationaltheaters war, verfasste geistreiche Komödien von burlesker Phantasie wie Pleacă berzele (1921) und Manechinul sentimental (1926), ironisch-humorvolle Romane wie Roşu, galben şi albastru (1924), Bărbierul regelui Midas sau Voluptatea adevărului (1931) und 3 şi cu Rezeda 4 (1933) sowie amüsante phantastische Erzählungen wie Casa cu geamuri portocalii (1908) und Cetiţi-le noaptea (1930). Er war ein bedeutender symbolistischer Lyriker, der in seinen zum Teil rhetorischen Versen wie in den Bänden Romanţe pentru mai târziu (1909) und Strofe pentru toată lumea (1930) verhaltene Sehnsucht nach exotischen Ländern und nach dem Mittelmeer zum Ausdruck brachte. Seine Ehefrau war die Schriftstellerin Claudia Millian.
Die Generalstochter Hortensia Papadat-Bengescu, die zum Kreis der Literaturzeitschrift Sburătorul gehörte, wurde nach dramatischen und lyrischen Versuchen zu einer Meisterin der psychologischen Erzählung wie Femeia în fața oglinzii (1921), die eine zartgliedrige Analyse und ein kühl-kühnes Sezieren der menschlichen Seele darstellt. Ihre an Marcel Proust geschulten Romane wie Sfinxul (1920), Balaurul (1923) sowie der Hallipilor-Romanzyklus (Fecioarele despletite (1925), Concert din muzică de Bach (1927), Drumul ascuns (1932) und Rădăcini (1938)) nahmen Ausdrucksmittel des Nouveau roman vorweg. Aus dem Zyklus erschien Das Bachkonzert 1967 auch in deutscher Übersetzung.
Auch der als Dan Barbilian geborene Ion Barbu, der ein Mathematiker von Weltruf war, veröffentlichte 1919 seine ersten, von den Parnassiens beeinflussten Gedichte, die bereits ein literarisches Ereignis waren, in der Literaturzeitschrift Sburătorul. Seine Sprache in Werken wie După melci (1921) und Joc secund (1930) ist ein bizarres, klang- und prunkhaftes Gemisch von Archaismen und Neologismen mit starkem Kolorit und beschwörender Kraft. Die zeitgenössische Kritik hatte Schwierigkeiten, ihn einer bestimmten literarischen Strömung zuzuordnen. Er war ein ehrlicher Sucher, der für die intellektuelle Elite schrieb, und ein existentieller Dichter, der das Abenteuer des Seins maximal auskostet. Weitere Gedichtbände wie Ochean (1964) und Versuri şi proză (1970) erschienen erst Posthumor am 11. August 1961. In deutscher Sprache wurde 1981 Das dogmatische Ei: Gedichte veröffentlicht.
Der als Sohn eines Kleinhändlers unter dem Namen Gheorge Vasiliu geborene George Bacovia, der als Jurist und Ministerialbeamter tätig war und 1925 zu den Mitherausgebern der Zeitschrift Ateneul cultural gehörte, schrieb in seinen Gedichtbänden wie Plumb (1916), Scîntei galbene (1926), Bucăți de noapte (1926), Cu voi… (1930), Comedii în fond (1936) und Stanțe burgheze (1946) Verse von faszinierender Sensibilität, in denen Verzweiflung und Weltschmerz vom Leser nahezu physisch empfunden werden. In melancholisch-ohnmächtiger Form lehnte er sich gegen die Zeit auf und verneinte in typisch rumänischer Art die Geschichte. Eindringlich und visionär besang er das Ende der Bourgeoisie, versinnbildlicht in der Kleinstadt, die unter proletarischem Barbarentum und Technik zerbricht. Er schrieb in sehr knapper, symbolistischer Ausdrucksform und liebte Wiederholungen, die sich zu Besessenheit und Halluzination steigern können. Bacovia galt als eine begnadete, wenngleich ritterlich-einsame dichterische Existenz. In deutscher Sprache erschienen unter anderem Gedichte (1972) und Pfahlbauten (1985).
Der Publizist und Theaterdirektor George Topîrceanu war ein begabter Lyriker, der Gedichtbände wie Parodii originale (1916), Balade vesele și triste (1920) und Migdale amare (1928) mit sehr flüssigen Versen, geistreich, humorvoll, sentimental mit verborgener, tiefer Melancholie, aber auch gelungenen Parodien schrieb. Zu den Werken, die in deutscher Sprache erschienen, gehören Ballade von der kleinen Grille (1963) und lyrisches, satirisches (1970).
Camil Petrescu, der zwischen 1934 und 1947 Herausgeber der Zeitschrift Revista Fundațiilor Regale sowie 1939 Direktor des Bukarester Nationaltheaters war, war der führende Dichter, Essayist und Kritiker zwischen den beiden Weltkriegen. Trotz eines deutlichen Einflusses von Stendhal, Edmund Husserl und Marcel Proust gelang es Petrescu, seine Originalität als visionär-abstrakter Lyriker, als Dramatiker, ganz besonders aber als experimenteller, unsentimentaler Autor psychologischer Gesellschaftsromane zur Geltung zu bringen. Zu den Werken, die vor dem Krieg erschienen, gehören die Dramen Jocul ielelor (1918), Suflete tari (1921), Mioara (1926), Dona Diana (1938) und Iată femeia pe care o iubesc (1943), die Gedichtbände Versuri. Ideea. Ciclul morții (1923), Un luminiș pentru Kicsikem (1925), Transcendentalia (1931) und Din versurile lui Ladima (1932) sowie die Romane Ultima noapte de dragoste, întâia noapte de război (1930), der 1970 unter dem Titel Letzte Liebesnacht, erste Kriegsnacht auf Deutsch erschien, und Patul lui Procust (1933).
Barbu Fundoianu, der seit 1923 in Paris lebte und unter dem Namen Benjamin Fondane in französischer Sprache schrieb, verfasste in seinen Dichtungen wie Tăgăduinta lui Petru (1918), Imagini și cărti di Franța, (1922) und Priveliști (1930) eine ausdrucksstarke, unruhige Befreiungssuche durch das Phantastische. Er kam am 2. Oktober 1944 im KZ Auschwitz-Birkenau ums Leben.
Der Philosoph, Hochschullehrer und Diplomat Lucian Blaga war zeitweise Herausgeber der Zeitschrift Gândirea. Seine Lyrik wie in den Gedichtbänden Poemele luminii (1919), Pașii profetului (1921), În marea trecere (1924), Lauda somnului (1929), La cumpăna apelor (1933), La curțile dorului (1938) und Nebănuitele trepte (1943) ist Illustration seines philosophischen Systems. Für den im Organischen tief verwurzelten Menschen ist das Jenseits greifbare Wirklichkeit, die er durch Magie, kosmische Mysterien und Mythos erreicht. Sein Dorf, die Ebene, die Landschaft verbinden sich kosmisch mit der Ewigkeit von Raum und Zeit. Seine metaphysische Dichtung ist von starker Bildkraft. Nach der landesweit bekannten Ballade „Miorița“, einem uralten Epos aus dem Hirtenleben, bezeichnet er den rumänischen Raum als „mioritischen Raum“ (spațiu mioritic). Auch seine expressionistischen Dramen wie Zamolxe (1921), Tulburarea apelor (1923), Daria (1925), Ivanca (1925), Învierea (1925), Meșterul Manole (1927), Cruciada copiilor (1930), Avram Iancu (1934) und Arca lui Noe (1944) sind letztlich lyrisch. Hier herrscht die Idee über die Handlung, und die Personen verkörpern Mythen und Symbole. Nach der Machtübernahme durch die Kommunisten durfte er nur noch als Bibliothekar an der Universität Cluj arbeiten. Sein letztes Drama Anton Pann erschien 1964, drei Jahre nach seinem Tode am 6. Mai 1961. In deutscher Sprache erschienen neben seinen philosophischen Werken unter anderem Ausgewählte Gedichte (1967), Chronik und Lied der Lebenszeiten (1968), Zum Wesen der rumänischen Volksseele (1982), Im Zeichen der Freundschaft (1985), Der wunderbare Samen (1998) und Psalm an die Liebe und 46 andere Gedichte (2013).
Der als Friedensrichter und Staatsbeamter tätige und unter dem Namen Demetru Demetrescu-Buzău geborene Urmuz schrieb zwar bereits vor dem Ersten Weltkrieg. Allerdings wurde eine Auswahl seiner Prosadichtungen wie Pagini bizare erst 1921, zwei Jahre vor seinem Tode, in einer Zeitschrift veröffentlicht. In seinen wenigen Schriften erwies er sich als genialer Vorläufer des Dadaismus und Surrealismus sowie der Literatur des Absurden. Seine sich der Alltagslogik verweigernde Phantasie begegnet der als Bedrohung empfundenen Normalität mit Bizarrerie, befreiend komischer Karikatur und lustvoll-zerstörerischer Satire. Seine Arbeiten hatten direkten Einfluss auf Autoren wie Tristan Tzara, Sașa Pană, Gheorghe Ciprian, Ilarie Voronca, Mihail Sebastian, Eugène Ionesco und andere. In deutscher Sprache erschien 1976 Das gesamte Werk, das lediglich 133 Seiten umfasst.
Der Publizist Cezar Petrescu, der ebenfalls ein Mitgründer der Zeitschrift Gândirea gehörte, wollte mit dem Ehrgeiz eines Honoré de Balzac eine rumänische Comédie humaine, ein Fresko der Gesellschaftsentwicklung der letzten 100 Jahre schreiben wollte, doch fehlten ihm die Genialität und der Impetus des französischen Meisters. Übrig blieb ein Erzählertalent der Erzählungen und Romane wie Scrisorile unui răzeș (1922), Întunecare (1927), Calea Victoriei (1930), Duminica orbului (1934), Noi vrem pământ (1938) und Ochii strigoiului (1942) verfasste, in denen seine Helden im Allgemeinen an der Ungunst des Schicksals zerbrechen, in Trostlosigkeit versinken, vor der sie nicht einmal die gelegentliche Flucht ins Phantastische rettet. Von seinen Werken wurden unter anderem Der Schatz des Königs Dromichet (1944), Das schwarze Gold (1944), Sonntag in Bukarest (1953), Die Enkel des Hornisten (1955), Fram, der Eisbär (1957), Reiseaufzeichnungen (1959), Däumling (1961), Umdüsterung (1963), Der Onkel aus Amerika (1964), Die Siegesstrasse (1982) und Der Rosenwalzer (1989) auch in deutschen Ausgaben veröffentlicht. Auch wenn er nach dem Kriege nichts Wesentliches mehr veröffentlichte, wurde er 1955 zum Mitglied der Rumänischen Akademie ernannt.
Victor Ion Popa, der als Maler, Dramaturg und Theaterdirektor, verfasste in einem flüssigen, packenden Stil rührende Romane und Theaterstücke wie Ciuta (1922), Păpușa cu piciorul rupt (1926), Mușcata din fereastră (1930), Floare de oțel (1930), Velerim și Veler Doamne (1933) und Sfîrlează cu fofează (1936), die im Kleinstadtmilieu oder bei Bauern spielen. In einer deutschsprachigen Übersetzung erschienen Geranien am Fenster: Ein rumänisches Volksstück in 3 Akten (1943) und Take, Janke und Kader: Komödie in drei Akten (2011).
Alexandru A. Philippide, Sohn des Romanisten Alexandru Philippide, verfasste seine ersten Lyrikbände Aur sterp (1922), Stânci fulgerate(1930) und Visuri în vuietul vremii (1939) als eine Fortsetzung der Romantik mit modernen Mitteln.
Der als Eduard Marcus geborene Ilarie Voronca verfasste Gedichte in Bänden wie Restriști (1923), Colomba (1927), Ulise (1928), Plante și animale (1929), Brățara nopților (1929), A doua lumină (1930), Zodiac (1930), Invitație la bal, (1931), Incantații (1931) und Act de prezență (1932) als leidenschaftliche Revolte gegen soziale Ungerechtigkeit und Unterdrückung, aber auch als Ausdruck der Hoffnung. Er schrieb in Tradition des Symbolismus seine prosanahen Verse in großer Einfachheit und bisweilen bewusst im Predigerton. Nach seiner Emigration nach Paris 1933 schrieb er in französischer Sprache, war Mitglied der Résistance und beging am 5. April 1946 Selbstmord.
Der Gewerkschafter, Revolutionär und spätere Antikommunist Panait Istrati, den Romain Rolland 1923 im Vorwort zu Kyra Kyralina als „Maxim Gorki des Balkans“ bezeichnete, war ein kraftvoller Erzähler aufgrund eigener Erlebnisse, der den Westeuropäern den Zauber des Balkans mit seinen fesselnden Konflikten, malerischen Lokalkolorit und teils griechisch-orientalischen, teils echt rumänischen Typen entdeckte. Die Agora, der halborientalische Markt, wurde in seinen Schriften zur bunten symbolschweren Schau des Lebens. Seine literarischen wie auch seine politischen Werke sind aufrichtige, pathetische Porträts für die Liebe zu den Menschen. Er schrieb in französischer Sprache und übersetzte seine Bücher zum Teil selbst ins Rumänische und wurde daher der im Westen bekannteste rumänische Erzähler. Bekannt wurde er nach Kyra Kyralina durch die weiteren Romane über das Leben und die Geschichten um Adrian Zograffi, aber auch durch den 1929 erschienenen Bericht einer Reise durch die Sowjetunion mit dem Titel Auf falscher Bahn, die seine Ansicht über den Kommunismus nachhaltig veränderte. In deutscher Übersetzung erschienen unter anderem Kyra Kyralina (1925), Nerräntsolua (1927), Die Disteln des Bărăgan (1928), Die Haiduken (1929), So geht es nicht! (1930), Russland nackt (1930), Kodin (1930), Auf falscher Bahn (1930), Tage der Jugend (1931), Michail (1931), Freundschaft oder ein Tabakladen (1932), Onkel Anghel (1990) und Das Haus Thüringer (2003).
Der Redakteur und Theaterdirektor Ion Sân-Giorgiu verfasste vor allem unter dem Einfluss des deutschen Expressionismus erfolgreiche Bühnenwerke wie Masca (1923), Femeia cu două suflete (1925) und Duduia Sevastița (1936). In deutscher Sprache erschien 1937 Der Held des Tages oder Der Aufstieg d. Herrn Scutaru. Komödie d. Demokratie in 3 Akten. Er gehörte zu den Teilnehmern beim Weimarer Dichtertreffen 1941 und lebte nach Inhaftierungen seit 1944 in Deutschland, wo er schwermütige Exillyrik verfasste und am 25. März 1950 in Uedem verstarb.
Mateiu Caragiale, Sohn von Ion Luca Caragiale, war ein „Aristokrat des Stils“ und beschrieb in Romanen wie Remember (1924), Craii de Curtea-Veche (1929) und Pajere (1936) in einmalig schöner Sprache eine irreale, versunkene Welt, in der sich alles an der Grenze des Traumes bewegt. In deutscher Übersetzung erschienen 1968 Remember/Die Vier vom alten Hof in einem Band.
Der als Ion Eugen Iovanachi geborene Ion Vinea gab 1912 mit Tristan Tzara die avantgardistische Zeitschrift Simbolul sowie später die Zeitschrift Facla heraus. Als subtiler Surrealist verfasste er Prosastücke als phantastische Skizzen zwischen Halluzination und Magie, die an Jules Amédée Barbey d’Aurevilly erinnern. Seine Dichtungen wie Descântecul și Flori de lampă (1925) und Paradisul suspinelor (1930), zuerst symbolistisch, dann meditativ, sind eine fortwährende Hymne.
George Mihail Zamfirescu, der aus Arbeiterfamilie stammte und am 8. Oktober 1941 kurz vor seinem 41. Geburtstag an Tuberkulose verstarb, war ein pessimistischer Schilderer des Lebens in den großstädtischen Elendsvierteln. Seine Tragikomödien wie Cuminecătura (1925), Domnișoara Nastasia (1927) und Idolul și Ion Anapoda (1935) sowie die Romane Maidanul cu dragoste (1933) und Sfânta mare nerușinare (1935) erinnern manchmal an John Steinbeck, sind jedoch bitterer und düsterer. In deutscher Sprache erschien 1968 das Jugendbuch Die Seele der Bleisoldaten, eine Übersetzung von Sufletul soldaţilor de plumb.
Der als Dumitru S. Panaitescu geborene Perpessicius war ein bedeutender, emsiger Literaturkritiker, der unter anderem in den Gedichtbänden Scut și targă (1926) und tinerar sentimental (1932) innige, kunstvolle Verse zwischen Antike und Symbolismus schrieb.
Der Theaterdirektor Tudor Mușatescu war der Verfasser von über 60 Dramen wie …escu (1933) und Visul unei nopți de iarnă (1937) und mehr als doppelt so vielen Possen, Satiren und Skizzen wie Nudul lui Gogu (1928) und Ale vieții valuri (1932). Auf internationaler Bühne geschätzt, leuchtete sein Stern jedoch nur kurz auf, wie in der Komödie Titanic vals (1932). Bekanntere Werke sind des Weiteren der Gedichtband Vitrinele toamnei (1926).
Tudor Arghezi, der zeitweise als Mönch in einem Kloster lebte, war ein Autodidakt und Hofdichter von König Karl II. von Rumänien, dem er sein Werk widmete. Gleichwohl gilt er als einer der bedeutendsten Lyriker Rumäniens des 20. Jahrhunderts, der nach dem großen Vorbild Mihai Eminescus wie kein anderer Dichtung und Sprache beeinflusste. Seine Vitalität schwankte zwischen Blasphemie und mönchischer Frömmigkeit, wobei die Revolte allerdings von der Vorliebe zum Burlesken und Pamphletartigen relativiert wurde. Er war ein Virtuose des Ausdrucks, der sich jedoch leider viel zu früh verausgabte. Seine spätere Dichtung lässt daher nur schwerlich den früheren Meister erahnen. Seine Romane faszinieren, auch wenn sie unzulänglich aufgebaut sind, durch ihre Leidenschaftlichkeit und Urwüchsigkeit. In einem Land, wo Ironie und Satire zum Rüstzeug eines Schriftstellers gehören, hat er es zu wahrer Meisterschaft gebracht. Zu seinen Werken in der Zwischenkriegszeit gehören die Gedichtbände Cuvinte potrivite (1927), Flori de mucigai (1931), Cărticica de seară (1935), Hore (1939), die Romane Icoane de Lemn (1929), Poarta Neagră (1930), Ochii Maicii Domnului (1934), Cimitirul Buna-Vestire (1936) sowie die Novellen Tablete din țara de Kuty (1933) und Lina (1942). In deutscher Sprache erschienen von Arghezi, der auch mehrere Bücher mit Kinder- und Jugendliteratur schrieb, unter anderem Im Bienengrund (1963), Schreibe, Feder… (1964), Ausgewählte Gedichte (1964), Kleine Prosa (1964), Von grossen und kleinen Tieren (1967), Ketzerbeichte (1968), Der Meisenstein (1970), Eine Lokomotive und ein Bahnhof (1971), Die Hasen und die Karpfen (1971), Der Dieb (1971), Der Briefumschlag (1971), Das Urteil (1971), Das Baumwollross (1971), Das Spielsachenbuch (1976), Der Friedhof Mariä Verkündigung (1984), Lump (1985) und Elf Gedichte (2003).
Der als Iancu-Leonte Marinescu geborene Arztsohn, Jurist und Beamte Ion Marin Sadoveanu überraschte nach dramatischen und lyrischen Werken wie Metamorfoze (1927), Anno domini (1927) und Molima (1930) mit einem Roman, der zum Besten der rumänischen Literatur zählt: Sfârșit de veac în București. Der Roman ist die Geschichte eines Emporkömmlings, die minutiöse Analyse seines Erfolgs und der Konflikte mit der etablierten Kaste. Zugleich ist der Roman eine Beschreibung der Hauptstadt in der Götterdämmerung des Fin de Siècle. Der Roman erschien 1964 in deutscher Ausgabe unter dem Titel Jahrhundertwende in Bukarest.
Zaharia Stancu, der aus einer armen Bauernfamilie stammte, gab literarisches Debüt mit anmutigen Versen sowie gekonnten Nachdichtungen von Sergei Alexandrowitsch Jessenin wie in Poeme simple (1927), Albe (1937), Clopotul de aur (1939), Iarba fiarelor (1941) und Ani de fum (1944).
Gib Mihăescu, einer der Mitgründer des Gândirea-Kreises, zählt ebenfalls zu den größten Romanciers seines Heimatlandes. In seinen Novellen und Romanen wie Grandiflora (1928), Brațul Andromedei (1930), Zilele și nopțile unui student întârziat (1934) und Visul (1935) sind geprägt durch leidenschaftliche Charaktere, sublimen Eros, packende Handlung, Selbstironie und eine feine psychologische Analyse, die im Kontrast zum gewollt derb-nüchternen Stil stehen. Mit der „Donna Alba“ aus dem 1935 erschienenen gleichnamigen Roman schuf er eine Frauengestalt, die in der Weltliteratur der „Madame Bovary“, „Anna Karenina“ oder „Effi Briest“ durchaus ebenbürtig ist. Donna Alba erschien 1971 in einer deutschen Übersetzung von Paul Schuster.
Der als Schauspieler tätige Gheorghe Ciprian war ein humaner, tieferer Vorgänger von Eugène Ionesco, den er inspirierte. Er verfasste aus einer geglückten Mischung von Realismus und Symbolismus Theaterstücke wie Omul cu mârțoaga (1928) und Capul de rățoi (1940), die mystische Elemente und den Glauben an die göttliche Vorsehung enthalten. Zugleich versuchte er in seinen Werken durch Phantasie und phantastische Elemente dem Alltag zu entrinnen.
Păstorel Teodoreanu, der als Richter tätig war, war als Schriftsteller in der rumänischen Literatur Epigrammatiker, Humorist von scharfem Esprit sowie Satiriker von einmaliger Finesse und Treffsicherheit. Er war der Inbegriff der Belle Époque des freien Geistes und wurde nach 1945 wiederholt verhaftet. Seine Werke wie Hronicul măscăriciului Valatuc (1928), Tămâie și otravă (1934), Bercu Leibovici (1935) und Caiet (1938) wurde erst nach der Wende wieder vom Publikum entdeckt.
Auch sein jüngerer Bruder Ionel Teodoreanu war Jurist und einer der größten Strafverteidiger, aber auch ein sehr erfolgreicher Romancier. Seine Bücher wie der dreibändige von 1925 bis 1927 erschienene Roman La Medeleni, Lorelei (1935) und Hai-Diridam (1945) zeichnen sich durch wohltuende jugendliche Frische aus. Er war zudem ein begabter Prosalyriker, der meisterhaft die Kunst des Leitmotivs und der Metapher beherrschte. Er beschrieb als subtiler Analytiker der beginnenden Gefühle die moldauische Schwermut in einer bildstarken, wohltönenden Sprache. In deutscher Übersetzung erschienen 1971 Gasse meiner Kindheit nach der 1923 erschienenen Novelle Ulița copilăriei sowie 1977 Maskenball nach dem Roman Bal mascat (1929).
Radu Gyr, der unter dem Namen Radu Demetrescu geboren wurde und als Studienrat arbeitete, verfasste Dichtungen der Blumen, zarter Kinderregungen und heller Märchenlandschaften, obwohl er sich immer bemühte, „mannhafte“ Lyrik zu schreiben. Die bodenverbundenen christlichen Akzente seiner Gedichte kreierten einen neuen Literaturstil, der einen starken Einfluss auf die rumänische Lyrik. Die noch zahlreichen Epigonen bewegen sich zwischen patriotischem Kitsch und tiefsinniger Mystik. Zu seinen Gedichtbänden gehören Plânge Strâmbă-Lemne (1927), Cerbul de lumină (1928), Stele pentru leagăn (1936), Cununi uscate (1938), Corabia cu tufănici (1939), Poeme de război (1942) und Balade (1943). Als Mitglied der faschistischen Eisernen Garde befand er sich während der kommunistischen Herrschaft bis 1963 in Haft und wurde 1958 sogar zum Tode verurteilt.
Der ebenfalls als Studienrat tätige Anton Holban, ein Neffe von Eugen Lovinescu, schrieb Romane und Novellen wie O moarte care nu dovedește nimic (1931), Ioana (1934) und Castele de nisip (1935), in denen die Faszination des Todes, aber auch die Liebe die immer wiederkehrenden Themen seiner Erzählkunst sind. Sein Stil ist geprägt von einer feinsinnigen Selbstanalyse, der Gegenüberstellung von Sein und Schein, einem stufenweisen Vorstoßen in die Tiefe des Bewusstseins bis zum Grunderlebnis, zur Überwindung der Zeit.
Dan Botta, ein bedeutender Essayist und Deuter der Werke von Paul Valéry von seltener Tiefe, erstrebte die Unberührbarkeit der orphischen Wortmagie und befreite die Dichtung aus den Ketten des Ephemeren, des Provinzlertums und der Unterwürfigkeit. Das Klassische ist der Maßstab seines Schaffens, die kristallene Sonorität Thrakiens und des wiederentdeckten Hellas. Für ihn waren Urform und Uridee realer als die Alltagswirklichkeit. Jedes Wort seiner Dichtung ist vielfältig drapiert mit semantischen Inkursionen, die jedoch zum Unsagbaren führen. Zu seinen Werken gehören Eulalii (1931), Limite (1936), Comedia Fantasmelor (1939) und Alkestis (1939). Nach Beginn der kommunistischen Herrschaft 1945 befand er sich mehrmals in Haft.
Der an der Universität Bukarest als Professor tätige George Călinescu, der auch kommunistischer Abgeordneter war, verfasste neben Prosaewerken wie Cartea nunții (1933) und Enigma Otiliei (1938) sowie Gedichtbänden wie Poezii (1937) Monografien über Nicolae Filimon, Grigore Alexandrescu, Ion Creangă und Mihai Eminescu. Er verfasste mit Istoria literaturii române de la origini până în prezent (1941) eine monumentale Literaturgeschichte Rumäniens.
Der als Josef M. Hechter geborene Mihail Sebastian, der als Redakteur bei der Tageszeitung Cuvântul arbeitete, schrieb Essays, Romane und Theaterstücke von durchdringender Analyse, feinem Humor und bestechender Intelligenz wie De două mii de ani… (1934), Cum am devenit huligan (1935), Accidentul (1940) und Ultima oră (1944). Im Zuge der Veröffentlichungen des Tagebuchs Jurnal, 1935–1944 1995 – 50 Jahre nach der Entstehung – und der Neuauflage des Romans De două mii de ani…, der 1997 auch unter dem Titel Seit zweitausend Jahren auch in einer deutschen Übersetzung erschien, wurde die Problematik der Zwischenkriegszeit mit Antisemitismus und Nationalitätenfrage erneut aufgeworfen, was zu starker Beachtung verhalf. In deutscher Übersetzung erschienen unter anderem Seit zweitausend Jahren (1997), Der Unfall (2003) und "Voller Entsetzen, aber nicht verzweifelt": Tagebücher 1935 – 1944 (2004).
Mircea Eliade war eine markante Kulturpersönlichkeit des 20. Jahrhunderts. Neben seinen wissenschaftlichen Abhandlungen zur Kulturphilosophie und Religionswissenschaft schrieb er Essays, Novellen und Romanen wie Romanul adolescentului miop (1928), Gaudeamus (1929), Isabel și apele diavolului (1930), Lumina ce se stinge (1931), Maitreyi (1933), Întoarcerea din rai (1934), Huliganii (1935), Șantier (1935), Domnișoara Christina (1936), India (1936), Șarpele (1937), Nuntă în cer (1939), Secretul doctorului Honigberger (1940) und Nopți la Serampore (1940). Er wurde damit bereits in den 1930er Jahren einer der meistgelesenen Autoren Rumäniens. Seine existentiell handelnden Helden leben in einer scheinbar „fremden“ Welt, fern der Wirklichkeit, in einer von Archetypen beseelten Welt, in der die großen Mythen der Menschheit Gestalt annehmen, so dass das Phantastische ebenso wenig stört wie das Erotische wie zum Beispiel in Domnișoara Christina. Ab 1937 sympathisierte er, nach einer bis dahin eher nur nationalistischen Phase, mit der antisemitischen und faschistischen Eisernen Garde (Legionärsbewegung, „Legion des Erzengels Michael“) in Rumänien.

### Nachkriegsliteratur

#### Literarisches Schaffen der Vorkriegsautoren im kommunistischen Rumänien

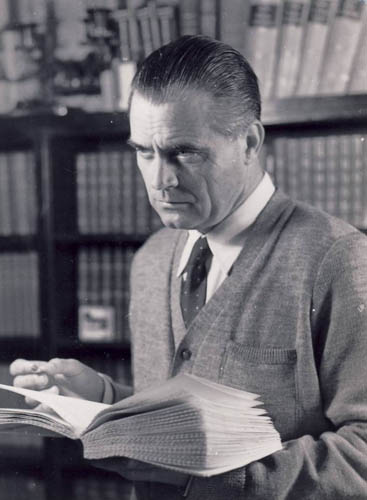
Zaharia Stancu hinterließ unzählige Schriften, in denen er das kommunistische Regime huldigte.

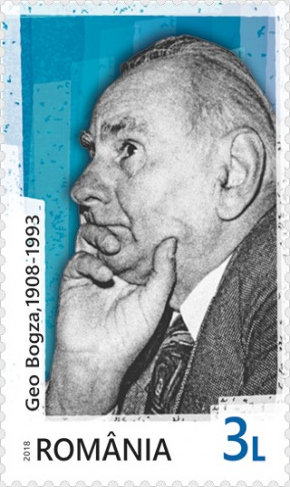
Geo Bogza veröffentlichte bereits in der Vorkriegszeit Gedichtbände und wurde auch zum Mentor zeitgenössischer Autoren.

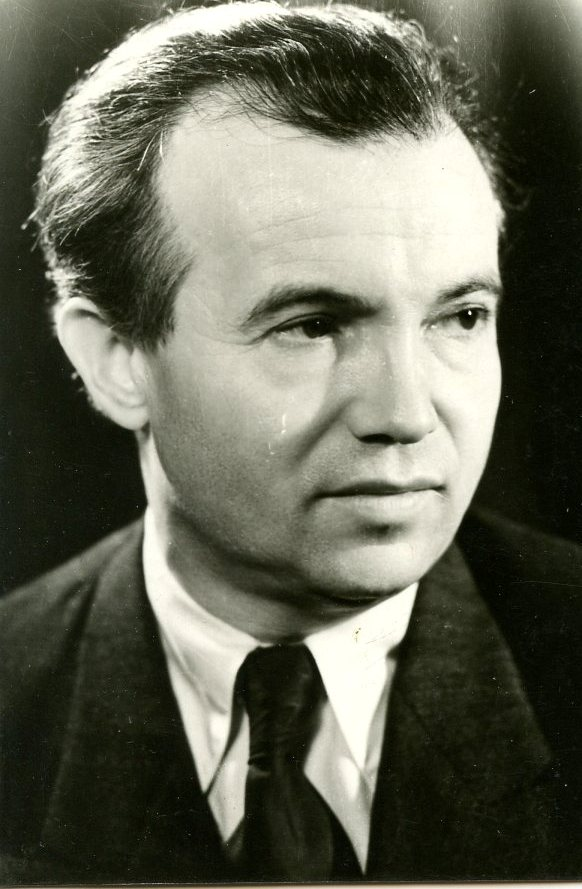
Mihai Beniuc, der 1938 mit dem Gedichtband Cântece de pierzanie ein vielversprechendes Debüt gegeben hatte, verfiel in pittoreske Mittelmäßigkeit des sozialistischen Realismus.

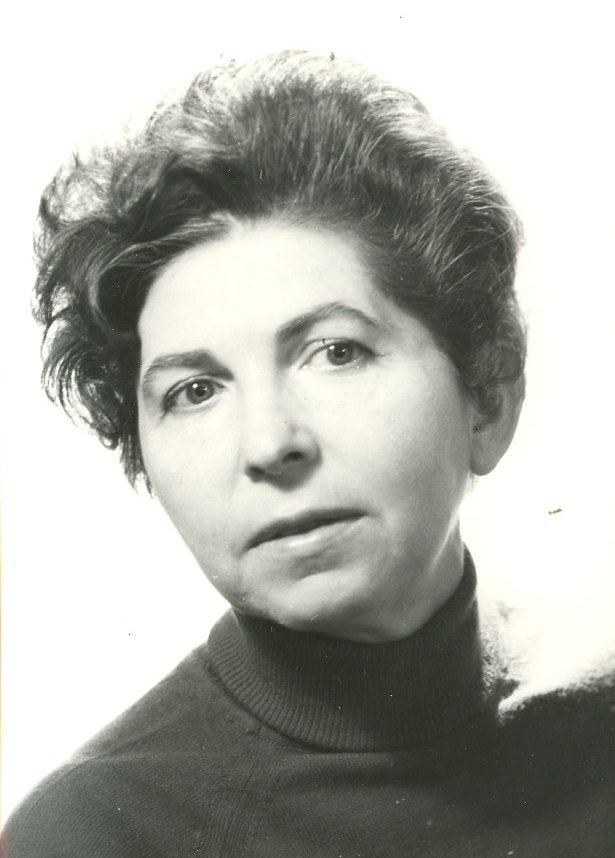
Maria Banuş wurde 1989 mit dem Herder-Preis ausgezeichnet.

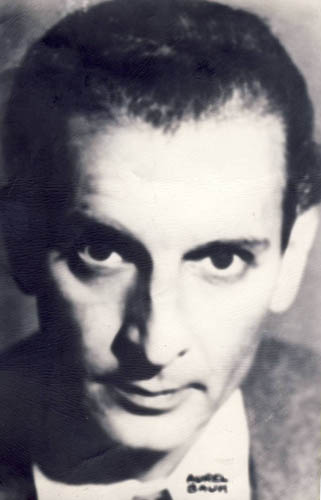
Miron Radu Paraschivescu veröffentlichte mehrere Gedichtbände unterschiedlicher Genres.

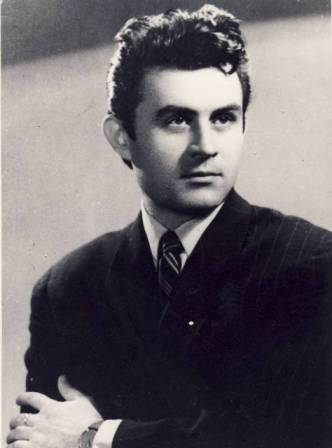
Der Dichter und Erzähler Anatol E. Baconsky kam am 4. März 1977 beim Erdbeben von Vrancea ums Leben.

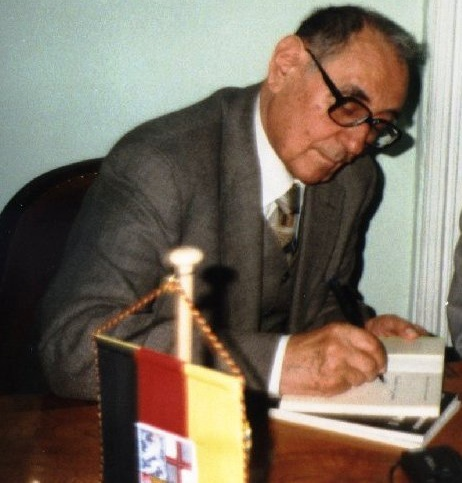
Ștefan Augustin Doinaș veröffentlichte mehrere Gedichtbände in einer verspätet klassischen Form.

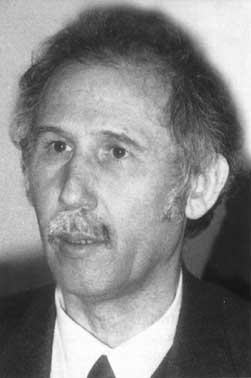
Marin Sorescu, einer der bekanntesten rumänischen Autoren des späten 20. Jahrhunderts, wurde 1991 mit dem Herder-Preis geehrt.

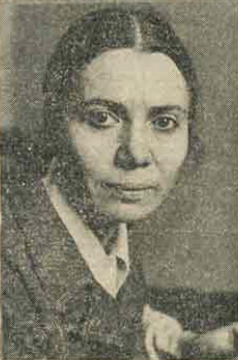
Ileana Mălăncioiu knüpfte in ihrer Lyrik an rumänische Klassiker wie Eminescu, Blaga, Barbu und Voiculescu an.

Nach dem Sturz des Diktators Ion Antonescu herrschte von 1944 bis 1947 ein relativ liberales Klima, das es vielen Autoren erlaubte, an ihre von der Diktatur diskreditierten modernistischen und experimentierfreudigen Arbeiten der Zwischenkriegszeit wieder anzuknüpfen. Als Lyriker dominierten George Bacovia, Tudor Arghezi und der junge Geo Dumitrescu diese modernistische Bewegung, letzterer mit surrealistischem Einschlag.
Nach der kommunistischen Machtübernahme 1944 und der Gründung der Volksrepublik Rumänien stand ein sozialistischer Realismus im Vordergrund. Wie in den anderen kommunistisch regierten Ländern wurde der am 23. April 1932 vom Zentralkomitee der KPdSU in der Sowjetunion verordnete sozialistische Realismus die in Film, Literatur, Musik und bildender Kunst für Verbindung erklärte „Schaffensmethode“. Gefordert wurde die „wahrheitsgetreue, konkret-historische Darstellung der Wirklichkeit in ihrer revolutionären Entwicklung“. In der Stalin-Ära wurden literarische Formexperimente und ungegenständliche Kunst strikt abgelehnt und eine „parteiliche“, schönfärberische Darstellung der sozialistischen Wirklichkeit verlangt. Der den Künstlern gewährte Spielraum war von Land zu Land unterschiedlich groß. Der sozialistische Realismus hatte die Aufgabe, sozialistisches Bewusstsein zu wecken und das Proletariat für den Klassenkampf zu erziehen. Neben Szenen aus der Welt der Arbeit waren Parteitreue, Kollektivismus und ideologisierende Feiern die bevorzugte Entwicklung. Nach dem Zusammenbruch der sozialistischen Regime Osteuropas Ende der 1980er und Anfang der 1990er Jahre wurde der Sozialistische Realismus zum Ausgangspunkt einer künstlerischen freieren Entwicklung.
Namhafte Vertreter des sozialistischen Realismus waren Zaharia Stancu, Ion Agârbiceanu, Tudor Arghezi, Camil Petrescu, Gala Galaction, Lucian Blaga, Mihai Beniuc und Geo Bogza. Petru Dumitriu, Paul Goma und Vintilă Ivănceanu, die ebenfalls zunächst im Stile des sozialistischen Realismus in Rumänien schriftstellerisch arbeiteten, lebten später im Exil im Ausland.
Tudor Arghezi war nach 1945 der am meisten gefeierte Schriftsteller des kommunistischen Regimes. Neben Gedichtbänden wie Prisaca (1954) und Cîntare omului (1956) erschienen vor allem Ausgaben mit gesammelten Werken, aber auch zahlreiche Werke mit teilweise peinlicher Propagandalyrik.
Nach dem Krieg erschienen von Camil Petrescu Dramen wie Prof. dr. Omu vindecă de dragoste (1946), Bălcescu (1948) und Caragiale în vremea lui (1955), Novellen wie Turnul de fildeș (1950), Moartea pescărușului (1950), Mănușile (1950), Cei care plătesc cu viața (1950) und Un episod… (1957) sowie zwischen 1953 und 1957 der dreibändige Roman Un om între oameni („Ein Mensch unter Menschen“). Vor dem Hintergrund seiner vor dem Krieg erschienenen Gesellschaftsromane und anderen literarischen Arbeiten erscheint es umso unverständlicher, dass eine solche Persönlichkeit ihre Werke realistisch-sozialistisch umarbeitete.
Die humoristische Begabung von Tudor Mușatescu wurde nach dem Krieg nur in wenigen Stücken sichtbar wie zum Beispiel Țara fericirii (1946), Madona (1947), Profesorul de franceză (1948), A murit Bubi (1948), Geamandura (1950) und Burtă Verde (1952).
Zaharia Stancu wurde 1947 Präsident des rumänischen Schriftstellerverbandes und entwickelte in seinen sozialistisch-realistischen Romanen einen pathetisch primitiven Stil. In dem 1948 erstmals veröffentlichten Romanzyklus Desculț schildert er mit stark autobiographischem Hintergrund die rumänische Geschichte im 20. Jahrhundert. Es ist das am meisten übersetzte Buch eines rumänischen Autors im Ausland. In den folgenden Jahren verfasste er zahlreiche weitere Romane wie Dulăii (1955), Florile pământului (1954), Jocul cu moartea (1962) und Șatra (1968). Ferner erschienen aber auch weitere Sammlungen seiner Gedichte wie Cântec șoptit (1970) und Sabia timpului (1972). Er hinterließ allerdings auch unzählige Schriften, in denen er, um dem kommunistischen Regime zu huldigen, auf ästhetische Feinheiten verzichtete. 1971 wurde er mit Herder-Preis ausgezeichnet. Von seinen zahlreichen Werken erschienen unter anderem Barfuss (1951), Hunde… (1954), Die Blumen der Erde (1955), Rumänische Ballade (1957), Glocken und Trauben (1962), Frühlingsgewitter (1962), Spiel mit dem Tode (1963), Die Tochter des Tartaren (1964), Wie sehr hab ich dich geliebt (1970) sowie Solange das Feuer brennt (1971).
Auch Mihail Sadoveanu setzte seine schriftstellerische Arbeit der Vorkriegszeit fort. Eine seltsame Parodie auf seine früheren Werke ist der 1949 erschienene Roman Mitrea Cocor, der – ironischerweise – am häufigsten übersetzt wurde. Er diente nach Gründung der Volksrepublik Rumänien literarisch (Sozialistischer Realismus) völlig den Vorgaben des herrschenden Regimes. Zum Dank wurde er zum Präsidenten der Vereinigung der rumänischen Schriftsteller bestimmt, sodann 1955 mit dem Titel „Held der sozialistischen Arbeit“, schließlich 1961 mit dem Leninorden für Frieden geehrt. Er war des Weiteren Präsident der Großen Nationalversammlung. In der Nachkriegszeit wurde zahlreiche seiner Werke in deutscher Übersetzung veröffentlicht wie beispielsweise Mitrea Cocor (1952), Der Wunderwald (1953), Erzählungen aus dem Kriege (1953), Ancuţas Herberge (1954), Prinz Măzărean (1956), Novellen und Erzählungen (1958), Die Wolfsinsel (1958), Das Leben Stefans des Grossen (1958), Bojarensünde und andere Erzählungen (1958), Durch die Wimpern (1963), Das Geschlecht der Soimaru (1963), Geschichten am Lagerfeuer (1964), Johannisnächte (1968), Im Zeichen des Krebses (1968), Die Blumenbucht (1968), Das Wunderwäldchen (1968), Das Geschlecht der Falken (1969), Eine Mühle kam den Sereth herab (1970), Die Hochzeit der Prinzessin Ruxanda (1970), Reiter in der Nacht (1971), Der Waldspross (1971), Der letzte Magier (1973), Das Liebeslied und andere Novellen (1973), Erzählungen aus dem Krieg (1977), Bärenauge (1980), Abenteuer rund ums Schachbrett (1981) sowie Der goldene Zweig (1986).
Auch Geo Bogza hatte mit Poemul invectivă (1933) und Ioana Maria (17 poeme) (1937) bereits in der Vorkriegszeit Gedichtbände veröffentlicht, die vom Dadaismus beeinflusst wurden. Er widmete sich immer mehr der Reportage wie in Țări de piatră, de foc, de pământ (1939), das 1946 in einer Neuauflage unter der dem Titel Țara de piatră erschien, Cartea Oltului (1945) und Anii împotrivirii (1953). Sein engagierter Sozialismus, der ihn zu feierlichen Metaphern beflügelte, ist von Menschlichkeit erfüllt, sobald er sich den Entrechteten und Gedemütigten zuwendet. Er wurde auch zum Mentor zeitgenössischer Autoren und war mehrere Jahre Mitglied der Großen Nationalversammlung. Von seinen Werken erschienen Die Pforten der Herrlichkeit (1952), Das steinerne Land. Das Land der Motzen (1954), Jahre des Widerstands (1955), Lob der Heimat (1961) und Das Buch vom Alt (1964) in deutschen Ausgaben.
Mihai Beniuc, der 1938 mit dem Gedichtband Cântece de pierzanie ein vielversprechendes Debüt gegeben hatte, verfiel in pittoreske Mittelmäßigkeit. Echte lyrische Akzente und metaphysische Revolte weisen nur gelegentlich über den sozialistischen Realismus hinaus wie in Versuri (1949) oder Azimă (1956), während andere Werke bereits vom Titel her die „Parteilinie“ belegen wie Cântec pentru tovarășul Gheorghiu-Dej („Lied für Genosse Gheorghiu-Dej“, 1951) oder Partidul m-a învățat („Die Partei hat es mir beigebracht“, 1954).
Der als jüngerer Bruder von Geo Bogza geborene Nicolae Bogza verfasste unter dem Pseudonym Radu Tudoran unterhaltende Gesellschaftsromane und Erzählungen wie Orașul cu fete sărace (1940), Un port la răsărit (1941), Flăcări (1945), ntoarcerea fiului risipitor (1947), Toate pînzele sus! (1954), Ultima poveste (1956) und Maria și marea (1973) ohne sozialkritische Absichten, in denen er vor allem Frauenschicksale schildert. Der Umbruch im Zuge der rumänischen Revolution 1989 befreite ihn vom Zwang, banale Kinder- und Jugendbücher schreiben zu müssen. In deutscher Übersetzung erschienen von ihm Ein Hafen im Osten (1947), Schicksal aus deiner Hand (1950), Jahreszeiten des Herzens (1954), Tal der Flammen (1957) und Die letzte Verbindung (1959).
Hervorzuheben sind das expressionistische Antikriegspoem Das Lächerln Hiroshimas (1958) von Eugen Jebeleanu und ist der Roman Schatten über der Ebene (1955) von Marin Preda, der in den 1970er Jahren auch mit dem Dogmatismus und Erscheinungen des Personenkults abrechnete, was das Regime zuließ.
Victor Eftimiu, der mehrere Jahre Präsident des PEN-Clubs war, veröffentlichte neben den Gedichtbänden Odă limbii române (1958), Minciuni terestre (1961) und Poezii (1964) auch den Märchenband Basme, der 1975 erschien. In deutscher Sprache wurden Der Waldspross (1963), Der steinerne Mensch (1970) und Märchen (1980) veröffentlicht.
Ion Marin Sadoveanu veröffentlichte 1957 Ion Sântu, der die Handlung des Romans Sfârșit de veac în București (1944) fortsetzte. Er beabsichtigte, einen dritten Band mit dem Titel Copacul în flăcări oder nach anderen Quellen Desăvârșirea lui Ion Sântu zu schreiben. Allerdings blieben von diesem Projekt nur der Titel und einige Seiten übrig. Daneben schrieb er noch Taurul mării (1962), ein Roman über das Leben in der antiken Stadt Histria am Schwarzen Meer.
Der Hochschullehrer George Călinescu verfasste in der Nachkriegszeit neben weiteren Arbeiten zur Literaturgeschichte und Literaturwissenschaft auch weitere Prosawerke wie Trei nuvele (1949), Bietul Ioanide (1953) und Scrinul negru (1960), Gedichtbände wie Lauda lucrurilor (1963) und Lauda zăpezii (1965), Theaterstücke wie Ludovic al XIX-lea (1964) und Teatru (1965). In einer deutschsprachigen Übersetzung erschienen unter anderem Rätsel um Ottilie (1961), Schicksal einer Lebedame: Roman (1965), Das Leben Mihai Eminescus (1967), Rendezvous und Audienzen: Roman (1969) und Honigmond (1981). Ihm zu Ehren ist das Institutul de Istorie şi Teorie Literară G. Călinescu benannt, das Institut für Literaturgeschichte und Literaturwissenschaften der Universität Bukarest.
Von Ion Vinea, der in der Vorkriegszeit vor allem durch seine Dichtungen bekannt wurde, erschienen nach seinem Tode am 6. Juli 1964 posthum der Gedichtband Ora fântânilor (1964) sowie die Romane Lunatecii (1965) und Venin de mai (1971).
Auch Alexandru A. Philippide, der zeitweilig als Ministerialbeamter tätig war, veröffentlichte weitere Gedichtbände wie Poezii (1964) sowie Monolog în Babilon und wurde 1967 mit dem Herder-Preis ausgezeichnet.

#### Der sozialistische Realismus und neue Autoren der Nachkriegszeit
Neben den bereits zum Teil seit Jahren tätigen Schriftsteller waren zahlreiche weitere Autoren in der kommunistischen Ära tätig, die Werke im Stile des sozialistischen Realismus verfassten.
Maria Banuş gab bereits 1937 mit Țara fetelor ein vielversprechendes Debüt mit Versen, in denen die Wollust der Angst, des Sünde, des Todes lodert. In späteren Werken wie Bucurie (1949), Despre pământ (1954), Prin orașul cu minuni (1961), Tocmai ieșeam din arenă (1967), Oaspeții de la mansardă (1978), Noiembrie, inocentul (1981) und Carusel (1989) resignierte sie zu Gemeinplätzen zwischen Muttergefühl und politischem Diskurs. 1989 wurde sie mit dem Herder-Preis ausgezeichnet. In deutscher Sprache sind von ihr Der große Tag (1952) und Gedichte (1967) erschienen.
Miron Radu Paraschivescu schrieb zunächst auf den Spuren von Federico García Lorca „Zigeunerlieder“ mit einer Überdosis Argot sowie gesuchter Liederlichkeit und 1941 sein Debüt mit dem Gedichtband Cântice țigănești. Später erschienen Bände mit historischen Hymnen, besinnliche Lyrik im neoklassischen Stil sowie patriotischen Oden wie Laude şi alte poeme (1959) und Declaraţia patetică (1960).
Constant Tonegaru schrieb von Sergei Alexandrowitsch Jessenin, George Bacovia und Guillaume Apollinaire geprägte städtische Gedichte der absoluten Freiheit wie in dem 1945 erschienenen Band Plantații. Darin verbergen Galgenhumor und distanzierte Ironie seine starke Sensibilität. In exotischen Landschaften, bis zur Neige erträumt, wirkt seine ständige Herausforderung des Todes beklemmend tragisch und unsagbar schön. Nach seinem frühen Tode im Alter von knapp 33 Jahren am 10. Februar 1952 erschien mit Steaua Venerii ein zweiter Band mit seinen Gedichten erst 1969 posthum.
Aggressive, pathetische Lyrik, mit umgangssprachlichen Elementen durchsetzt, schrieb Geo Dumitrescu, der 1946 mit Libertatea de a trage cu pușca sein Debütband veröffentlichte. In weiteren Werken wie Aventuri lirice (1963), Nevoia de cercuri (1966), Jurnal de campanie (1974), Africa de sub frunte (1978), Versuri (1981) und Aș putea să arăt cum crește iarba (1989) besingt er zudem die Freiheit ohne den Absolutheitsanspruch und die Starrheit eines Propheten, dafür umso mehr bewegliche, gewinnende Intelligenz, Freude am Mitteilen und Selbstironie. In einer Übersetzung von Rolf Bossert erschien 1991 der Band Nur schlechte Nachrichten: Gedichte in deutscher Sprache.
Petru Dumitriu wurde als Mitläufer in kommunistischer Zeit in wenigen Jahren zum Lieblingsschriftsteller des Regimes mit hohen Ämtern. Er war ein begabter Erzähler in der Nachfolge der französischen Romanciers mit Zügen des sozialistischen Realismus. Einer seiner interessantesten Romane, Bijuterii de familie, erschien in drei Versionen, und zwar 1949 in einer kommunistisch „linientreuen“, einer französischen „frisierten“ sowie einer milderen deutschen. Er verherrlichte in dem Roman Drum fără pulbere (1954) die Zwangsarbeit in den kommunistischen Arbeitslagern der Stalin-Ära. Weitere Veröffentlichungen waren die Erzählungen Dușmănie (1948), O sută de kilometri (1949), Primăvara lui șaptezeci și unu (1950) und Sărbătoare în zi de lucru (1951) sowie der Roman Cronică de familie (1954). In deutscher Sprache erschienen Feindschaft (1949), Wolfsjagd (1950), Saat und Ernte: 2 Novellen (1952), Juninächte (1953), Der Kanal: Roman (1953), Sturmvogel: Roman (1957) sowie Die Bojaren: Roman. 1960 floh er überraschend in den Westen.
Anatol E. Baconsky, der am 4. März 1977 beim Erdbeben von Vrancea ums Leben kam, zeigte sich in Werken wie Copiii din valea Arieșului (1951), Fluxul memoriei (1957) und Cadavre în vid (1969) als Dichter der feierlichen, genüsslichen Beschaulichkeit. Seine Gedichte waren diskret, mediativ und skeptisch. In seiner verschlüsselt wirkenden Prosa wie Echinoxul nebunilor și alte povestiri (1967) verdeckte der modern anmutende, raffinierte Stil die Parabeln eines Weisen. In einer deutschen Übersetzung von Maximilian Peyfuss erschienen Äquinoktium der Wahnsinnigen und andere Erzählungen (1969), der Roman Die Schwarze Kirche (1976) sowie Wie ein zweites Vaterland (1978).
Der als Journalist tätige Eugen Barbu, von dem 1956 die Erzählungen Tripleta de aur erschienen, schuf Milieuromane wie Groapa (1957), Șoseaua Nordului (1959) und Facerea lumii (1964), in denen Elend und Menschlichkeit, Intrigen und Schicksale mit der Wärme eines John Steinbeck beschrieben werden, während andererseits das schwache philosophische Gerüst durch Fiktion und episches Talent ausgeglichen wird. Barbu war ein Meister der Collage, so in dem 1969 erschienenen reiferen Roman Princepele, einem balkan-levantinischen Pendant zu Robert Penn Warrens All the King's Men, einer der bedeutsamsten politischen Romane der amerikanischen Literatur des 20. Jahrhunderts. 1977 wurde ihm der Herder-Preis verliehen. Er war zudem Dramatiker, Drehbuchautor sowie zwischen 1970 und 1989 als Chefredakteur der Wochenzeitung Săptămîna ein Journalist von ätzender Schärfe. In den 1980er Jahren entfernte er sich von der Literatur und kompensierte dies durch hohe Funktionen innerhalb der Kommunistischen Partei. Als deutschsprachige Ausgaben seiner Werke erschienen Die Flucht der Todgeweihten (1963), Teufelsgrube (1966), Nordchaussee (1968), Der Fürst (1981) und Die Woche der Narren (1985).
Dumitru Radu Popescu, der zwischen 1981 und 1990 Präsident des Schriftstellerverbandes sowie ZK-Mitglied war, gab sein literarisches Debüt 1958 mit den Erzählungen Fuga. Er schrieb Dramen, Erzählungen und Romane wie Zilele săptămânii (1959), Vara oltenilor (1964), Duios Anastasia trecea (1967), Cezar, măscăriciul piraților (1968), Căruța cu mere (1974), Împăratul norilor (1976), Leul albastru (1981), Orașul îngerilor (1985) und Moara de pulbere (1988) stets mit beharrlicher und feinfühliger Einfühlung in die Seelen seiner Helden, jeder für sich ein „Fall“ wie etwa bei William Faulkner. Er ist einer der bekanntesten zeitgenössischen rumänischen Dramatiker, zu dessen dramatischen Meisterwerke Acești îngeri triști (1969), Pasărea Shakespeare (1973) und Piticul din grădina de vară (1973) gehören. In deutschen Übersetzungen erschienen Der weisse Regen (1965), Königliche Jagd (1977), Die beiden vor dem Berg (1977) sowie Der Narr mit der Blätterkrone (1979).
Nichita Stănescu war ein experimenteller Lyriker, der in jedem neuen Gedichtband durch die Beharrlichkeit und Tiefe seines Fragens überraschte. Von ihm erschienen bis zu seinem Tode am 13. Dezember 1983 im Alter von fünfzig Jahren unter anderem die Gedichtsammlungen Sensul iubirii (1960), O viziune a sentimentelor (1964), Dreptul la timp (1965), 11 elegii (1966), Obiecte cosmice (1967), Laus Ptolomaei (1968), Necuvintele (1969), În dulcele stil clasic (1970), Belgradul în cinci prieteni (1971), Măreția frigului (1972), Epica Magna (1978), Opere imperfecte (1979), Noduri și semne (1982) sowie Oase plângând (1982). Als deutsche Ausgaben seiner Werke erschienen 11 Elegien (1969), Im Namen der Vögel: Gedichte (1984) und Omag (2002).
Der als Ștefan Popa geborene Ștefan Augustin Doinaș war Studienrat und Redakteur der Zeitschrift Secolul XX sowie Ehemann der Ballerina Irinel Liciu. Als verspäteter Klassiker, dessen Gediegenheit sich nur schwer gegenüber der zeitgenössischen Lust an grellen Effekten zu behaupten mag, erschienen von ihm Gedichtsammlungen wie Cartea mareelor (1964), Seminția lui Laokoon (1966), Ce mi s-a întâmplat cu două cuvinte (1972), Vânătoare cu șoim (1985) und Interiorul unui poem (1990). Sein lyrischer Standort lag zwischen Friedrich Hölderlin und Paul Valéry. Von seinen Werken erschienen Die Geschichte von den zehn Brüdern (1979) und Geboren in Utopia: Gedichte (1996) in deutscher Übersetzung.
Der als Publizist und Filmfunktionär tätige Marin Sorescu, der seit 1979 auch Redakteur der Zeitschrift Ramuri arbeitete, verfasste unter dem Schutz der Narrenkappe mehrere vieldiskutierte Gedichtbänden wie Singur printre poeți (1964), Tinerețea lui Don Quijote (1968), Ocolul infinitului mic pornind de la nimic (1973), Sărbători itinerante (1978), Fîntîni în mare (1982), Apă vie, Apă moartă (1987), Poezii alese de cenzură (1991) und Poemele tuturor tainelor (1995). Darin bot er zwar keine Lösung für die Probleme der modernen Zivilisation an, doch entblößte er erbarmungslos Schwächen und alle Formen der Unzulänglichkeit. Eine Überraschung war sein 1968 erschienenes Drama Iona, ein modernes Mysterium, welches jedoch als bloße Anspielung auf die Gegenwart missverstanden wurde. 1991 erhielt er den Herder-Preis. Von ihm sind Kugeln und Reifen (1968), Aberglaube (1974), Trojanische Pferde (1975), Noah, ich will dir was sagen (1975), Gedichte (1976), Als ich einmal fliegen wollte (1978), O, diese Nerven (1983), Abendrot Nummer 15 (1985), Der Fakir als Anfänger (1992) und Die Leere der Glocke (1997) erschienen.
Der aus einer Bauernfamilie stammende Ioan Alexandru, der Philologie und Philosophie an verschiedenen Universitäten in der Bundesrepublik Deutschland studierte, veröffentlichte Gedichtbände wie Cum să vă spun (1964), Viața, deocamdată (1965), Vămile pustiei (1969), Imnele bucuriei (1973), Iubirea de Patrie (1978), Imnele Putnei (1985) und Imnele Maramureșului (1988). Seine Lyrik wird von den Forderungen und Gegebenheiten seiner transsylvanischen Heimat bestimmt sowie dem Problem des Überlebens. Er strebte nach dem Immerwährenden, das nur durch einen schweren Kampf des Glaubens zu erreichen ist, durch Wachsamkeit im Sinne der Wüstenväter. Der Dichter sucht das Heil nicht als Einzelwesen, sondern in der Gemeinschaft aller, die vorangegangen sind, und derer die kommen werden.
Ștefan Bănulescu war ein blendender Stilist, in dessen Werken die außerordentliche Beherrschung der Sprache eine untrennbare Einheit zwischen Ausdrucksmitteln und Inhalt schafft. In Erzählungen, Gedichten, Romanen und Skizzen wie Iarna bărbaților (1965), Cântece de câmpie (1968), Cartea de la Metopolis (1977) bestimmen Topik und Kontext die Dynamik der Aussage und chiffrieren den Kern der dramatischen Spannung. In einer deutschen Übersetzung erschienen Männerwinter: Novellen (1983), Verspätetes Echo: Prosa (1984) sowie Ein Schneesturm aus anderer Zeit: Erzählungen (1994).
Der Journalist Nicolae Breban, der auch Chefredakteur verschiedener Kulturzeitschriften sowie Kandidat des ZK der Kommunistischen Partei war, verfasste zahlreiche Romane von üppiger Länge wie Francisca (1965), În absența stăpânilor (1966), Animale bolnave (1968), Îngerul de gips (1973), Bunavestire (1977), Don Juan (1981) und Drumul la zid (1984), die dem Leser eine Befreiung aus der Provinz versprechen und ihn in eine klassische Landschaft zwischen Fjodor Michailowitsch Dostojewski und Michail Alexandrowitsch Scholochow versetzen sollten. Doch gerade dieses Bestreben entfernte Breban vom „modernen Menschen“, ein bei ihm häufiges Motiv, und verringert dadurch die Glaubwürdigkeit der stets in Paaren erscheinenden Protagonisten. In deutscher Sprache erschien 1973 der Roman Kranke Tiere, eine Übersetzung von Animale bolnave.
Die promovierte Philosophin Ileana Mălăncioiu knüpfte in ihren lyrischen Werken wie Pasărea tăiată (1967), Către Ieronim (1970), Crini pentru domnişoara mireasă (1973), Ardere de tot (1976), Sora mea de dincolo (1980) und Urcarea muntelui (1985) an klassische Modelle wie Eminescu, Blaga, Ion Barbu und Voiculescu an, befreite sich aber vom Korsett der Konventionen und durchlief die Kulissen eines immer wieder neu entdeckten Welttheaters. Um die Angst vor der Gleichgültigkeit der Straße, vor den leeren Gassen, vor der Vorherrschaft des Bösen zu überwinden, bringt sie der Leserschaft bei, mit Würde Barrikaden dagegen zu errichten.
In den 1980er Jahren nahmen viele Autoren eine distanziertere Haltung gegenüber dem Regime ein und kritisierten in der subversiv genutzten Form des von kulturpolitischer Seite geforderten politisierten Romans Missstände, Irrtümer und Schuld des Regimes.

#### Opfer der kommunistischen Herrschaft

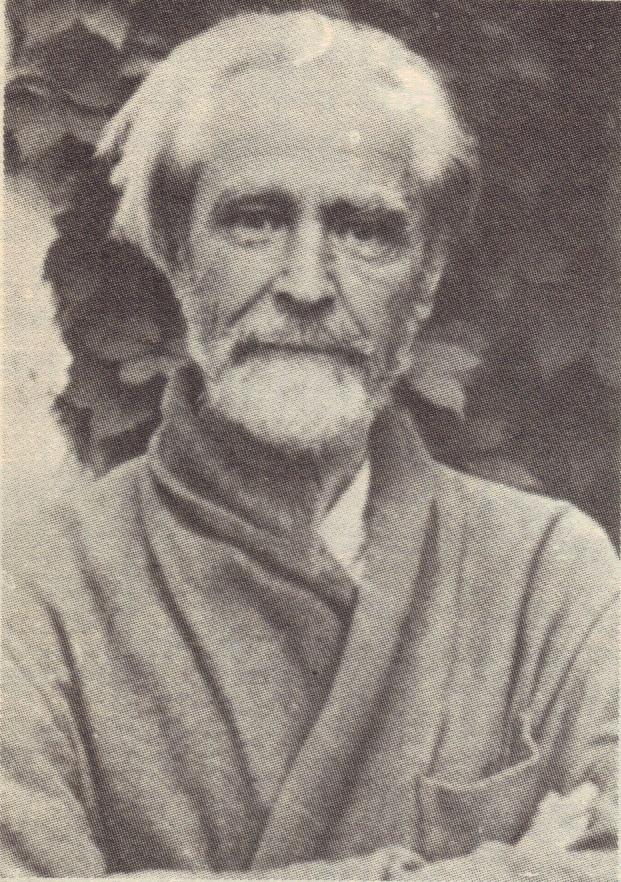
Der als einer der größten zeitgenössischen Dichter Rumäniens geltende Vasile Voiculescu wurde nach 1945 mehrmals verhaftet und verstarb an einer Krebserkrankung während der Zwangsarbeit.

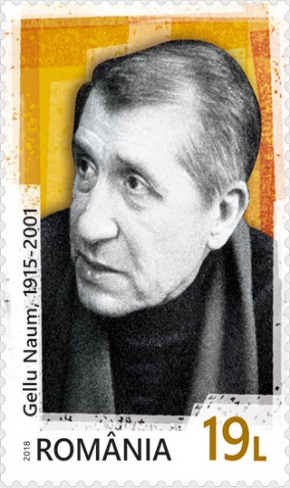
Gellu Naum war einer der bedeutendsten rumänischen Schriftsteller und einer der letzten bedeutenden Surrealisten Europas.

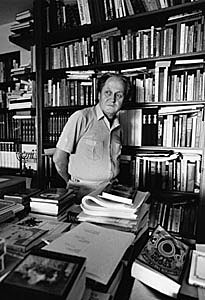
Ion Caraion wurde zum Tode verurteilt und lebte bis zu seinem Tode im Exil in der Schweiz (Foto von Erling Mandelmann).

Auch Vasile Voiculescu setzte nach Kriegsende seine literarische Tätigkeit fort. In hohem Ansehen bei jüngeren Lesergenerationen stehen seine mystisch-phantastischen nach 1944 entstandenen Erzählungen, in denen eine eigenartige Welt Gestalt annimmt. Er beschreibt die Landschaft der Walachei, in der Bauern und Hirten sich abmühen, wo die Tiere des Waldes in gutem Einvernehmen mit dem Menschen leben. Es öffnen sich die Himmel, so dass Gott und seine Engel sichtbar werden. Dieser Weg zum Schöpfer wurde dabei nur durch mystische Leiden zugänglich. Wie bereits in den in der Vorkriegszeit entstandenen Gedichte predigt er auch in seinen Erzählungen in einer herben Sprache, die zum Psalm wird, während die absolute Reinheit des Kindes das wunderwirkende Gebet kennt. Anders als Arghezi und Sadoveanu wurde er jedoch nach 1945 mehrmals verhaftet sowie 1958 zu fünfzehn Jahren Zwangsarbeit verurteilt und starb 1963 an einer Krebserkrankung. Seine Erzählungen wie Capul de zimbru und Ultimul berevoi sowie der zwischen 1947 und 1958 geschriebene Roman Zahei orbul wurden nicht mehr zu seinen Lebzeiten veröffentlicht, sondern erst posthum 1966. In deutscher Übersetzung erschienen die Erzählungen Magische Liebe (1970) sowie Das Traumrehlein (1974).
Gellu Naum war als Redakteur bei den Zeitschriften Meridian und Tânăra Generație tätig und veröffentlichte 1944 mit Culoarul somnului eine seiner ersten Gedichtsammlungen. Als Mitglied der surrealistischen Bewegung war er seit 1948 zwanzig Jahre lang mit einem Schreibverbot belegt. Lediglich Kinder- und Jugendbücher wie Cel mai mare Gulliver (1958) und Cartea cu Apolodor (1959) durften erscheinen. Nach Aufhebung des Schreibverbots erschienen Gedichtbände wie Athanor (1968), Tatăl meu obosit. Pohem (1972), Poeme alese (1974) und Partea cealaltă (1975). Seine Sprache zeigt die ausgeklügelte Beherrschung des semantischen Registers. Das Entdecken einer Vorstellungswelt, die sich selbst genügt, die Assoziierung des Gegensätzlichen, das Zitat, sind die Grundlagen seines Schreibens. Naums Texte oszillieren zwischen Lyrik und theoretischer Rechtfertigung. Die Selbstironie diente dabei zu Distanzierung und Klarsicht sowie zu Entmythologisierung. Er lebte zeitweise in Paris, was zu seinem Bekanntheitsgrad in der internationalen Lyrik beitrug. Sein Name steht insbesondere nach 1990 durch Werke wie Malul albastru (1990), Întrebătorul (1996), Copacul-animal urmat de Avantajul vertebrelor (2000) und Ascet la baraca de tir (2000) für phantastische Prosa und schwarzen Humor, eingebettet in einem System des Absurden nach selbstbestimmten Codes, Regeln und Zeichen. Als deutschsprachige Ausgaben seiner Werke erschienen unter anderem So ist Sanda (1956), Die Abenteuer des Matei Gulliver (1958), Das Buch von Apollodor (1963), Zähne von Worten zermalmt (1983), Zenobia (1990), Black Box (1993) und Rede auf dem Bahndamm an die Steine: Gedichte (1998).
Der als Stelian Diaconescu geborene Ion Caraion gab 1943 sein literarisches Debüt mit dem Gedichtband Panopticum. Er verstand sich immer als der absolut einsame Kämpfer mit dem überwältigenden Kosmos. Trotz seiner Bemühungen, die samtweiche Sprache Tudor Arghezis fortzusetzen, übernahm er lediglich dessen Gefängnisjargon wie sich bereits aus dem Titel der 1946 erschienenen Gedichtsammlung Cântece negre („Schwarze Lieder“) zeigt. Während der kommunistischen Herrschaft wurde er wegen seiner radikalen politischen Konversionen mit einem Schreibverbot belegt, befand sich elf Jahre in Haft und wurde 1958 sogar zum Tode verurteilt. Dies beeinträchtigte allerdings nicht seine dichterische Kraft, so dass er nach seiner Haftentlassung ab Mitte der 1960er Jahre wieder Gedichtbände wie Eseu (1966), Necunoscutul ferestrelor (1969), Munţii din os (1972), O ureche de dulceaţă şi-o ureche de pelin (1976) und Dragostea e pseudonimul morţii (1980) veröffentlichte. Gleichwohl akzeptierte er die Haltung der vorgetäuschten Gnade des Regimes nicht und verließ 1981 seine Heimat. Die letzten Jahre im Exil bis zu seinem Tode am 21. Juli 1986 im schweizerischen Lausanne waren gekennzeichnet durch eine reiche literarische Aktivität in internationalen Zeitschriften, wobei sich der Schwerpunkt von der Lyrik zur Sozialkritik und sogar zum aufrüttelnden Pamphlet verlagert wie bei den Essays Insectele tovarăşului Hitler (1982). Posthum erschienen weitere Gedichtbände wie Apa de apoi (1991), Omul profilat pe cer (1995) und Exil interior (1996). In einer deutschen Übersetzung wurden Lied, das in der Flöte blieb: Gedichte (1974) sowie Ein Garten ist in mir: Gedichte (2002) herausgegeben.
Marin Preda, der als Journalist und Direktor des Verlages Cartea Românească tätig war, setzte in seinen Erzählungen und Romanen wie Întâlnirea din pământuri (1948), Moromeţii (1956), Ferestre întunecate (1956), Îndrăzneala (1959), Risipitorii (1962), Intrusul (1968) und Marele singuratic (1972) die Tradition der rumänischen Dorfepik fort, wobei die Atmosphäre auf hinweist. 1975 veröffentlichte er mit Delirul einen historischen Roman um Ion Antonescu, der sehr umstritten war, weil er den rumänischen Faschismus vom Standpunkt der Täter aus beleuchtete. Nach Viața ca o pradă (1977) kam 1980 der Roman Cel mai iubit dintre pământeni heraus. Das Buch galt als herbe Kritik am kommunistischen System und der Diktatur von Nicolae Ceaușescu, erregte großes Aufsehen und wurde wenige Wochen nach der Publikation verboten. Das Buch musste aus dem Handel zurückgezogen und aus allen Bibliotheken entfernt werden. Kurz danach wurde der Schriftsteller tot im Schriftstellerheim bei Schloss Mogoșoaia gefunden. Offizielle Todesursache war Asphyxie, die genauen Umstände sind jedoch ungeklärt. Die Familie geht von einer Verstrickung der Securitate in den Todesfall aus. Von ihm erschienen die Werke Aufbruch (1955), Schatten über der Ebene (1958), Dunkle Fenster (1959), Wagemut (1960), Fieber (1965), Der Ausgewiesene (1974), Der Einsame (1976), Der grosse Wahnsinn (1980), Die Begegnung unter dem Eichbaum (1983) und Delirium: Roman aus dem Bukarest der vierziger Jahre (1984) in deutscher Sprache.
Ion Negoițescu gab sein schriftstellerisches Debüt 1941 mit dem Roman Povestea tristă a lui Ramon Ocg und gehörte 1943 zu den Mitgründern des Literarischen Kreises Hermannstadt (Cercul Literar de la Sibiu). In der kommunistischen Ära musste er verschiedene Berufe ausüben und befand sich mehrmals im Gefängnis, so dass er erst nach einer „Liberalisierung“ Mitte der 1960 wieder schriftstellerische Arbeiten veröffentlichen konnte. In Gedichtbänden wie Sabasios (1968), Moartea unui contabil (1977) und Viața particulară (1977) zeigte er sich als Dichter der abgründigen Träume, in denen die Unordnung der Materie zu klaren musikdurchfluteten Konturen sublimiert wird. Die zahlreichen Essays wie Însemnări critice (1970), Lampa lui Aladin (1971), Engrame (1975) und Analize și sinteze (1976) weisen ihn zudem als bedeutenden Kritiker seiner Generation aus. Er lebte seit 1981 im Exil in der Bundesrepublik Deutschland und verstarb am 6. Februar 1994 in München.
Der auch als freier Publizist tätige Leonid Dimov gefiel sich in der Rolle eines orientalischen Weisen und Zauberers bunter balkanischer Träumereien. Seine munteren Verse wie in Versuri (1966), Pe malul Stixului (1968), 7 poeme (1968), Carte de vise (1969), Semne cerești (1970), Deschideri (1972), La capăt (1974), Dialectica vârstelor (1977), Spectacol (1979) und Veșnica reîntoarcere (1982) enthalten geistreiche Empfehlungen für die Überwindung von Raum und Zeit. Er verband pittoreske balkanische Szenerie mit traumähnlichen Parabeln surrealistischen Stils. Seine Werke sind der Postmoderne zuzuordnen. Er prägte zusammen mit Dumitru Țepeneag die in Rumänien verbreitete Strömung des Oneirismus. Dimov war zwar kein ausgesprochener Regimekritiker, galt aber als Nonkonformist und brachte immer wieder vorsichtige Kritik am Ceauşescu-Regime zum Ausdruck. Zeitweise wurde er vom Geheimdienst Securitate beobachtet.
Alexandru Ivasiuc befand sich nach einem Studium der Medizin und Philosophie zwischen 1958 und 1963 in politischer Haft. Danach schrieb er intellektuelle Prosa in Romanen und Erzählungen wie Vestibul (1967), Interval (1968), Cunoașterea de noapte (1969), Păsările (1970), Apa (1973), Iluminări (1975) und Racul (1976), in der ausgesuchte Gewissenskonflikte keine Lösung finden. Besessen von der Idee, die kommunistischen Umwälzungen zu deuten, verfing er sich in Schematismen, woraufhin ihm eine Flucht ins Historische gelang. Er kam am 4. März 1977 beim Erdbeben von Vrancea ums Leben. Von seinen Werken wurden Im Vorhof der Hölle: Roman (1971), Die Vögel (1975), Der stumme Zeuge: Roman (1978) und Der Krebs: Roman (1984) in einer deutschen Übersetzung herausgegeben.
Der aus Bessarabien stammende Paul Goma wurde während des Studiums wegen oppositioneller Äußerungen mehrmals festgenommen und befand sich von 1958 bis 1962 in Haft. Nach einer Tätigkeit als Tagelöhner durfte er 1965 sein Studium zunächst wieder aufnehmen, welches er 1967 aber wieder abbrechen musste. Goma, der von 1968 bis 1971 Redakteur der Zeitung România literară war, veröffentlichte 1968 Camera de alături. International bekannt geworden ist er durch die kulturpolitischen Auseinandersetzungen des nach ihm benannten „Fall Goma“ um seinen ursprünglich nur im Westen publizierten Gefängnisroman Ostinato (1971), in dem die Zustandsbeschreibung des Gefangenendaseins anders als bei Alexander Issajewitsch Solschenizyn durch literarische Muster unter anderem nach James Joyce und Franz Kafka vermittelt erscheint. In seinen Werken erfolgte eine untendenziöse Abrechnung mit dem Stalinismus und bürokratischen Herrschaftsformen. Neben dem bereits 1971 in Deutsch erschienenen Roman Ostinato wurde auch der Roman Die Tür 1972 in deutscher Sprache zuerst veröffentlicht, ehe er 1992 in Rumänisch erschien. Weitere Romane waren Ușa noastră cea de toate zilele (1972), Gherla (1976) und În cerc (1977), ehe er 1978 ins Exil nach Paris ging.
Norman Manea, der mit seiner Familie zwischen 1941 und 1945 in einem rumänischen Konzentrationslager in Transnistrien interniert war, was das ständige Wissen darum das Schreiben beeinflusste. Die zahlreichen Helden seine Romane und Novellen wie Noaptea pe latura lungă (1969), Captivi (1970) und Atrium (1974) verbindet, unabhängig von Alter und Milieu, die Unfähigkeit, sich anzupassen. In einer „verdeckten“ Welt lässt er gut ziselierte Protagonisten als brutale Schergen agieren, denen es sogar gelingt, das Schuldgefühl auf die Opfer zu transferieren, so in Pecetele dispărțitor, Cartea fiului (1976) und Zilele și jocu (1977). Zu diesen häufig auftretenden Akteuren gesellen sich gehemmte, infantile, linkische Debütanten. Er beschrieb das Leben in einem totalitären Regime, ohne jedoch das kommunistische Regime direkt zu kritisieren. In seiner Erzählung Der Trenchcoat lässt er den Leser die beklemmende Atmosphäre der Ceaușescu-Diktatur spüren und schildert, wie der Verdacht, vom Anderen bespitzelt zu werden, die Beziehungen zueinander vergiftet. 1986 erfolgte seine Ausreise, woraufhin er sich nach einem Aufenthalt in der Bundesrepublik Deutschland 1988 in den USA niederließ.
Die als Otilia Valeria Coman geborene Journalistin Ana Blandiana schrieb als Dichterin eines gezähmten Kosmos Werke wie Persoana întâia plural (1964), A treia taină (1969), Poeme (1974), Întâmplări din grădina mea (1980), Ora de nisip (1984) und Întâmplări de pe strada mea (1988). Darin rebelliert sie gegen die Heuchelei der Zeitgenossen, gegen Konformismus und Geistlosigkeit mit dem Impetus und der Reinheit der Adoleszenz. 1982 erhielt sie den Herder-Preis. Nach der Veröffentlichung des Gedichtes Motanul Arpagic (deutsch Katerzwiebel), einer nur leicht verschleierte Kritik an Diktator Ceaușescu, wurde sie unter Hausarrest gestellt und erhielt Publikationsverbot. Im Dezember 1989 war sie Mitglied im Rat der Front zur Nationalen Rettung (rumänisch Frontul Salvării Naționale, FSN), trat aber schon im Januar 1990 wieder aus, da sie sich von den Neokommunisten manipuliert fühlte. 1988 erschien bereits ihre 1982 veröffentlichte Gedichtsammlung Proiecte de trecut unter dem Titel Kopie eines Alptraums in deutscher Übersetzung.
Mircea Dinescu erhielt bereits 1971 im Alter von 21 Jahren für sein dichterisches Debüt Invocație nimănui erstmals den Preis des rumänischen Schriftstellerverbandes, den er bis 1986 drei weitere Mal erhielt. Weitere Gedichtbände waren Proprietarul de poduri (1976), Teroarea bunului simț (1980), Exil pe o boabă de piper (1983) und Rimbaud negustorul (1985). Bereits 1980 erschien unter dem Titel Unter der billig gemieteten Sonne: Gedichte eine erste Ausgabe seiner Gedichte in deutscher Sprache. Aufgrund seiner gesellschaftskritischen Haltung wurde Dinescu bald zum Enfant terrible und fiel später beim Regime Nicolae Ceaușescus in Ungnade. Im Jahre 1985 erhielt er Publikationsverbot. Als die französische Zeitung Libération im März 1989 ein Interview mit ihm abdruckte, verlor er zudem seine Arbeit als Redakteur bei der Zeitschrift România literară des rumänischen Schriftstellerverbandes und wurde unter Hausarrest gestellt. Als Stimme der Opposition war Dinescu maßgeblich in die revolutionären Bestrebungen gegen Ceaușescu eingebunden. Am 22. Dezember 1989 verkündete er vom Balkon des Präsidentenpalastes den erfolgreichen Sturz der Diktatur.

#### Exilliteratur

##### Mircea Eliade

Mircea Eliade lebte nach 1945 im Exil und übernahm eine Professur für Religionswissenschaften an der University of Chicago.

Mircea Eliade, der zwischen 1940 und 1945 noch als Kulturattaché an der Botschaft im Vereinigten Königreich sowie in Portugal war, lebte nach 1945 im Exil. Neben seiner Lehrtätigkeit als Professor für Religionswissenschaften an der University of Chicago verfasste er mehrere weitere Novellen und Romane wie La țigănci (1959), Pe strada Mântuleasa (1963), Noaptea de Sânziene (1971), În curte la Dionis (1977) und Nouăsprezece trandafiri (1980).
Allzu oft hat man Eliade mit André Gide verglichen, mit dem er jedoch nur die scharfe Intelligenz gemeinsam hat. Die Problematik seiner Bücher erinnert an Jean-Paul Sartre, doch plädiert er nicht für eine Unterwerfung unter die Zeitlichkeit, sondern zeigt den Weg einer mystischen Befreiung, weniger schwer als Knut Hamsun und durchsichtigerer als Fjodor Michailowitsch Dostojewski.
Seine vielgelesenen intellektualistisch-existentialistischen Werke erschienen nach dem Zweiten Weltkrieg auch in deutscher Übersetzung wie Das Mädchen Maitreyi (1948), Andronic und die Schlange (1949), Nächte in Serampore (1951), Auf der Mântuleasa-Strasse (1972), Die Pelerine: Erzählung (1976), Phantastische Geschichten (1978), Die drei Grazien: Erzählung (1978), Der Hundertjährige: Roman (1979), Fräulein Christine: Roman (1980), Bei den Zigeunerinnen: Phantastische Geschichten (1981), Neunzehn Rosen: Roman (1982), Dayan/Im Schatten einer Lilie: 2 Erzählungen (1984), Hochzeit im Himmel: Roman (1989), Der Versucher und die Schlange: Roman (1990), Die Hooligans: Roman (1993), Der verbotene Wald: Roman (1993), Der besessene Bibliothekar: Roman (1995), Indisches Tagebuch: Reisenotizen 1928 – 1931 (1996), Magische Geschichten (1997), Isabelle und die Wasser des Teufels: Roman (2001) und Jugend ohne Jugend: Roman (2008).

##### Eugène Ionesco

Eugène Ionesco gilt als bedeutendster französischer Dramatiker der Nachkriegszeit und als ein führender Vertreter des absurden Theaters.

Eugène Ionesco begann in seinem literarischen Debüt Elegii pentru fiinte mici (1931) mit zarter moderner Lyrik. Das zweite Buch Nu, eine 1934 erschienene Sammlung von Essays, war eine jungenhaft zornige Abrechnung mit den Größten der rumänischen Literatur. Er blieb während eines Studienaufenthalts in Paris 1938 in Frankreich, zu dessen Kultur er sich bekannte. Dort wurde er zum bedeutendsten französischen Dramatiker der Nachkriegszeit und gilt als ein führender Vertreter des absurden Theaters. Ionescos von Ion Luca Caragiale und Urmuz beeinflussten surrealistisch-absurden und grotesken Dramen, meist sketchhafte Einakter, da die Groteske dramatische Großformen nicht trägt, verbinden den provozierenden und bewusst schockierenden Bürgerschreck des Antidramas mit der Absicht, die philisterhafte Selbstgenügsamkeit des gedanken- und seelenlosen Lebens durch Karikatur aufzudecken. Die Akausalität der Handlung fordert einzelne, gleichermaßen groteske Einzelsituationen, die in einer satyrspielhaften Mischung komischer und tragischer Züge voll ausgespielt werden. Der Dialog, bewusst auf Vermeidung intellektuell greifbarer Aussagen angelegt, löst sich in stereotype Wiederholung von Gemeinplätzen und rhythmisch-vokale Sprachatome auf. Ionescos internationale Bühnenerfolge beruhen auf der geschickten Verbindung von Zeitkritik mit den Ansprüchen geistigen Amüsements. 1970 wurde er Mitglied der Académie française.
Er verfasste zahlreiche Theaterstücke („Antidramen“) wie La Cantatrice chauve (1950), La Leçon (1951), Les Chaises (1952), L’Impromptu de l’Alma (1956) und Rhinocéros (1959), Le Roi se meurt (1962), Le Piéton de l’air (1963), La Soif et la Faim (1965), Jeux de massacre(1970), Macbett (1972) und Ce formidable bordel (1973) die sich in keine der üblichen Kategorien einreihen lassen und in denen das Reale mit dem Absurden im gleichen Stück, sogar bei der ein und derselben Figur koexistieren können. Er verachtet Realismus auf der Bühne, erst recht jegliche Thesendramatik und schrieb kein Theaterstück, um eine Geschichte zu erzählen. Das „Streben nach Natürlichkeit“ sei aufzugeben, Psychologie müsse man vermeiden, um besser noch, „ihr metaphysische Transparenz geben“. Kunstgriffe dürfe man nicht verstecken, sondern man müsse sie enthüllen. Über seine Werke führte er aus: „Keine Salonkomödie mehr, sondern Farcen, äußerste parodistische Übertragungen. Humor, ja! Doch mit den Mitteln des Burlesken. Das Komische hart, übertrieben, ohne Zartheit… Alles bis zum Paroxysmus treiben, dahin, wo sich die Quellen des Tragischen öffnen.“
Er verfasste zudem originelle Erzählungen, kryptowalachische Märchen und Theaterkritiken. In deutscher Sprache erschienen unter anderem Die Unterrichtsstunde (1955), Die kahle Sängerin (1959), Die Stühle (1959), Die Nashörner (1960), Fußgänger der Luft (1962), Der König stirbt (1964), Hunger und Durst (1964), Impromptu oder der Hirt und sein Chamäleon (1964), Triumph des Todes oder Das große Massakerspiel (1971). Sein Roman Le Solitaire (1973) kam 1974 in deutscher Sprache unter dem Titel Der Einzelgänger heraus.

##### Weitere Exilautoren

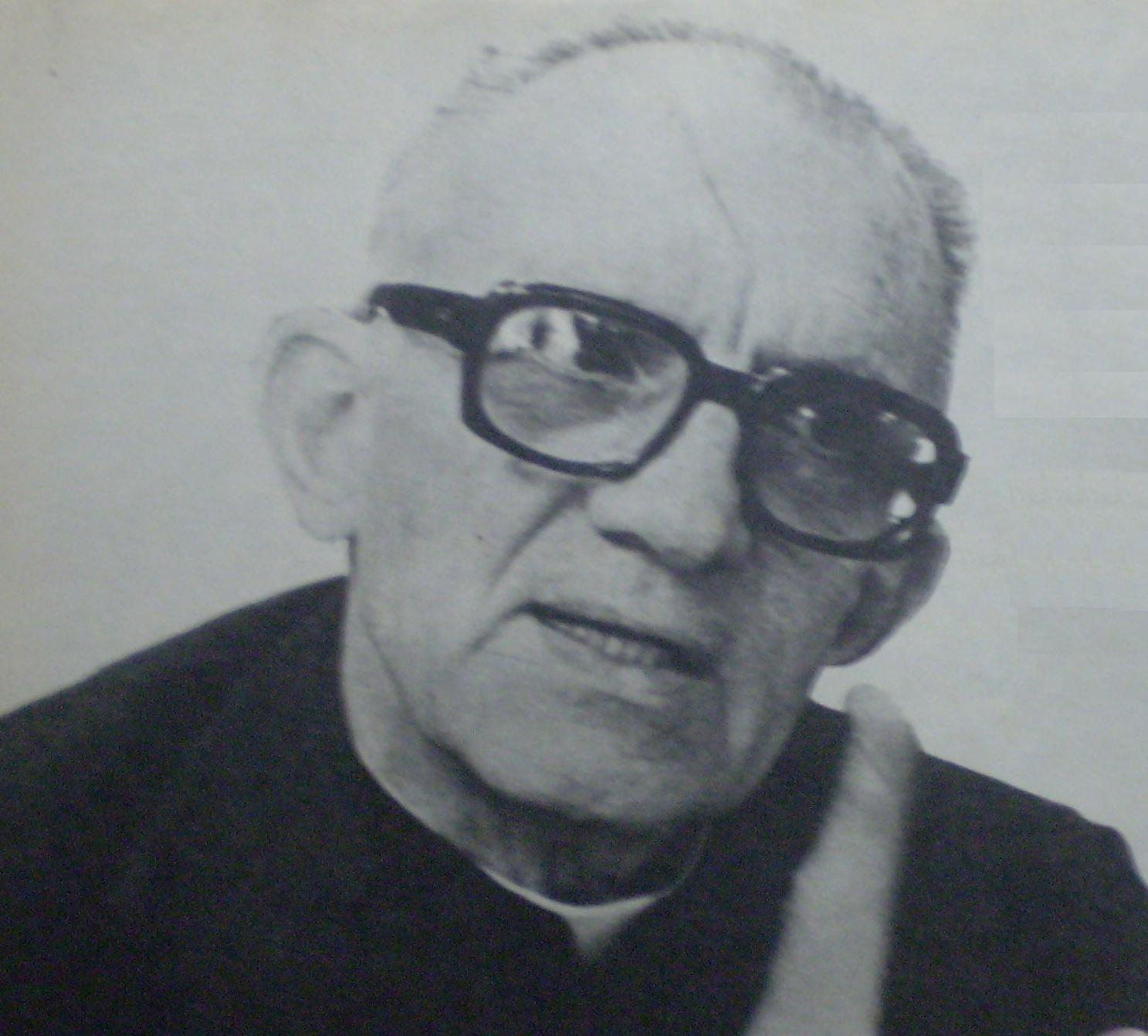
Constantin Virgil Gheorghius Roman Die 25. Stunde wurde 1966 von Henri Verneuil mit Anthony Quinn in der Hauptrolle verfilmt.

Horia Stamatu veröffentlichte seine ersten Gedichtbände wie Memnon (1934) und Imnur (1937) noch vor dem Krieg. Er war zwischen 1942 und 1944 im KZ Buchenwald interniert und lebte von 1961 bis zu seinem Tode 1989 in Freiburg in Breisgau. Neben Essays und Kritiken schrieb er existentielle Dichtungen, in denen der innere Rhythmus über den mechanischen triumphiert. In seinen Werken wie Recitativ (1963),Punta Europa (1970), Kairos (1974), Jurnal (1975) und Imperiul (1981) zeigte sich eine neue, von der byzantinischen Kunst beeinflusste poetische Ästhetik, in der Rainer Maria Rilke, Arthur Rimbaud und Ion Barbu zu erkennen sind. Seine Lyrik zeichnet sich durch eine ausdrucksvolle, reiche Sprache mit einer Vorliebe für das Esoterische aus. In deutscher Übersetzung erschien 1968 Dialoge mit einem Nachwort von Paul Miron.
Der als Vintilă Caftangioglu geborene und als Diplomat tätige Vintilă Horia gab 1936 sein Debüt mit dem Gedichtband Procesiuni. Er lebte seit 1945 im Exil in Argentinien, Spanien sowie Frankreich, war ein Essayist und lyrisch Suchender. Seine milden Romane strahlen transparente Innigkeit und Menschlichkeit aus. Sein Schaffensziel war eine starke kulturelle Bindung zwischen den romanischen Völkern, wofür er mit der Unterstützung der römisch-katholischen Kirche rechnete. 1960 gewann er den Prix Goncourt für seinen Roman Dieu est né en exil, der ihm aber nie offiziell überreicht wurde, da es zu Protesten wegen seiner faschistischen Vergangenheit kam. In deutscher Übersetzung wurden Dort brennen sogar die Sterne... (1954), Gott ist im Exil geboren (1961) sowie Der Ritter der Resignation (1962).
Ştefan Teodorescu, der ebenfalls Diplomat war und 1937 den Essay Spre un nou umanism („Auf dem Weg zu einem neuen Humanismus“) veröffentlicht hatte sowie 1943 mit der Dissertation Die formelhaften Wendungen bei Homer an der Ludwig-Maximilians-Universität München zum Doktor der Philosophie promovierte, lebte nach dem Krieg in Deutschland. Er war ein Erzähler, Essayist und Philosoph von europäischer Breite und Deuter der modernen Welt, wenngleich von schöpferischer Unruhe. Er schrieb als weiteren bedeutenden Essay Das Drama der östlichen Intelligenz sowie die Erzählung Eminescu als Kulturvermittler (1975).
Auch Constantin Virgil Gheorghiu, der auch als Diplomat tätig war, veröffentlichte mit Viața de toate zilele a poetului (1937), Caligrafie pe zăpadă (1940) und Ceasul de rugăciune (1942) zunächst Gedichtbände sowie 1948 Rumänische Märchen. Er lebte von 1948 bis zu seinem Tode am 22. Juni 1992 in Paris, wo er seit 1963 orthodoxer Priester an der dortigen rumänischen Erzengelgemeinde war. Frühen Ruhm errang er durch seinen beachtenswerten Roman La Vingt-cinquième heure (1949), eine effektvolle Anklage gegen die Versklavung des Menschen durch den anonymen Mechanismus der totalen Bürokratie im technisierten Massenstaat. Der Roman wurde 1966 unter dem Titel Die 25. Stunde von Henri Verneuil mit Anthony Quinn in der Hauptrolle verfilmt. Während La Seconde Chance (1952) Beachtung fand, war er mit weiteren politischen Tendenzromanen weniger erfolgreich. In deutscher Sprache erschienen neben 25 Uhr (1950) und Die zweite Chance (1957) zudem Johannes Chrysostomus oder Goldmund, der unliebsame Mahner (1960), Die Peitsche (1960), Bettelt nicht um Wunder (1961), Alibi für Limitrof (1962), Gangster Maximilian Perahim (1963), Die Unsterblichen von Agapia (1965) sowie Von 25 Uhr bis zur Ewigkeit (1967).
Nach seiner überraschen Flucht in den Westen 1960 lebte Petru Dumitriu in Frankfurt am Main, Paris und Metz und veröffentlichte nach seiner Umsiedlung scharfe Abrechnungen mit den kommunistischen Machthabern in Bukarest in französischer Sprache wie Rendez-vous au Jugement dernier (1961), Incognito (1961), L’extrême Occident (1964), Les Inities (1966) und Le Sourire sarde (1967). Allmählich versiegte jedoch seine Erzählkraft und auch seine Wendung zur spekulativen Phantasie und die erklärte Konversion zu einem eigenen Christentum konnten dies nicht wettmachen. In deutscher Übersetzung wurden Treffpunkt Jüngstes Gericht (1962), Inkognito (1963), Fernwest (1965), Die Transmoderne (1965), Das sardische Lächeln (1967) und Der Mann mit den grauen Augen (1969) veröffentlicht.
Paul Miron, der nach seinem Studium in Deutschland blieb, setzte sich als gefürchteter Satiriker in der Memorialistik mit dem rumänischen Exil 1948 bis 1968 auseinander und war von 1977 bis 1991 an der Albert-Ludwigs-Universität Freiburg als außerplanmäßiger Professor für Romanistik tätig. Er verfasste neben Gedichten wie in Rodul ascuns (1963) seit Mitte der 1990er Jahre Dramen, Erzählungen und Romane. Es ist eine mystische Lyrik, die auch in der Prosa weiterlebt, so in Tîrgul șaradelor. O povestire tridimensională (2000) oder Moștenirea astrelor (2002). Weitere Erzählungen schaffen unverwechselbare lebendige Typen. Einige seiner Theaterstücke wurden sowohl in Deutschland als auch in Rumänien aufgeführt. Er gab zudem das Rumänisch-deutsche Wörterbuch heraus.

#### Postkommunistische Zeit und Gegenwartsliteratur

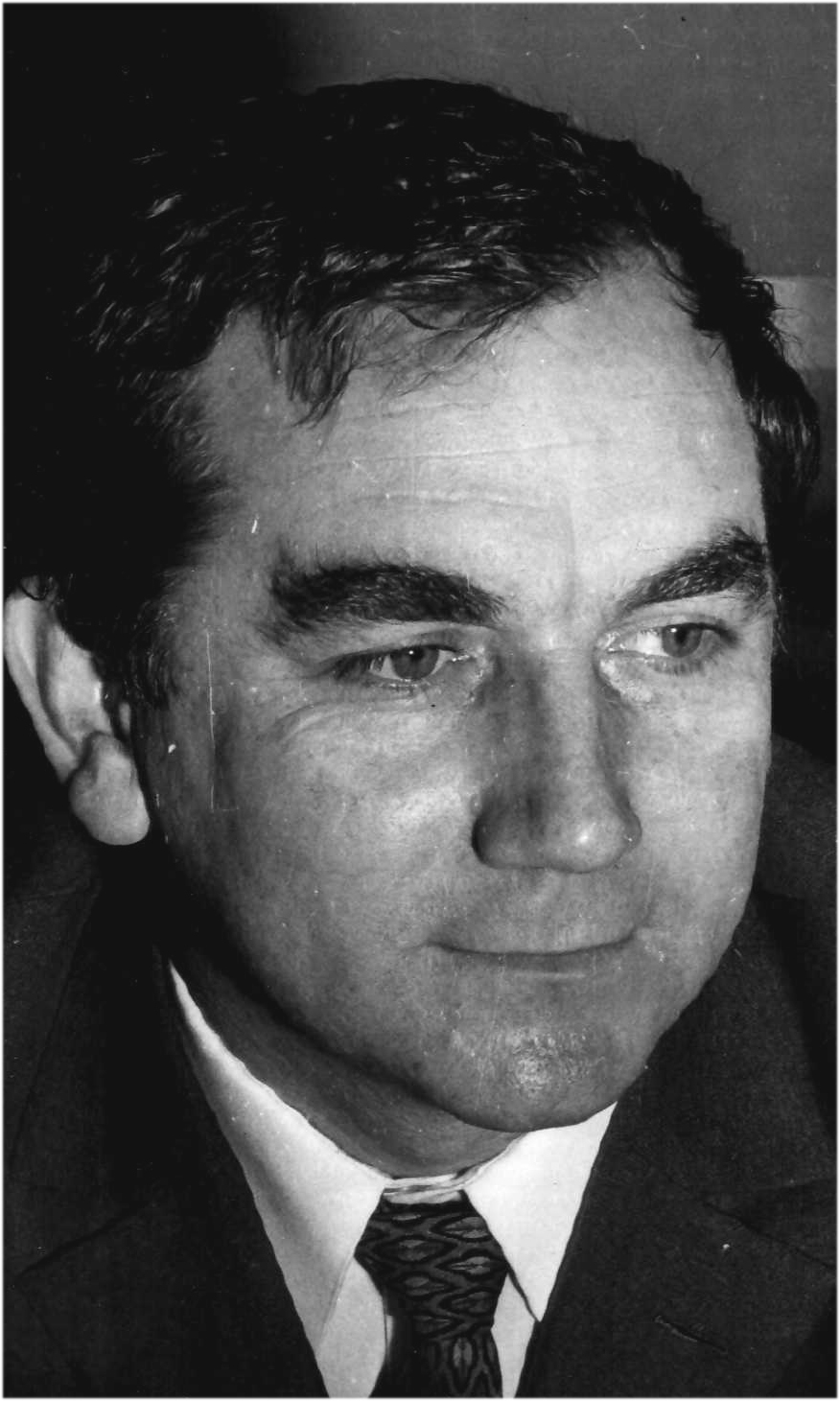
Dumitru Radu Popescu veröffentlichte auch nach der Revolution von 1989 zahlreiche Romane.

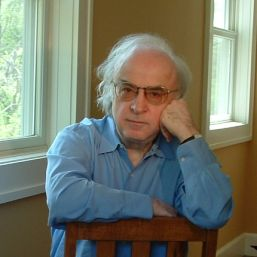
Norman Manea, der seit 1988 in den USA lebt, ist einer der am meisten übersetzten rumänischen Schriftsteller und gilt auch als einer der großen rumänischen Schriftsteller im Exil.

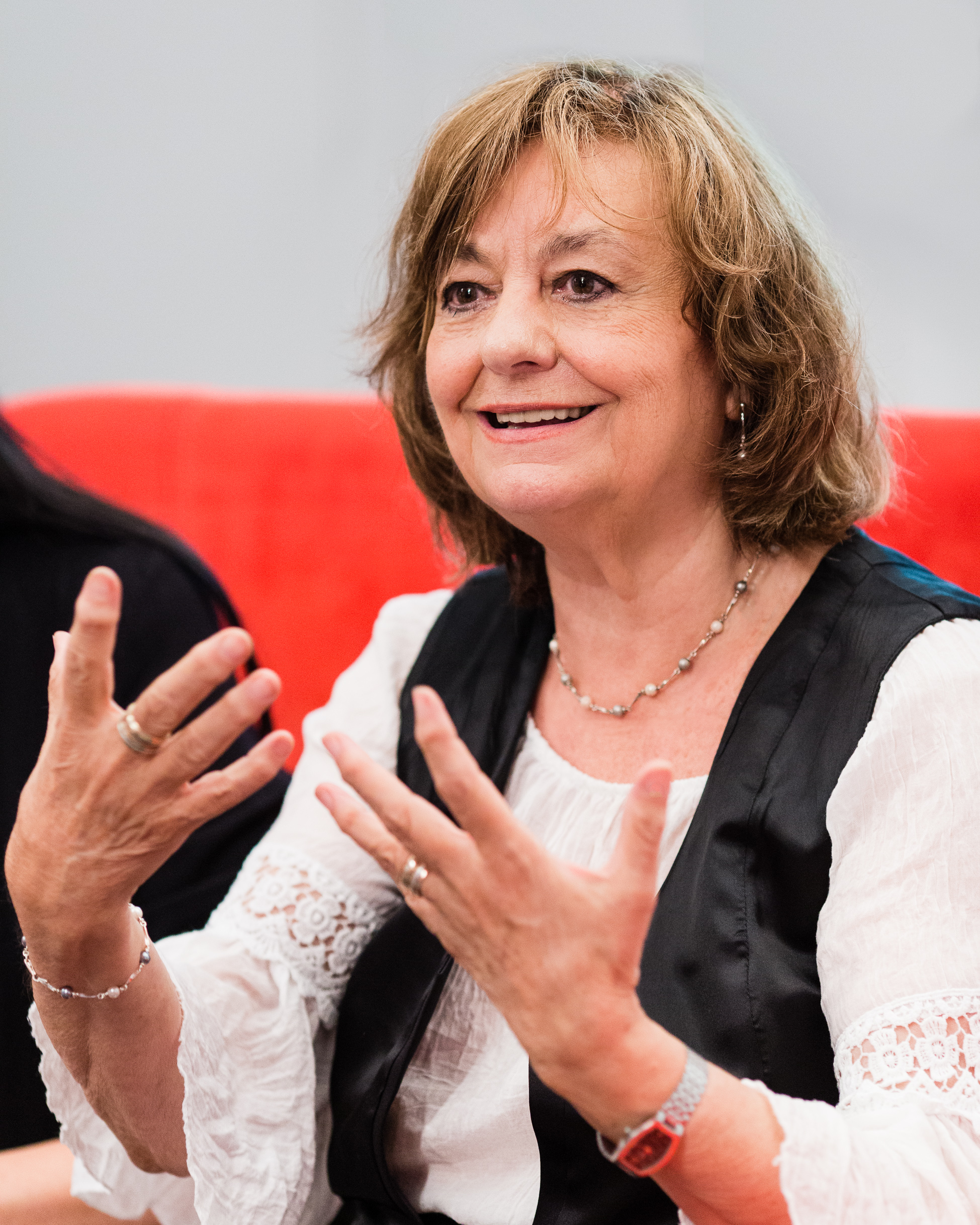
Ana Blandiana ist nicht nur Dichterin, sondern auch Leiterin der Gedenkstätte Sighet (Memorialul de la Sighet), ein Institut zur Aufarbeitung der kommunistischen Vergangenheit Rumäniens.

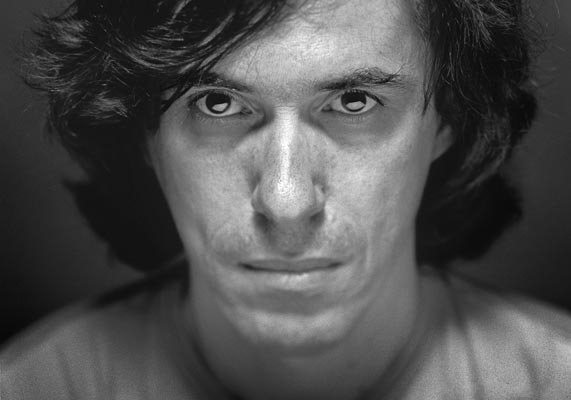
Mircea Cărtărescu (2003) ist heute auch im Westen anerkannt als einer der bedeutendsten Vertreter des rumänischen Postmodernismus.

Nicolae Breban glaubte sich durch Vielfalt der Charaktere, durch Groteske und Morbidität von den allmächtigen ideologischen Fesseln
des gestürzten kommunistischen Regimes befreien zu können, wie er es in dem gleich nach der Wende veröffentlichten Roman Pândă și seducție (1991) versuchte. 1994 erschien die Tetralogie Amfitrion mit den Bänden Demonii mărunți, Procuratorii und Alberta. Eine Tag-und-Nacht-Tetralogie mit dem Titel Ziua și noaptea erschien zwischen 1998 und 2004 mit den Bänden Ziua și noaptea (1998), Voința de putere (2001) und Puterea nevăzută (2004), die 2007 durch einen vierten Band, Jiquidi, ergänzt wurde. Zuletzt erschienen von ihm Singura cale (2011), Demonii mărunți (2013), Jocul și fuga (2015) und Frica (2018).
Sämtliche Werke des seit 1978 im französischen Exil lebenden Paul Goma sind gekennzeichnet von seiner Überzeugung, ein „Held“ zu sein. Im eigentlichen Exil entstanden unter anderem die Werke Culorile curcubeului ’77 (1979) und Patimile după Pitești (1981) und Din Calidor (1987), während nach dem Zusammenbruch des Kommunismus 1989 unter anderem Arta refugii (1990), Amnezia la români (1995), Jurnal de apocrif (1999) und Basarabia (2002) erschienen. 1984 erschien zudem der Roman Die rote Messe in deutscher Sprache.
Dumitru Radu Popescu veröffentlichte auch nach der Revolution von 1989 zahlreiche Romane wie Dumnezeu în bucătărie (1994), Săptămâna de miere (1999),Cucul de fier sau grădarea raiului (2004) und Pastorul sașilor (2010), die mit denen des lateinamerikanischen magischen Realismus verglichen wurden, mit Ähnlichkeiten bis zu einem gewissen Punkt mit den Romanen von Italo Calvino.
Norman Manea, der seit 1988 in den USA lebt, löste 1991 mit seinem Aufsatz Felix Culpa. Erinnerung und Schweigen bei Mircea Eliade über das antisemitische Denken Mircea Eliades und dessen Nähe zum Faschismus im postkommunistischen Rumänien eine Schmähkampagne gegen ihn aus. Er verfasste Erzählungen, Essays und Romane wie Despre clovni. Dictatorul şi artistul (1997), Casa melcului (1999), Întoarcerea huliganului (2003), Plicuri şi portrete (2004), Fericirea obligatorie (2004), Vorbind pietrei (2008), Variante la un autoportret (2008), Vizuina (2009), Laptele negru (2010) und Curierul de Est. Dialog cu Edward Kanterian (2010). 2011 wurde ihm der Nelly-Sachs-Preis verliehen. In deutscher Übersetzung sind Roboterbiographie (1987), Fenster zur Arbeiterklasse (1989), Training fürs Paradies (1990), Der Trenchcoat (1990), Trennwand (1992), Der schwarze Briefumschlag (1995), Über Clowns (1998), Die Rückkehr des Hooligan (2004), Oktober, acht Uhr (2007), Gespräche im Exil (2011), Die Höhle (2012) sowie Wir sind alle im Exil (2915) erschienen.
Daniel Bănulescu kann als einer der frühen postmodernen rumänischen Autoren gelten, der mit Te pup în fund, Conducător Iubit! (1994; dt. Ich küsse dir den Hintern, geliebter Führer, 2005) den Sprachmüll der Diktatur entsorgte.
Die nach 1990 von Ileana Mălăncioiu verfassten dezidiert politischen Kommentare wie Crimă şi moralitate (1993), Cronica melancoliei (1998), A vorbi într-un pustiu (2002), Crimă şi moralitate (2006) und Am reuşit să rămîn eu însămi (2016) belebten die Übergangsgesellschaft Rumäniens. Daneben verfasste sie mit Urcarea muntelui (1992), Ardere de tot (1992) und Linia vieţii (1999) auch noch weitere Lyriksammlungen. 2013 wurde sie Mitglied der Rumänischen Akademie.
Ion Alexandru, der sich als Abgeordneter und Senator auch politisch engagierte, verfasste neben der Autobiografie Bat clopotele în Ardeal (1991) mehrere Gedichtsammlungen wie Cu Biblia în America (1993) und Imnele iubirii (1995), von denen der Großteil mit Poezii (2001), Amintirea poetului (2003), Lumină lină: Imne (2004) und Imnele Sfinților martiri Brâncoveanu (2014) allerdings erst posthum nach seinem Tode am 16. September 2000 in Bonn erschienen ist.
Ana Blandiana ist heute nicht nur Dichterin, sondern auch Leiterin der Gedenkstätte Sighet (Memorialul de la Sighet), ein Institut zur Aufarbeitung der kommunistischen Vergangenheit Rumäniens. Sie veröffentlichte nach 1990 zahlreiche weitere Gedichtbände wie Arhitectura valurilor (1990), În dimineața de după moarte (1996), Soarele de apoi (2000), Refluxul sensurilor (2004), Întoarcerea lui Arpagic (2008), Patria mea A4 (2010), Pleoape de apă (2010), În bibliotecă (2018) und Variațiuni pe o temă dată (2018). Auch diese späte, reifere Poesie behielt ihre frühe Rebellion gegen die Heuchelei der Zeitgenossen, gegen Konformismus und Geistlosigkeit mit dem Impetus und der Reinheit der Adoleszenz bei. Daneben erschienen auch eine Reihe von Essaysammlungen wie Geniul de a fi (1998), Cine sunt eu? (2001), Spaima de literatură (2006), Fals tratat de manipulare (2013) und Istoria ca viitor (2017). Als deutschen Ausgaben wurden ihre Werke Die Applausmaschine (1993), EngelErnte (1994), Sternenherbst (1999), Die Versteigerung der Ideen (2009), Uhren auf Schienen (2010), In einer spanischen Herberge (2012), Die vier Jahreszeiten (2015), Wozu Dichter in dürftiger Zeit? (2018), Geschlossene Kirchen (2018) und Mein Vaterland A4 (2018).
Mircea Dinescu hatte nach der rumänischen Revolution von 1990 bis 1996 das Amt des Präsidenten des rumänischen Schriftstellerverbandes inne. Zugleich vollzog er nach dem Ende des Kommunismus einen weitgehenden Wechsel von der Lyrik zur Satire und veröffentlichte Werke wie Proprietarul de poduri. Antologie 1968–1985 (1990), Pamflete vesele și triste, 1990–1996 (1996), O beție cu Marx (1996), Corijent la cele sfinte (2004), Cele mai frumoase, 101 poezii (2006), Femeile din secolul trecut (2010), Iubirea mea să scoată țări din criză (2011) und Scaunul cu trei picioare (2019). 1991 wurde er Ehrenbürger der Universität Augsburg. In deutscher Übersetzung erschienen von ihm Exil im Pfefferkorn (1989) und Ein Maulkorb fürs Gras (1990).
Mircea Cărtărescu, dessen Begabung im literarischen „Montagszirkel“ von Nicolae Manolescu entdeckt wurde, erhielt bereits 1980 für sein dichterisches Debüt Faruri, vitrine, fotografii… (1980) den Preis des rumänischen Schriftstellerverbandes. Er veröffentlichte noch in der kommunistischen Äre mit Poeme de amor (1983) und Totul (1985) zwei weitere Sammlungen seiner Lyrik. An einem Wendepunkt der rumänischen Dichtung, die sich selbst zerrieb zwischen Deklamation und Mystik, vereinte er in seinen Werken die Sprache der Avantgarde mit der der Tradition, sei es im Diskurs zur Erotik oder in seinem Widerstand gegen Konventionen und Schablonen. Seine Wirkung auf die zeitgenössische Literatur ist außergewöhnlich groß; sie zeigt sich in der Abkehr von der „hölzernen“ Sprache und von falschen Mythen. Weitere Gedichtbände sind Dragostea. Poeme (1984–1987) (1994), 50 de sonete de Mircea Cartarescu cu cincizeci de desene de Tudor Jebeleanu (2003), Dublu album (2009), O seară la Operă (2009), Nimic. Poeme (1988-1992) (2010) sowie Nu striga niciodată ajutor (2020). Des Weiteren verfasste er Prosa wie die Trilogie Orbitor, die aus den Bänden Orbitor. Aripa stângă (1996), Orbitor. Corpul (2002) und Orbitor. Aripa dreaptă (2007) besteht. 2018 wurde ihm der Thomas-Mann-Preis verliehen. Sein Erzählband Melancolia (2022) handelt von der Kindheit und dem Erwachsenwerden; er zeigt ihn als Meister des Phantastischen.

## Hintergrundliteratur
- Martin Block, Eva Behring: Rumänische Literatur, in: Walter Jens (Hrsg.); Kindlers Neues Literatur-Lexikon, Bd. 20, S. 94–101.
- Moses Gaster: Geschichte der rumänischen Litteratur, in Gustav Gröber, Grundriss der romanischen Philologie, Bd. 2, 3. Abteilung, 1901, S. 262–428 (Digitalisat)
- Bertelsmann Universallexikon, Band 15, Gütersloh 1990, S. 171 f.
- Eva Behring: Rumänische Literaturgeschichte von den Anfängen bis zur Gegenwart. Universitätsverlag Konstanz 1994
- Gero von Wilpert: Lexikon der Weltliteratur. Fremdsprachige Autoren, Band I A–K, Stuttgart 2004, 2008, ISBN 978-3-520-84301-2
- Gero von Wilpert: Lexikon der Weltliteratur. Fremdsprachige Autoren, Band II L–Z, Stuttgart 2004, 2008, ISBN 978-3-520-84301-2
- Klaus Bochmann und Heinrich Stiehler: Einführung in die rumänische Sprach- und Literaturgeschichte. Romanistischer Verlag, Bonn 2010.